# Recklinghausen

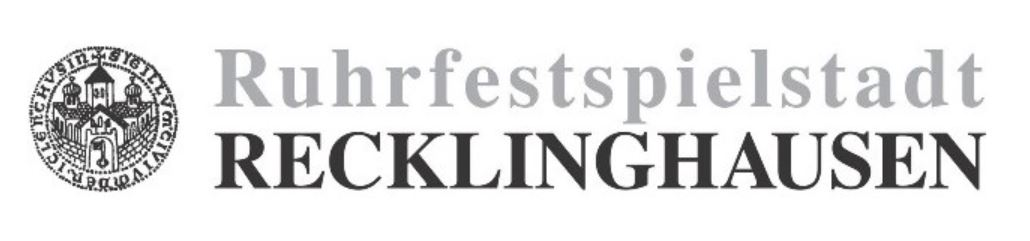
Offizielles Logo der Stadt Recklinghausen

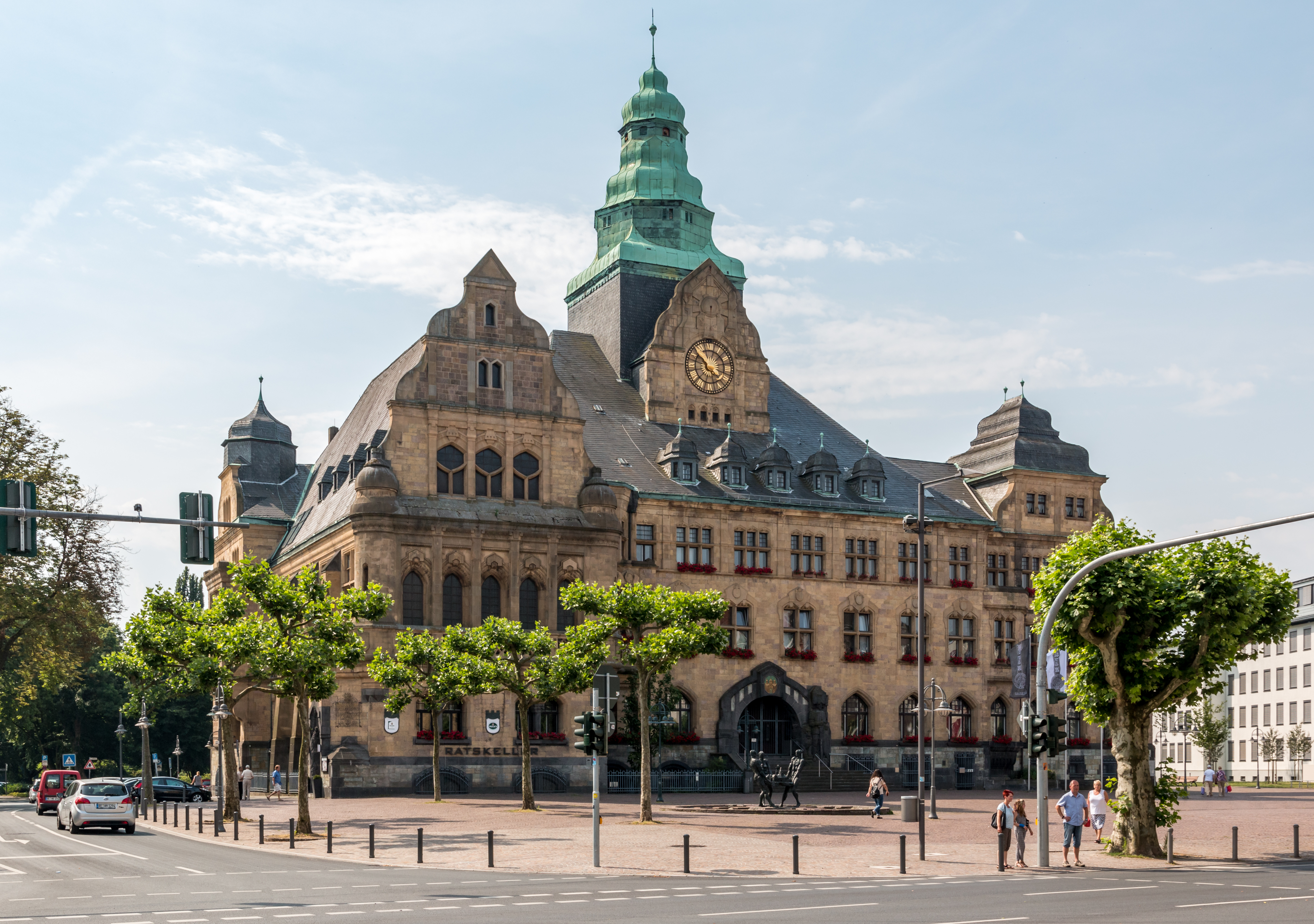
Wahrzeichen der Stadt: Das vierte Rathaus

Recklinghausen (westfälisch Riäkelhusen) ist eine Stadt im nördlichen Ruhrgebiet und gehört administrativ zum nordrhein-westfälischen Regierungsbezirk Münster. Sie ist die Kreisstadt des Kreises Recklinghausen, des bevölkerungsreichsten deutschen Landkreises. Recklinghausen ist in der Landesplanung als Mittelzentrum ausgewiesen und Teil der Metropolregion Rhein-Ruhr. Als Großstadt zählte Recklinghausen Ende 2023 115.396 Bürger.
Der Ursprung der Stadt war ein um 800 entstandener karolingischer Königshof, der Name „Ricoldinchuson“ wurde 1017 erstmals erwähnt. Recklinghausen war seit ca. 1180 der Hauptort des kurkölnischen Vests Recklinghausen und erhielt 1236 die Stadtrechte. Im Jahre 1815 wurde die Stadt Verwaltungssitz des preußischen Kreises Recklinghausen. Das größte Wachstum setzte ein, als ab 1869 der Steinkohlenbergbau das Stadtgebiet erreichte. Heute ist Recklinghausen vor allem Dienstleistungs-, Einkaufs- und Verwaltungsstadt und hat ein Einzugsgebiet mit rund 600.000 Menschen.
Der Name Recklinghausen wird auf der dritten Silbe betont, die Bewohner der Stadt heißen „Recklinghäuser“, das Adjektiv lautet ebenso (Beispiel: Recklinghäuser Rathaus).
In Recklinghausen finden alljährlich seit 1947 die Ruhrfestspiele statt.

## Geographie

### Räumliche Lage
Die Stadt Recklinghausen liegt im nördlichen Ruhrgebiet, im Osten der naturräumlichen Haupteinheit Emscherland. Der flächenmäßig etwas größere nördliche Teil um die Kernstadt, der in etwa durch die Hamm-Osterfelder Bahn separiert wird, liegt auf dem Recklinghauser Lößrücken, dem östlichen Teil des Vestischen Höhenrückens, dessen Kamm die Innenstadt in Form eines nach Süden offenen Halbkreises ergibt. Südlichere Ortsteile liegen im Emschertal nebst Randplatten.
Höchste natürliche Erhebung ist der Fritzberg (113 m) im Osten, aber auch westnordwestlich der Innenstadt werden, nah der Stadtgrenze zu Herten, auf dem Rücken noch um 110 m erreicht. Höchste künstliche Erhebung ist der Mollbeckberg (124 m) im Nordwesten, der allgemein „Rodelberg“ genannt wird, der niedrigste Straßenpunkt des Stadtgebietes liegt an der Karlstraße im Südosten Hochlarmarks bei 43 m ü. NN, die Emscher verlässt das Stadtgebiet auf 39 m.
Die größte Ausdehnung des Stadtgebiets beträgt in West-Ost-Richtung 9,5 und in Nord-Süd-Richtung 10,9 km. Der Umfang des Stadtgebietes beträgt 43 km.

### Stadtgliederung

Übersicht

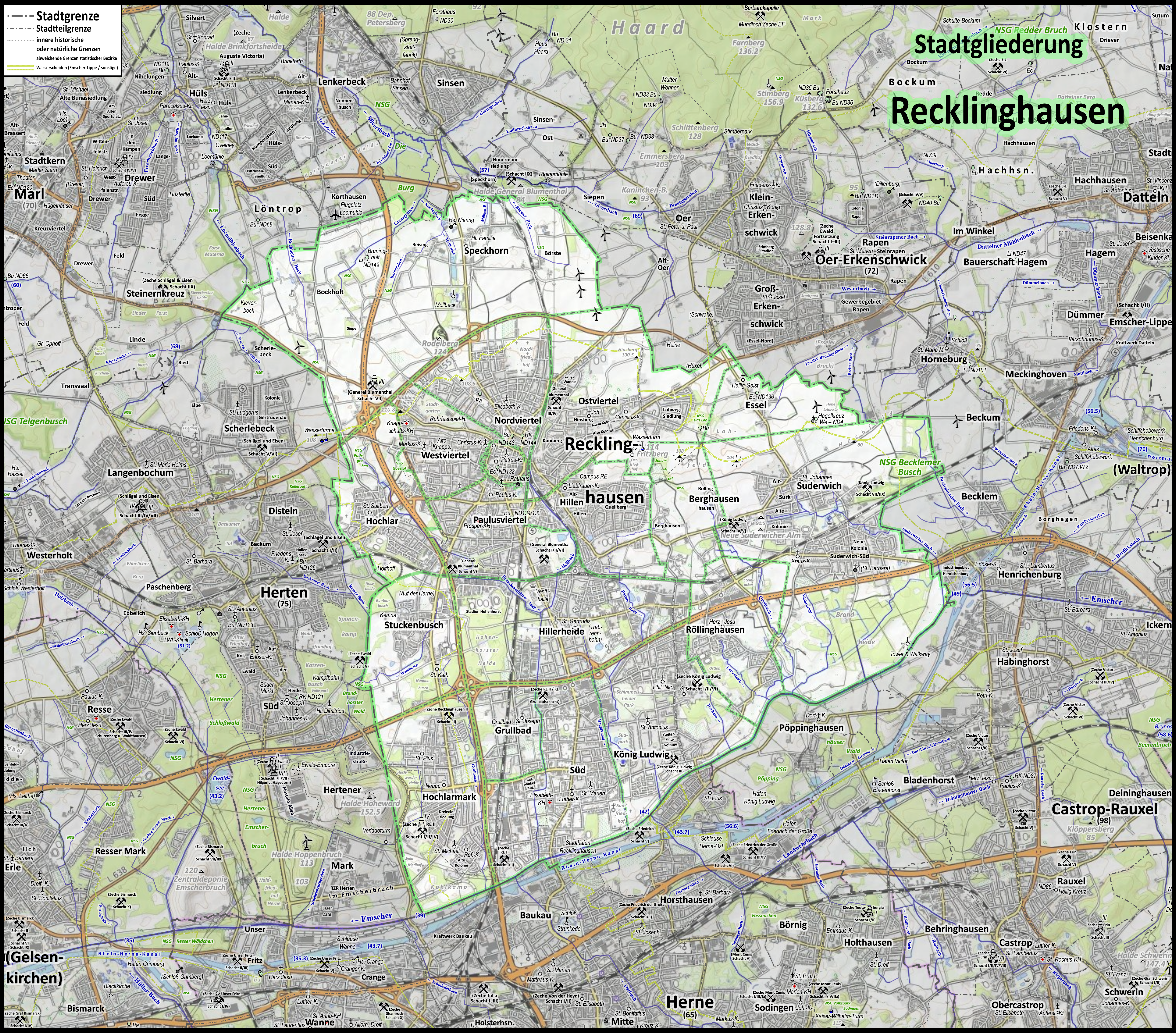
Karte mit allen Ortslagen, Bächen, Landmarken und ehemaligen Zechenstandorten

Recklinghausen gliedert sich in 18 Stadtteile, die gleichzeitig statistische Bezirke darstellen.
Die folgende Tabelle entspricht den Einwohnerzahlen vom 31. Dezember 2018
| Ortsteil           | Bezirk | Fläche [km²] | Einwohner | EW /km² | Lage in der Stadt         |
| ------------------ | ------ | ------------ | --------- | ------- | ------------------------- |
| Innenstadt         | 101    | 0,355        | 1.692     | 4766    | nordwestlich der Mitte    |
| Nordviertel        | 102    | 2,596        | 9.136     | 3519    | Norden                    |
| Speckhorn/Bockholt | 103    | 10,961       | 1.394     | 127     | äußerster Nordwesten      |
| Ostviertel         | 104    | 5,018        | 11.604    | 2312    | Osten bis Nordosten       |
| Westviertel        | 105    | 1,770        | 7.148     | 4038    | Nordwesten                |
| Hochlar            | 106    | 2,572        | 4.871     | 1894    | nördlicherer Westen       |
| Paulusviertel      | 107    | 2,447        | 7.654     | 3128    | westlich der Mitte        |
| Stuckenbusch       | 108    | 2,803        | 2.411     | 860     | südlicherer Westen        |
| Hillerheide        | 109    | 4,835        | 7.263     | 1502    | südlich der Mitte         |
| Hillen             | 110    | 2,954        | 9.452     | 3200    | Mitte                     |
| Berghausen         | 111    | 1,672        | 434       | 260     | östlich der Mitte         |
| Grullbad           | 212    | 2,635        | 6.352     | 2411    | westlicher Süden          |
| Süd                | 213    | 2,902        | 13.235    | 4561    | Süden, westlich der Mitte |
| König Ludwig       | 214    | 4,047        | 11.467    | 2836    | Süden                     |
| Röllinghausen      | 215    | 2,873        | 3.950     | 1375    | östlicher Süden           |
| Hochlarmark        | 316    | 4,150        | 9.998     | 2409    | äußerster Südwesten       |
| Suderwich          | 417    | 10,152       | 11.725    | 1155    | äußerster (Süd-)Osten     |
| Essel              | 418    | 1,754        | 417       | 238     | Nordosten                 |

Rund 50.000 Menschen leben in der erweiterten Kernstadt aus Innenstadt, den vier namentlichen Stadtvierteln, Hillen und Hochlar. In der Südstadt aus Grullbad, Süd und König Ludwig leben 30.000 Menschen, zusammen mit Hochlarmark sind es sogar 40.000.

#### Historische Zuordnung

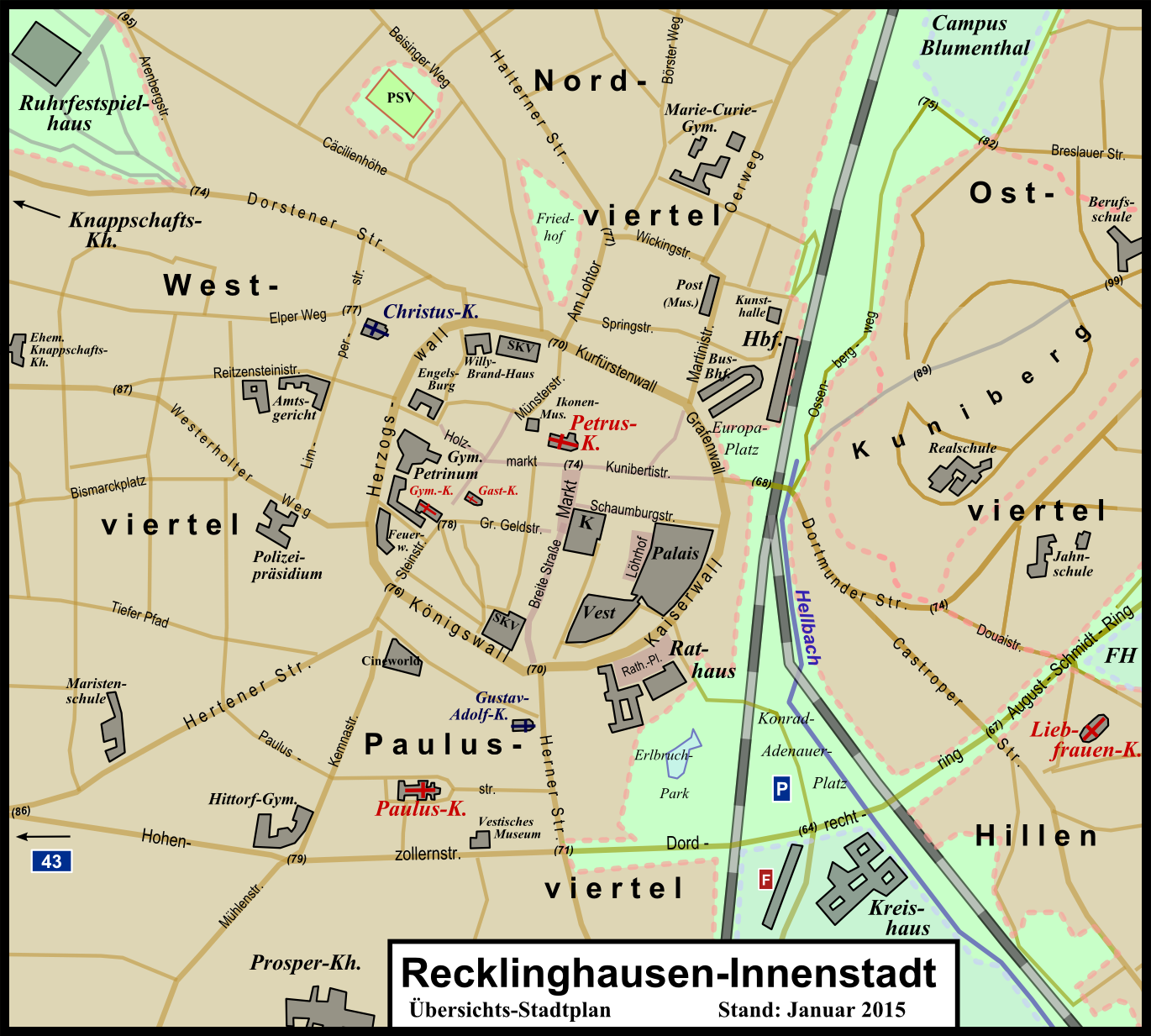
Stadtplan der Innenstadt
(→ Legende)

Das eigentliche Stadtgebiet Recklinghausens bestand im 19. Jahrhundert aus der Innenstadt, dem dörflichen Stadtteil Hillen und landwirtschaftlich genutzten Gebieten, die in etwa den heutigen Gebieten von Paulus-, West-, Nord- und Ostviertel von Hillen entsprachen. Der Osten ging jedoch nur bis zum Ostcharweg, d. h. die heutige Lohwegsiedlung liegt größtenteils auf altem Esseler bzw. Suderwicher Gebiet. Auch der Nordcharweg, zu dem heute nördlich unmittelbar parallel der Autobahnzubringer nach Oer als nördliche Begrenzung der Kernstadt verläuft, war ein historischer Grenzweg, wenngleich die Recklinghäuser Gemarkung im 19. Jahrhundert darüber hinaus ging; nach Südwesten fortgesetzt wird er durch die unmittelbar zubringerparallele Zeppelinstraße und den Westring, der heute noch Grenzstraße ist. Dieses erweiterte Stadtgebiet wurde schon seit dem Spätmittelalter von einer Ringlandwehr umschlossen, die Hochlar mit einschloss.
Neben dem Kerngebiet gehörten auch die Heidelandschaft am heutigen Stadtteil Hillerheide und der sich südlich anschließende, mit Bruchwald bewachsene Bruch unmittelbar nördlich der Emscher zur Stadt. Vom heutigen Stadtteil Hillerheide gehörte das Gebiet um das Stadion Hohenhorst (Auf der Herne) zu Stuckenbusch, während etwas südlicher die Westgrenze der Stadt bis zur heutigen Friedrich-Ebert-Straße reichte. Der frühere Stadtteil Bruch entspricht weitgehend den heutigen Stadtteilen Grullbad, Süd und König Ludwig, jedoch geht das heutige König Ludwig, über die Alte Grenzstraße hinaus, bis in altes Röllinghäuser Gebiet.
Erst 1926, mit der Eingemeindung der Gemeinde Suderwich sowie der Aufteilung der Gemeinde Recklinghausen-Land auf die heutigen Städte Herten, Marl, Recklinghausen und Oer-Erkenschwick, erhielt die Stadt ihre heutige Ausdehnung.
Heute sind Hochlar, Hillerheide, Hochlarmark und die drei Stadtteile der Kern-Südstadt typische Stadtteile einer größeren Stadt; lediglich Stuckenbusch hat sich von den südlichen und westlichen Stadtteilen einen gewissen dörflichen Charakter erhalten.
Im Südosten ist Röllinghausen an die Südstadt bzw. König Ludwig herangewachsen und der neu entstandene Süden Suderwichs südlich der Bahnlinie hat ebenfalls einen städtischen Charakter angenommen. Bauerschaftlich geblieben sind die Randgebiete Suderwichs und Röllinghausens, Berghausen, Essel sowie der gesamte Norden, der heutige Stadtteil Speckhorn/Bockholt. Dabei haben die Kernorte Essel und Speckhorn sehr dörflichen Charakter, während Berghausen und Bockholt sowie die Speckhorner Wohnplätze Beising und Börste eher verstreut besiedelt sind.

#### Innenstadt

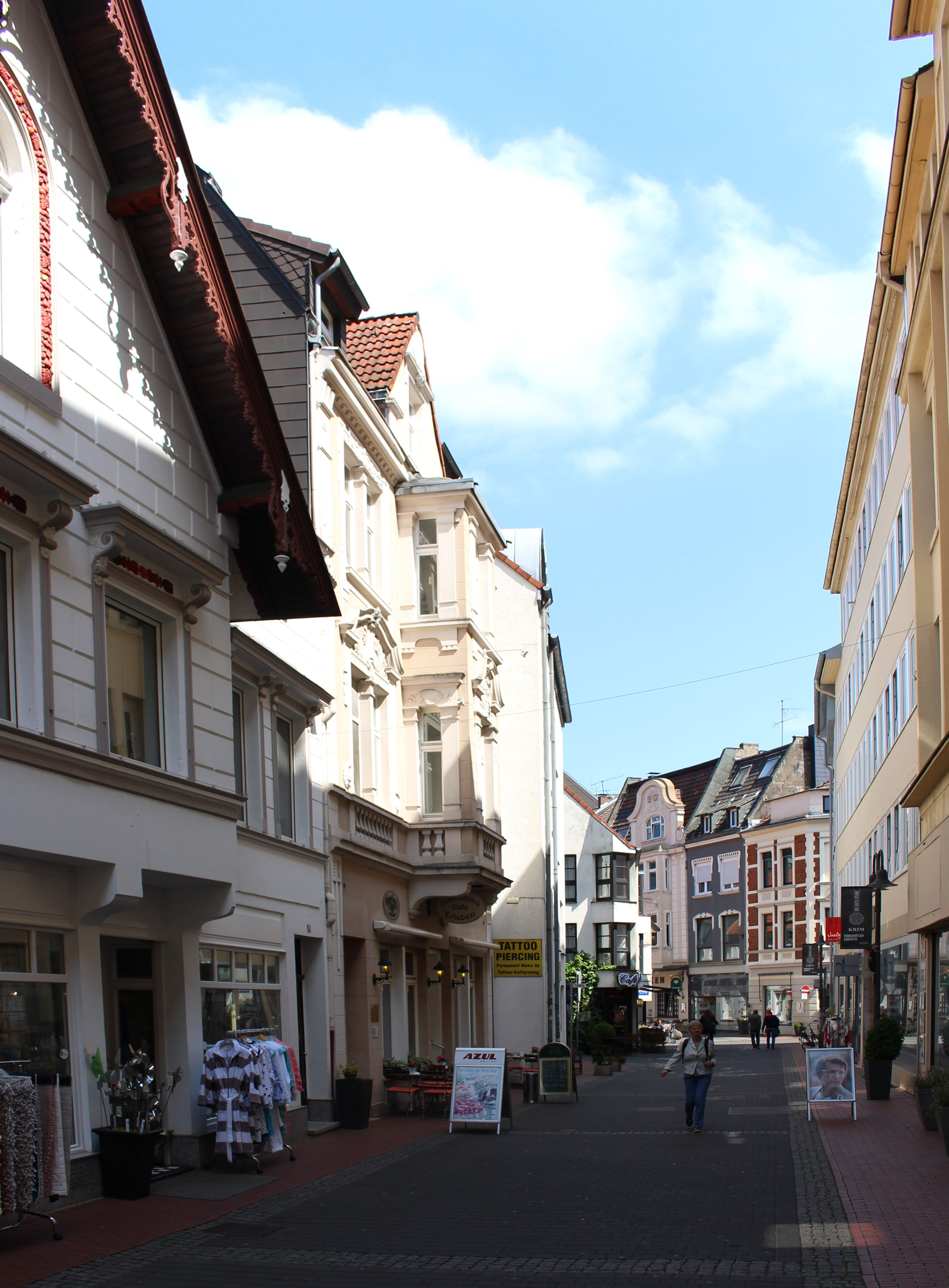
Typische Gasse in der Altstadt

An die Innenstadt mit Altstadt, Rathaus, Petruskirche, Engelsburg und Gymnasium Petrinum, die durch den Wallring abgegrenzt wird, schließen sich das Paulusviertel im Süden sowie West-, Nord- und Ostviertel an. Der ältere Ortsteil Hillen grenzt im Südosten an die Innenstadt.

#### Paulus-, West- und Nordviertel

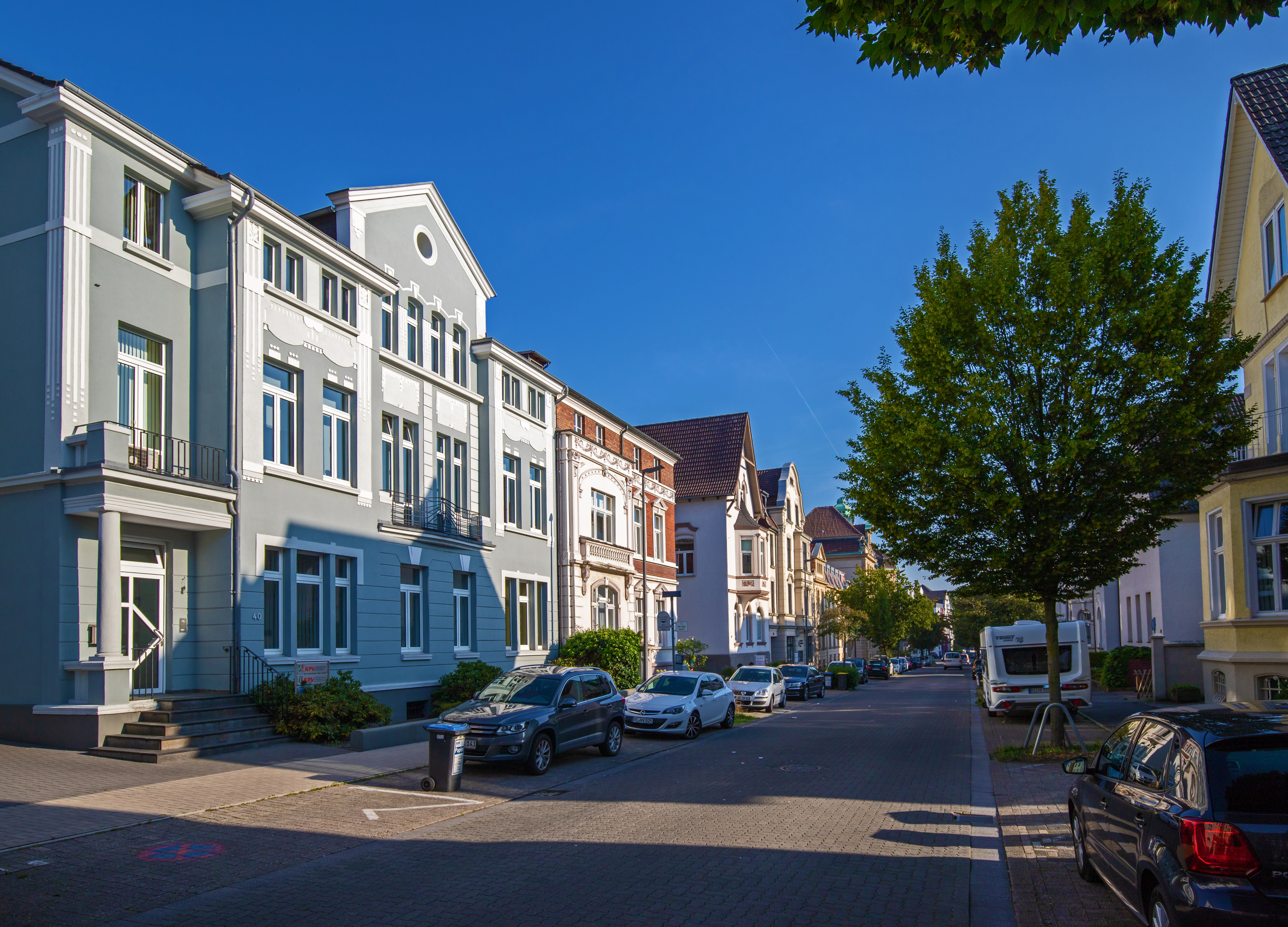
Stadthäuser der Gründerzeit im Westviertel

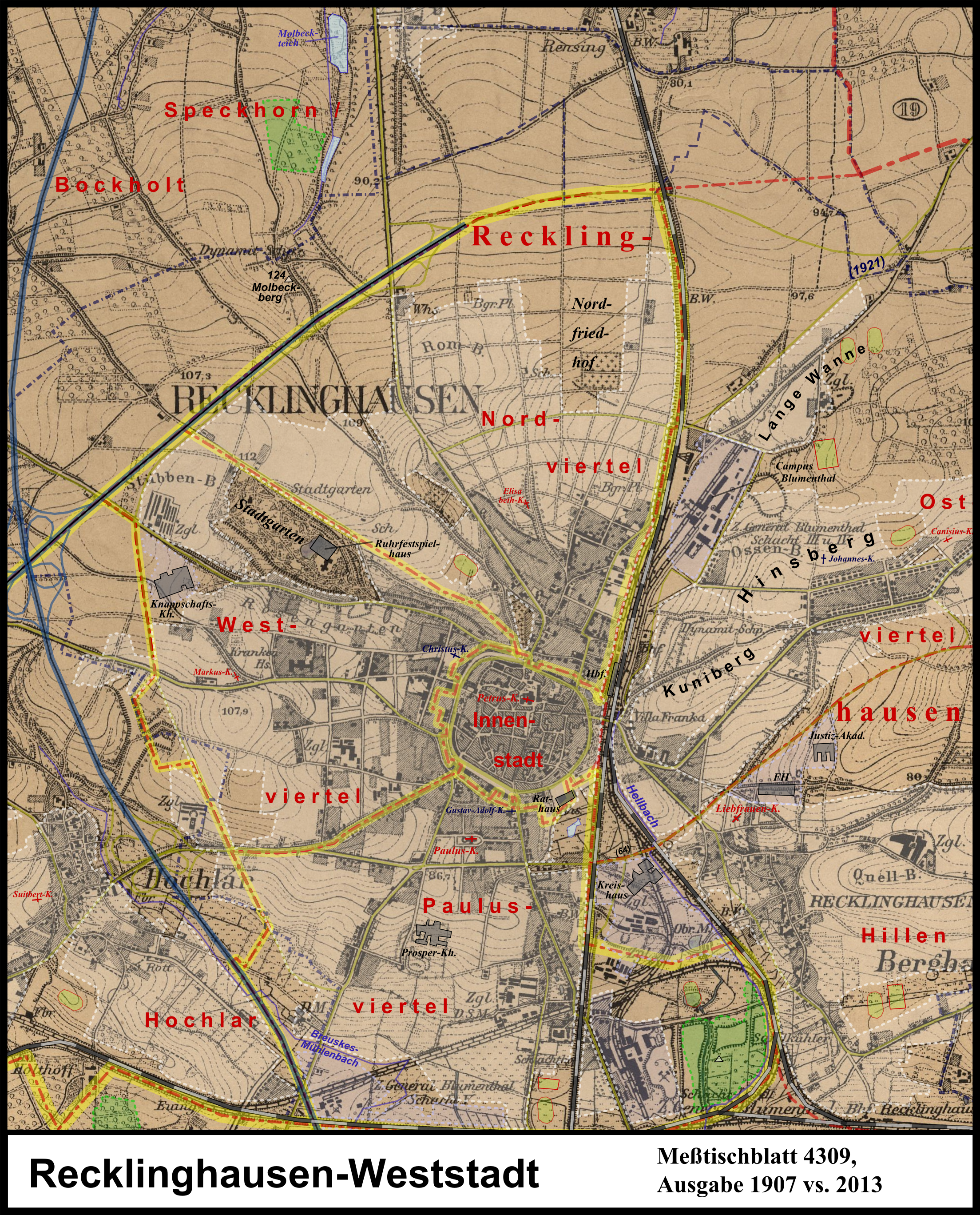
Siedlungsentwicklung der Weststadt seit 1907
(→ Gleicher Ausschnitt ohne Karte von 2007 (nur aktuelle Siedlungsflächen), → Legende)

Im Südosten des nach der Pauluskirche (1906) benannten Paulusviertels stand bis in die 1990er Jahre die Zeche General Blumenthal. Ferner liegen im Viertel die evangelische Gustav-Adolf-Kirche (1847), diverse weiterführende Schulen (darunter das Hittorf-Gymnasium) und das Prosper-Hospital. Hauptstraße des Bezirks ist die in Ost-West-Richtung Richtung Herten verlaufende Hohenzollernstraße. In Richtung Süden führen Herner Straße und Mühlenstraße nach Herne und Wanne-Eickel.
Nordwestlich schließt sich jenseits der Hertener Straße das Westviertel an, in dem in unmittelbarer Innenstadtnähe die Christuskirche (1911) und der Saalbau sowie weiter westlich das Freiherr-vom-Stein-Gymnasium, das Knappschaftskrankenhaus und der Stadtgarten mit Ruhrfestspielhaus und Volkssternwarte liegen. Verkehrsschlagadern sind der Westerholter Weg in Richtung Herten-Westerholt und vor allem die Dorstener Straße in Richtung Marl und Dorsten.
Unmittelbar nordöstlich der Cäcilienhöhe, die auch den Stadtgarten begrenzt, schließt sich das Nordviertel mit dem Hauptbahnhof, dem Ehrenmal am Lohtor und dem Marie-Curie-Gymnasium in Innenstadtnähe an sowie mit dem Nordfriedhof im äußersten Norden, an den der 1905 eingeweihte und 1927 erweiterte jüdische Friedhof angrenzt. Die zentrale Halterner Straße verbindet die Innenstadt mit dem Norden.

#### Ostviertel und Hillen

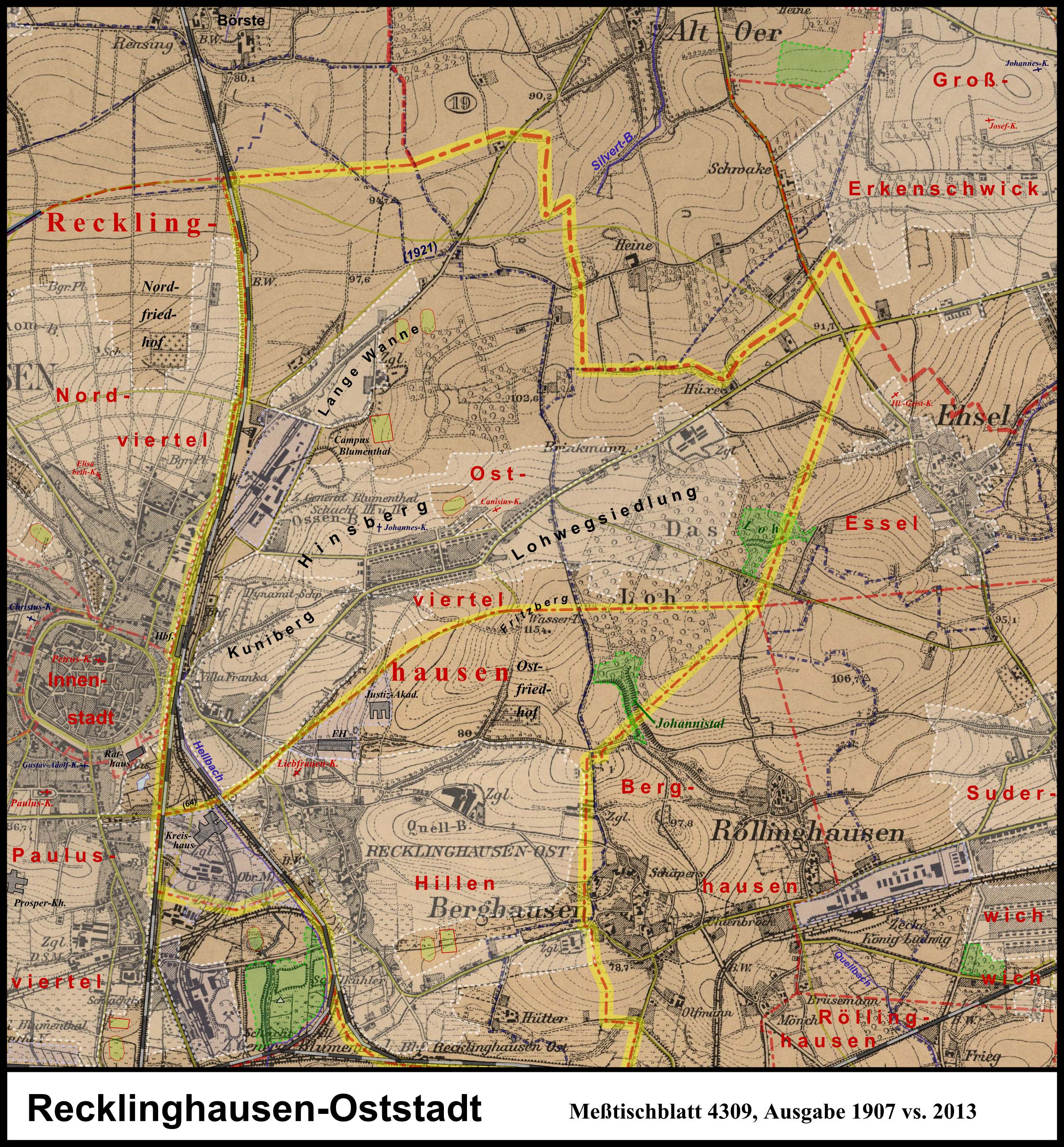
Siedlungsentwicklung der Oststadt seit 1907
(→ Gleicher Ausschnitt ohne Karte von 2007 (nur aktuelle Siedlungsflächen), → Legende)

Der Ostteil der Kernstadt mit Ostviertel und Hillen wird durch die Bahnstrecke Wanne-Eickel–Hamburg von Nordviertel, Innenstadt und Paulusviertel separiert.
Das Ostviertel, dessen Hauptader traditionell die im Westteil heute zu einer reinen Wohnstraße umfunktionierte Dortmunder Straße in Richtung Erkenschwick darstellte, geht nach Nordwesten jenseits vom Oerweg und im Osten bereits nördlich der Dortmunder Straße in ländliche Gebiete über. Von der Innenstadt nach Osten bis Nordosten ziehen sich die Wohngebiete Kuniberg, Hinsberg und Lohwegsiedlung, im Nordwesten des Ortsteils liegt die Lange Wanne. Im äußersten Osten liegt der kleine, z. T. naturnahe Buchenhain Loh.
Nach Südosten bilden der August-Schmidt-Ring, heute der Westteil der Landesstraße RE-Erkenschwick, und die höchste Erhebung des Vestischen Rückens, der Fritzberg (113 m) mit dem alten Wasserturm die Grenze zu Hillen, wobei Fernmelde- und Wasserturm bereits auf Hillener Gemarkung liegen.
Hillen war bis ins 19. Jahrhundert der einzige Ortsteil außerhalb der Innenstadt. Auf Hillener Gebiet liegen grenznah zu Ost, von der Innenstadt zum Fritzberg im Nordosten, das Kreishaus, die neugotische Liebfrauenkirche (Anfang 20. Jhd.), die hiesigen Fachbereiche der Westfälischen Hochschule und die Justizakademie des Landes Nordrhein-Westfalen. Im Westen liegt der alte Ortskern Alt-Hillen, östlich davon das Neubaugebiet Quellberg und nordöstlich dessen, am Fritzberg-Südhang, der Ostfriedhof. Der Kernort Hillens wird südwestlich und südöstlich von der Castroper Straße als wichtigster Verkehrsschlagader in Richtung Suderwich und Castrop-Rauxel umgangen.

#### Hochlar
Westlich von Paulus- und Westviertel liegt, jenseits von Westring bzw. A 43, der Ortsteil Hochlar, der nach Westen fast fließend nach Herten(-Disteln) übergeht. Der Ort blickt auf eine lange Tradition im Vest zurück und fand erstmals im 9. Jahrhundert urkundliche Erwähnung als Huch Larhe (gerodeter Hügel). Auf dem Segensberg bei Hochlar wurden in der Frühen Neuzeit vermeintliche „Hexen“ verbrannt. Hochlar wird nach Südwesten von der Akkoallee (B 225) passiert, nach Nordwesten führt die Rottstraße, die weiter nördlich zur Bockholter Straße wird.

#### Speckhorn/Bockholt
Im Norden Recklinghausens, an den Stadtgrenzen zu Herten, Marl und Oer-Erkenschwick, wird der sehr ländliche Ortsteil Speckhorn/Bockholt durch den Autobahnzubringer von der A 43 in Richtung Oer vom eigentlichen Stadtgebiet getrennt. Von Westen nach Osten verteilen sich die Siedlungen Bockholt, Beising, Speckhorn und Börste, von denen lediglich Speckhorn Dorfgröße erreicht.
Im Norden Bockholts liegt der Verkehrslandeplatz Loemühle. Zentral zwischen Beising und Speckhorn und südlich davon liegen die Freizeitanlagen Mollbeck mit Freibad und Teichen, südlich davon der künstliche Rodelberg Mollbeckberg (124 m). Die Halterner Straße in Richtung Marl-Sinsen und Haltern am See, einst Teil der B 51, teilt den Stadtteil zentral in Süd-Nord-Richtung.

#### Stuckenbusch und Hillerheide
Stuckenbusch und Hillerheide, die Bindeglieder der Kernstadt zur Südstadt, sind vom Charakter her sehr unterschiedliche Stadtteile. Die Eisenbahntrasse der Hamm-Osterfelder Bahn trennt sie von der Kernstadt, die der A 2 von Südstadt (bzw. Stuckenbusch von Hochlarmark). Beide Ortsteile werden wiederum durch die A 43 scharf voneinander getrennt.
Im alten Dorf Stuckenbusch im kleineren westlichen Segment gab es lange Zeit ein Franziskanerkloster. Östlich wird das Kerndorf, das heute um Neubaugebiete erweitert ist, von der Friedrich-Ebert-Straße tangiert.
Östlich der A 43 schließt sich im Westen von Hillerheide die Hohenhorster Heide mit dem Stadion Hohenhorst an, die letzte verbliebene Heidelandschaft, die bereits in der Preußischen Uraufnahme um 1840 als Hiller Heide eingezeichnet war. Östlich der Bahnstrecke Wanne-Eickel–Hamburg liegen im Norden die Vestlandhalle nebst Ausstellungsgelände und das Städtisches Hallenbad. Bekannt wurde Hillerheide durch die östlich der Herner Straße gelegene Trabrennbahn Recklinghausen, die aber aufgrund von fehlender Wirtschaftlichkeit und Insolvenz des Betreibers im Jahre 2006 geschlossen wurde. 2010 fand das letzte Rennen statt. Auf dem ehemaligen, 35 ha großen Trabrennbahngelände ist ein Wohngebiet geplant, das neben mehr als 1000 Wohnungen auch zahlreiche Grünflächen sowie einen See bieten wird.

#### Hochlarmark, Grullbad, Süd und König Ludwig
Die eigentliche Südstadt liegt südlich der A 2. Hochlarmark im von der A 43 abgetrennten westlichen Segment hat eine eigene Geschichte als Bauerschaft, während die sich östlich anschließenden, fließend ineinander übergehenden Ortsteile Grullbad, Süd und König Ludwig erst in der zweiten Hälfte des 19. Jh. entstanden.
Seit 1884 wurde in Hochlarmark auf Schacht I der Zeche Recklinghausen II Kohle gefördert. 1901 stand die Inbetriebnahme des zweiten Schachtes in Aussicht. Heute zeugen nur noch der Förderturm und das alte Maschinenhaus auf dem Gelände der Zeche Recklinghausen II sowie die infolge des Bergbaus als Wohnkolonie angelegte Dreieck-Siedlung (1901 ff) westlich der zentral in Nord-Süd-Richtung passierenden Westfalenstraße vom einstigen Kohleboom. Unmittelbar westlich steigt die Halde Hoheward auf Hertener Gemarkung bis 152,5 m ü. NN empor. Mit den östlich angrenzenden Ortsteilen und der A 2 ist Hochlarmark, das über einen Stadtteil- und Skatepark sowie das Veranstaltungshaus Fritz-Husemann-Haus verfügt, über die Theodor-Körner-Straße verbunden.
Der Stadtteil Grullbad im Westen der Südstadt im engeren Sinne war einst Kurort mit eigener Solequelle. Diese versiegte jedoch 1867 infolge von Bergabsenkungen, und das Kurhaus brannte teilweise ab. Heute ist dort ein Altenheim. Im Südwesten sitzt in dem ehemaligen Verwaltungsgebäude der Zeche Recklinghausen I heute ein Textil-Discounter, nördlich davon liegt der Südbahnhof. Denkmalgeschützt ist die Reitwinkelsiedlung im nördlichen Osten.
Östlich grenzt, durch den Hellbach separiert, die Kern-Südstadt an, auf der 1830 noch, von der Walkmühle abgesehen, kein Haus stand. Bis 1904 hieß der Stadtteil noch Bruch. Im Süden des früher durch einen hohen Anteil polnischer Bewohner geprägten Ortsteiles liegt der Stadthafen Recklinghausen, in der Mitte beiderseits der zentralen Bochumer Straße die Einkaufszone und im Westen eine Gesamtschule, Theodor-Heuss-Gymnasium und Bürgerhaus Süd. Zum Ortsteil König Ludwig im Osten führt die Marienstraße mit der Marienkirche (1893), die in ihrem westlichen Abschnitt früher wichtigste Geschäftsstraße von Bruch war.
Die Ostgrenze von Süd zum Ortsteil König Ludwig verläuft im Süden quer über den Südfriedhof, in der Mitte unmittelbar westlich von Südbad und Südpark und weiter nördlich etwas westlich des Schimmelsheider Parks. Namensgeber des Ortsteiles war die ehemalige Zeche König Ludwig im Osten, von der noch mehrere über 100 Jahre alte Zechengebäude erhalten sind. In König Ludwig existieren noch viele alte Zechensiedlungen, allein etwa 2000 Bewohner leben in der 1952/1953 gebauten ECA-Siedlung. Zentral liegt das Veranstaltungshaus Haus König Ludwig. Die Ostgrenze zu Röllinghausen verläuft über die ehemalige Zechenbahn unmittelbar östlich des Zechengeländes.

#### Suderwich

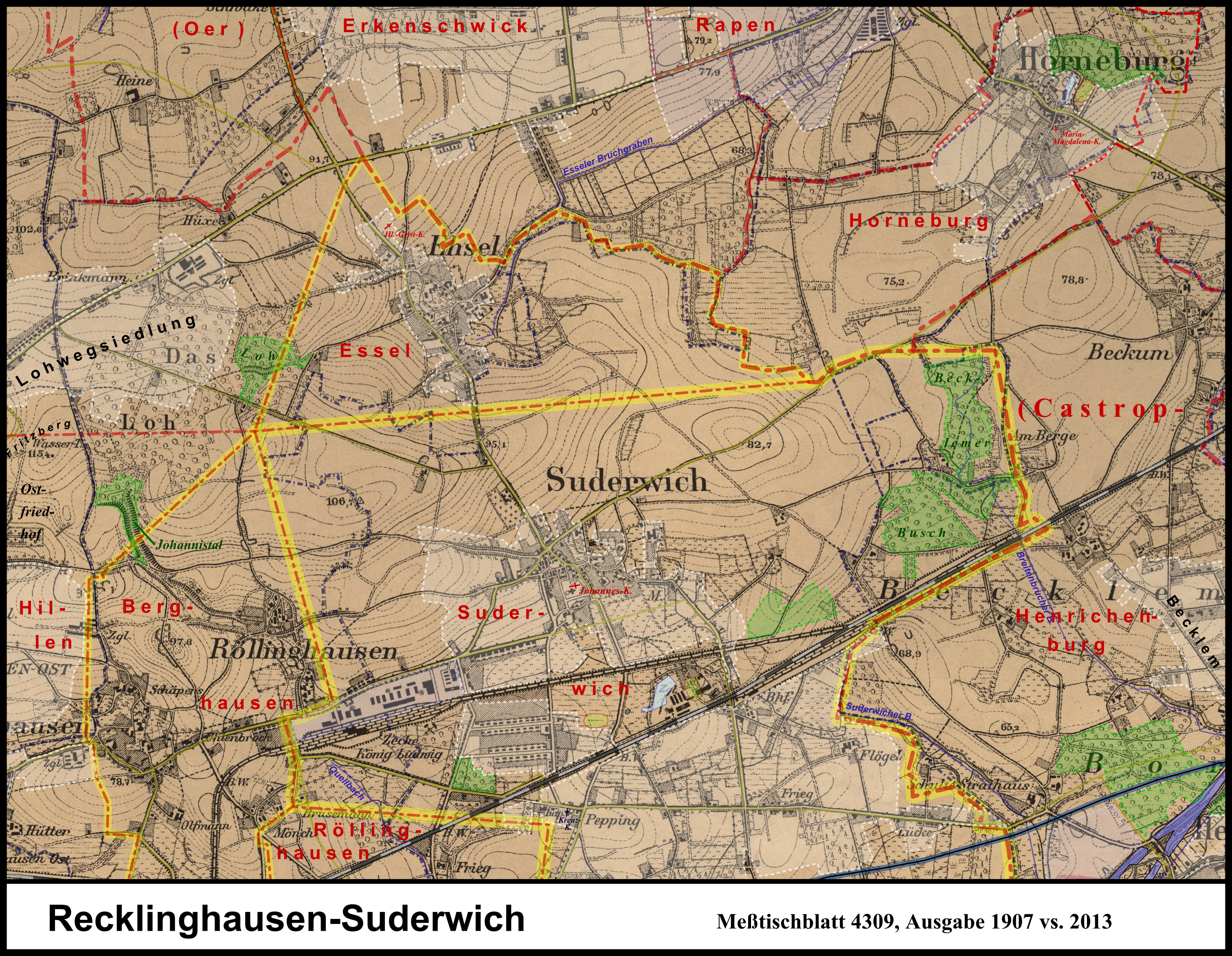
Siedlungsentwicklung der Stadtteile um Suderwich seit 1907
(→ Gleicher Ausschnitt ohne Karte von 2007 (nur aktuelle Siedlungsflächen), → Legende)

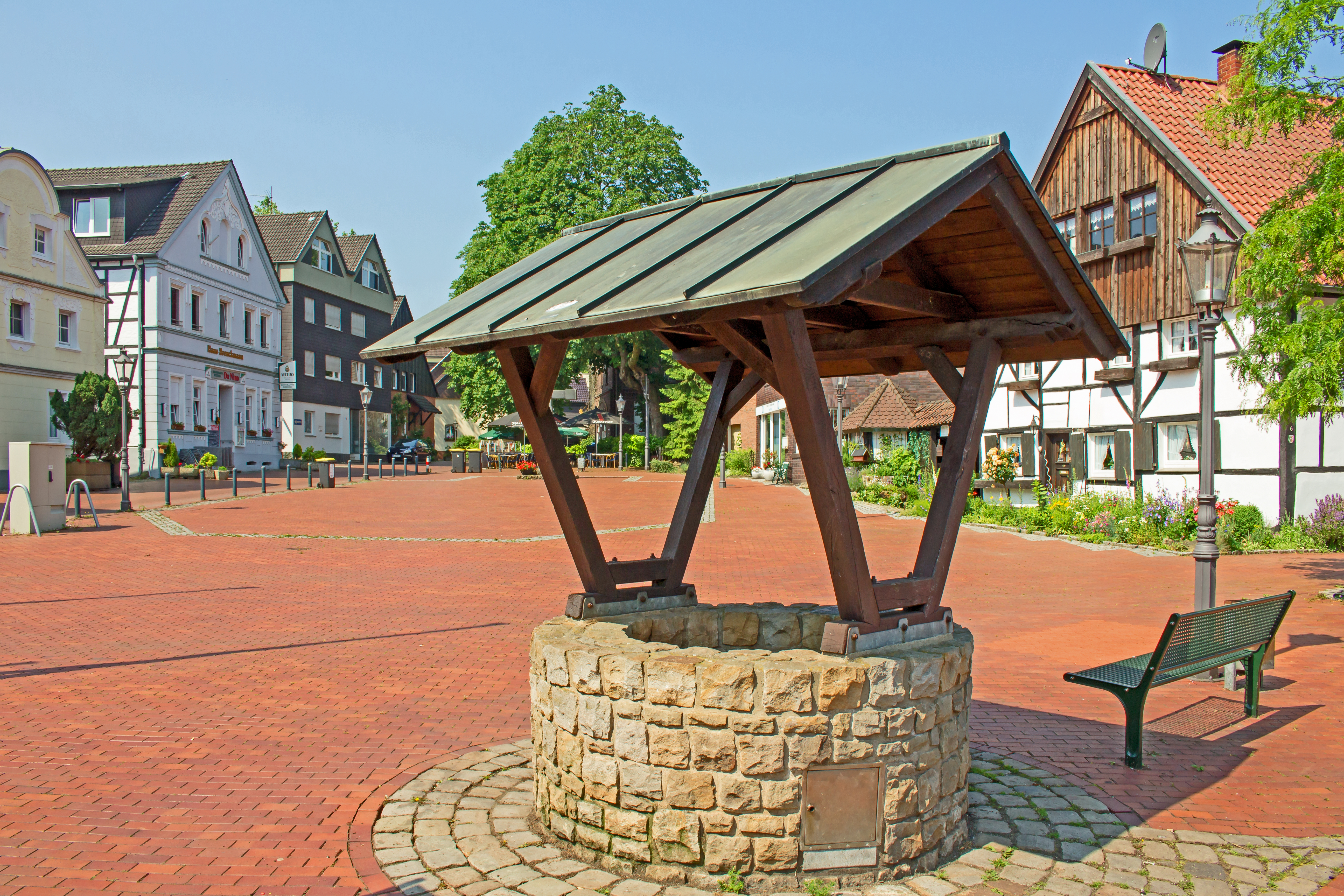
Alter Kirchplatz Suderwich

Das Dorf Suderwich wurde bereits 1066 als Suderwick erwähnt und ist erst 1926 nach Recklinghausen eingemeindet worden. Jahrhundertelang war es von Horneburg (heute: Stadt Datteln) aus verwaltet worden, während die Gerichtsbarkeit von Recklinghausen ausgegangen war. Ursprünglich bäuerlich geprägt, hatte das Dorf um 1900 einen Wandel durch die Errichtung der heute längst geschlossenen Zeche König Ludwig (Schacht IV/V) im Westen des Ortes erfahren.
Die Errichtung der Zeche hatte zu einem zweiten Nebendorf – der Bergbaukolonie Suderwich – südsüdöstlich des Altdorfes und jenseits der Hamm-Osterfelder Bahn geführt. Die Integration zahlreicher Hinzugezogener ins Dorf Suderwich ging nur allmählich vonstatten. Einher mit der Industrialisierung stieg auch die Einwohnerzahl von 652 (1818) über knapp 6.000 (1910) auf heute fast 12.000.
Heute ist Suderwich in der Hauptsache ein Wohnvorort. Der Alte Kirchplatz im Ortszentrum ist zwar noch immer der Veranstaltungsort zahlreicher traditioneller Feste, hat jedoch an Bedeutung verloren.
Seit 1904 stellt die neugotische Johanneskirche den – immer noch katholischen – Mittelpunkt des Vorortes dar. Sie stammt vom gleichen Baumeister wie die fast baugleiche Liebfrauenkirche im Ortsteil Hillen, ist jedoch in ihrer Fassade etwas schmuckvoller. Hauptverkehrsader des Ortsteils ist die Henrichenburger Straße in West-Ost-Richtung zwischen Recklinghausen und Henrichenburg, von Norden kommt die Esseler Straße aus Richtung Oer-Erkenschwick.
Die in Westsüdwest-Ostnordost-Richtung verlaufende Trasse der Hamm-Osterfelder Bahn teilt Suderwich in das alte Dorf im Norden und den etwa gleich großen, jüngeren Bergarbeiter-Teil im Süden. Der noch weiter südlich durch die südlich der A 2 separierte Süden der Suderwicher Gemarkung ist unbesiedelt. Hier liegt das Waldgebiet Brandheide. Zum Kirchspiel Suderwich gehörten früher auch die Bauerschaften Essel und Röllinghausen; Berghausen, damals eine Enklave der Gemeinde Recklinghausen-Land, bildete mit den genannten Bauerschaften eine Markgenossenschaft (Allmende), bestehend aus der Suderwicher Mark und dem Lohwald.

#### Essel, Berghausen und Röllinghausen
Die Dörfer Essel nordwestlich und Berghausen westlich Suderwichs haben je unter 500 Einwohner und sind bis heute landwirtschaftlich geprägt. Dabei hat Essel eine deutlichere dörfliche Struktur und ist auch etwas von den umgebenden Stadtteilen abgesetzt, während das immer noch bauerschaftlich zerstreut besiedelte Berghausen nach außen unmittelbar in Hillen (W), Röllinghausen (SO) und Suderwich (O) übergeht.
Die Esseler Kirche Heilig Geist war seit ihrer Gründung eine Zweigstelle von St. Johannes in Suderwich; die dortigen Geistlichen wechselten sich in loser Reihenfolge in beiden Kirchen ab; inzwischen gehören beide zur Pfarrei der Liebfrauenkirche. Die Gemeinde ist auch für den Osten der Lohwegsiedlung im Ostviertel zuständig. Die Esseler Grundschule ist sogar für die gesamte Lohwegsiedlung ab Abzweigung des Lohwegs vom Ostcharweg sowie für das ehemalige Essel-Nord, heute Teil von Groß-Erkenschwick, zuständig und hat somit ihr Einzugsgebiet von vor der Gebietsreform 1926 behalten. Dieses ist insofern bemerkenswert, als vom Beginn des Lohwegs die Schule Luftlinie 1,6 Kilometer entfernt ist, von der Canisiusschule jedoch nur 400 Meter.
Der heutige Ortsteil Berghausen stellt im Grunde das Gebiet der alten Hauptwohnplätze sowohl der Bauerschaft Berghausen als auch der Bauerschaft Röllinghausen dar, deren Felder sich nach Süden bis in den heutigen Ortsteil Röllinghausen zogen. Die Kernbauerschaft Berghausen liegt unmittelbar nördlich des Knies der Castroper Straße, die nach Osten in Suderwichstraße umbenannt wird und von Süden die Alte Grenzstraße aufnimmt. Nur knapp einen Kilometer nordöstlich davon liegt der Wohnplatz Röllinghausen, unmittelbar nordwestlich der Kreuzung der Bergstraße mit der Brelohstraße. Dieser Wohnplatz ist bereits auf der Preußischen Erstaufnahme 1 : 25.000, Blatt 4309 Recklinghausen von 1842 erkennbar, auf der Neuaufnahme von 1849 wird er mit Röllinghausen beschriftet, während der südliche Teil, das heutige Röllinghausen, als Bauerschaft Röllinghausen, d. h. mit gesperrter Schrift, gekennzeichnet ist. Mindestens noch bis 1959 hielt das regelmäßig aktualisierte Kartenwerk diese Beschriftung bei.
Etwas weniger ländlich ist das größtenteils südlich der A 2 gelegene heutige Röllinghausen. Mehr noch als mit Suderwich ist das einstige Dorf mit dem industriell geprägten König Ludwig, das sich, nur durch die Trasse einer ehemaligen Zechenbahn separiert, südwestlich anschließt, zusammengewachsen.
An der Nahtstelle der Ortsteile Suderwich, Berghausen und Röllinghausen befindet sich heute, nördlich der A 2 und zu größeren Teilen auf dem Gebiet der ehemaligen Zeche König Ludwig (Schacht IV/V) sowie daran angrenzend gelegen, ein Gewerbe- und Industriegebiet.

### Nachbarstädte
An die Stadt Recklinghausen grenzen (im Uhrzeigersinn, beginnend im Westen): Herten, Marl, Oer-Erkenschwick, Datteln und Castrop-Rauxel (alle Kreis Recklinghausen) sowie im Süden die kreisfreie Stadt Herne.

## Geschichte

Kurfürstentum Köln mit Vest Recklinghausen und Herzogtum Westfalen um 1560

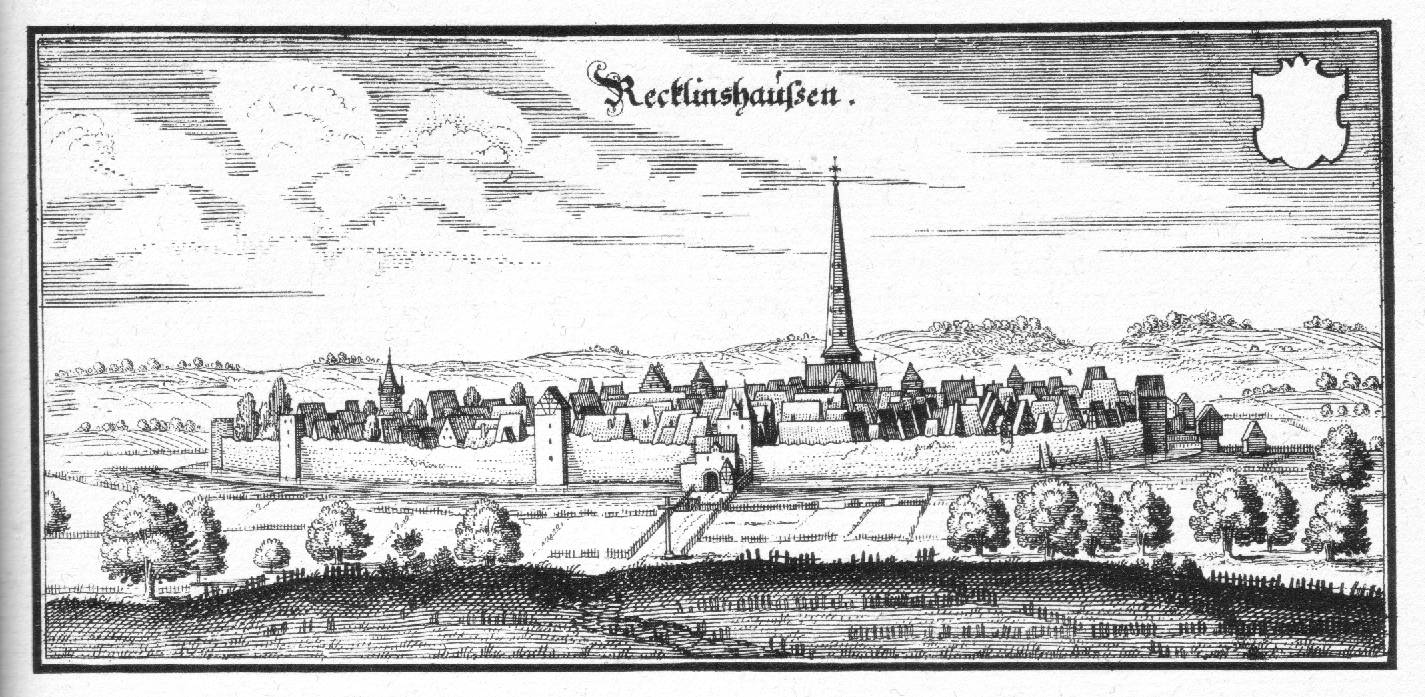
Kupferstich von „Recklinshaussen“, Matthäus Merian: Topographia Westphaliae, 1647

### Mittelalter
Möglicherweise bestand die Siedlung seit Anfang des 9. Jahrhunderts, und zwar in Form einer befestigten Hofanlage südlich des Vestischen Höhenrückens wie auch die Urpfarrei St. Petrus. Archäologische Nachweise stehen allerdings noch aus. Als gesichert gilt, dass Recklinghausen und seine Umgebung zum Missionsbereich des Kölner Bistums gehörten, das im Norden bis zur Lippe reichte.
Recklinghausen wird im Jahr 1017 erstmals als Ricoldinchuson erwähnt. In der Urkunde sollte ein Gutshof lokalisiert werden, den Kaiser Heinrich II. der Bischofskirche in Paderborn übereignete. Allerdings liegt die Urkunde nur als Abschrift aus der Mitte des 15. Jahrhunderts vor.
Ab 1150 wurde die Stadt Mittelpunkt eines als Vest Recklinghausen bezeichneten Gerichts- und Verwaltungsbezirks, dessen Sprengel das gesamte Umland umfasste. Das Vest Recklinghausen gehörte bis 1802 zum Kurfürstentum Köln. Südlich und westlich der Petruskirche entstand eine Kaufmanns- und Marktsiedlung als Zentralort für die Gerichtsbarkeit und für den Regionalhandel. Seit einer Kampagne am Kirchplatz im Jahr 2013 konnte dieses Kerngebiet ergraben werden. Recklinghausen gehörte ab 1180, mit der Einrichtung des Herzogtums Westfalen als politische Gebietsherrschaft der Erzbischöfe von Köln, bis 1802/03 als Nebenland zum Erzstift Köln. Die Rechtsgrundlage bildete dessen Hochgerichtsbarkeit zwischen Emscher und Lippe. Seit dem ersten Drittel des 14. Jahrhunderts ist die bis heute gängige Territorialbezeichnung Vest Recklinghausen überliefert. Sie bezeichnete einen Jurisdiktionssprengel, der sich zwischen den besagten Flüssen, sowie zwischen Bottrop im Westen und Waltrop im Osten erstreckte. Die Etymologie des Begriffs Vest ist unklar.
1236 erhielt Recklinghausen die vollen Stadtrechte. 1256 besaß die Stadt bereits ein eigenes Rathaus am Markt. Wirtschaftsgeografisch befand sich Recklinghausen dennoch abseits wichtiger Fernhandelsstraßen. Mangelnde Süd-Nord-Verbindungen und schwierige Flussübergänge erschwerten die Anbindung zur prosperierenden Hellweg-Zone, wo sich Handelsstädte wie Dortmund oder Soest zu führenden Wirtschaftskernen entwickelten. Die Erhebung des oppidums zur Stadt im rechtlichen Sinne erweist sich 1236 in einer doppelt original überlieferten Urkunde über die steuerrechtliche Privilegierung durch Erzbischof Heinrich von Müllenark. Bald kamen Siegel- und Münzrecht hinzu. Eine erste Stadtummauerung stammt aus dem späten 13. Jahrhundert.
Im Jahre 1295/96 gelang es Graf Eberhard II. dennoch, mit einem Ritterheer die Stadt Recklinghausen zu erobern. Er ließ die Stadtmauer abreißen und die Gräben zuschütten, sodass die Stadt viele Jahrzehnte schutzlos war und dem Erzbischof von Köln nicht als Festung dienen konnte. Später brachte der Erzbischof von Köln Recklinghausen wieder in seinen Besitz und ließ zwischen den Jahren 1344 und 1363 eine neue Stadtmauer errichten, von der noch Reste erhalten sind. Am 30. Juni 1371 schwor die Stadt Recklinghausen dem neuen Erzbischof von Köln, Friedrich von Saarwerden, die Treue.
1305 sind erstmals in Recklinghausen lebende Juden urkundlich erwähnt. 1316 wurde Recklinghausen Mitglied der Hanse.
Im Spätmittelalter bestanden in Recklinghausen zwei Beginenhäuser. Eines davon, das obere Süsterhaus, wurde um 1510 in ein Kloster der Augustinerinnen (in Recklinghausen in der niederdeutschen Tradition „Augustinessen“ genannt) umgewandelt.
1446 verpfändete der Kölner Erzbischof Dietrich von Moers die Stadt und das Vest Recklinghausen an Johann von Gemen, als Sicherheit für einen Kredit, mit dem der Erzbischof seine Truppen in der Soester Fehde bezahlte. Nachdem die Herrschaft Gemen 1492 durch Heirat an die Grafen von Schaumburg übergegangen war, wurden Stadt und Vest Recklinghausen eine schaumburgische Pfandschaft.

### Frühe Neuzeit
Erst Erzbischof Salentin von Isenburg vermochte 1576 das Pfand auszulösen. Mit dem Salentinischen Rezess vom 26. August 1577 verbriefte er der Stadt die Freiheiten, die in den 130 Jahren der Pfandherrschaft von den Herren von Gemen und den Grafen von Schaumburg missachtet worden waren. Nach der Pest, Missernten und einer sich anschließenden Getreideknappheit im Jahr 1580 kam es im Zuge des Kölnischen Krieges (1583–1588) zwischen dem bisherigen Erzbischof von Köln Gebhard Truchsess von Waldburg, der 1582 zum Protestantismus übergetreten war, und dem neuen Erzbischof Ernst von Bayern zum Konflikt; Recklinghausen wurde 1584 von Ernst von Bayern zurückerobert.
Zwischen 1514 und 1706 sind 127 Hexenprozesse aktenkundig, allein 104 davon betrafen Frauen. Höhepunkt der Hexenverfolgungen waren die Jahre von 1580 bis 1581, als 45 Anklagen erhoben wurden, und von 1588 bis 1589, als 41 Personen betroffen waren. Trine Plumpe widerstand 1650 der Folter in einem Hexenprozess. Die letzte als Hexe verurteilte Frau war Anna Spiekermann. Sie wurde nach 16 Monaten Haft und Folter 1706 durch das Schwert hingerichtet.

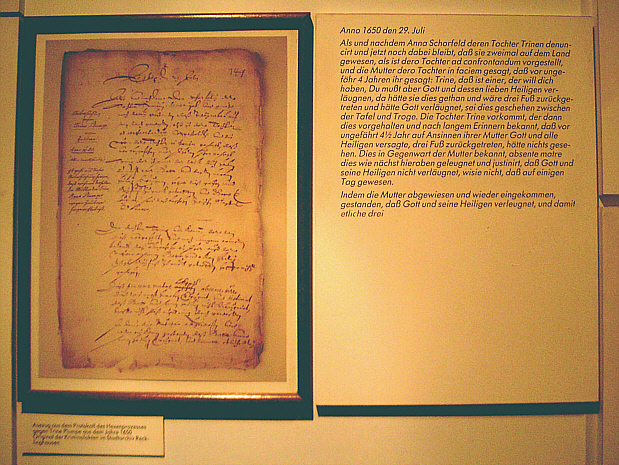
Hexenprozessakte Trine Plumpe 1650 und Transkription

Ab dem 17. Jahrhundert galt das wirtschaftlich abgesunkene Vest Recklinghausen als gegenreformatorisch konsolidiertes Kleinterritorium, wobei dem seit der zweiten Hälfte des Jahrhunderts dort aktiven Franziskanerorden eine herausragende Rolle bei der Umsetzung katholischer Seelsorge, Bildung und höheren Schulwesens zukam. Ab Anfang des 18. Jahrhunderts war Recklinghausen Amtssitz kurkölnischer Richter bzw. Statthalter. Sie residierten in der Engelsburg.

### 19. Jahrhundert

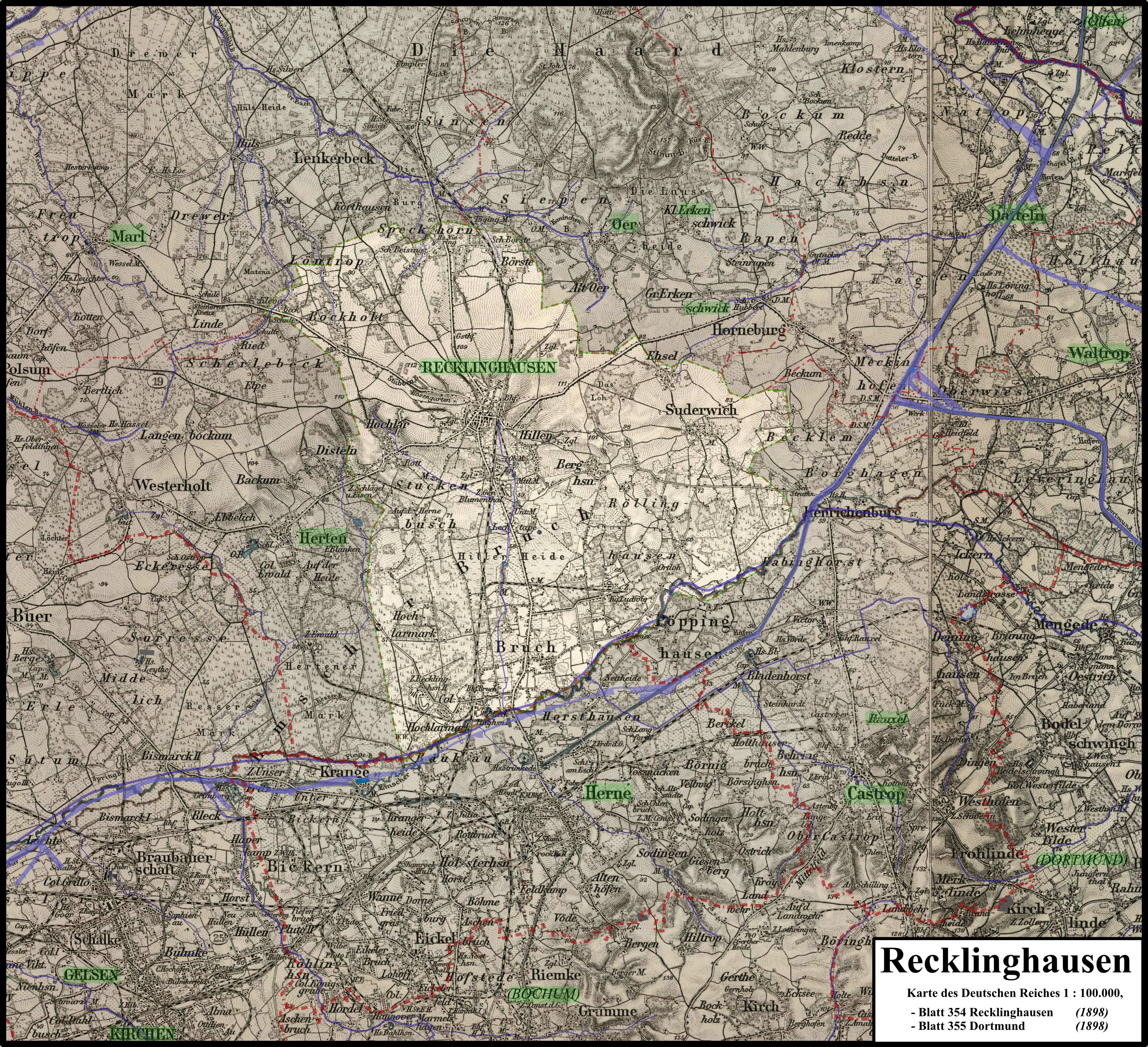
Karte des Deutschen Reiches 1: 100.000 des heutigen Recklinghäuser Gebietes Ende des 19. Jahrhunderts;
Suderwich und größere Teile der ehemaligen Gemeinde Recklinghausen-Land kamen erst 1926 zum Stadtgebiet

Nach Aufhebung des Kurfürstentums Köln kam das Vest Recklinghausen durch den Reichsdeputationshauptschluss zum Herzogtum Arenberg als Entschädigungslande für verlorene Territorien westlich des Rheins. Recklinghausen mit wenig mehr als 3500 Einwohnern wurde eine (Nebenresidenz, was mit einer von Frankreich ausgehenden rechtlichen Modernisierung von Handel und Gewerbe sowie von Verwaltung und Justiz einherging. 1811 kam Recklinghausen zum Großherzogtum Berg (Arrondissement Essen innerhalb des Ruhrdepartements), einem Vasallenstaat Napoleons. Wirtschaftlich prägend waren vor allem Leinwandwebereien, Brauereien und Brennereien, außerdem Spinnereien, Mühlen, Ziegeleien, Druckereien und Papierfabriken. Hinzu kamen Händler und Gewerbetreibende mit agrarischem Nebenerwerb (Ackerbürger).
Mit dem Ende der napoleonischen Herrschaft kam die Region 1814 zum preußischen Zivilgouvernement zwischen Weser und Rhein. 1815 wurde das Vest beim Wiener Kongress endgültig preußisch und der Provinz Westfalen eingegliedert. Recklinghausen bildete eine aus mehreren Gemeinden bestehende Bürgermeisterei und wurde Sitz eines Kreises. 1819 wurde Herten und 1821 Erkenschwick Teil der Bürgermeisterei Recklinghausen. 1836 wurde die Bürgermeisterei in die Stadt Recklinghausen und die Landbürgermeisterei (ab 1844 Amt) Recklinghausen geteilt. Infolgedessen wurde für die Stadt Recklinghausen am 14. Juli 1837 die preußische Revidierte Städteordnung von 1831 eingeführt. Zur Stadt gehörten die Altstadt und die Stadtteile Hillen und Bruch. Zum Stadtgebiet gehörten auch in etwa die als Siedlungen noch nicht ausgebildeten Gebiete der vier Stadtviertel rund um die Innenstadt und die Hillerheide; der damals mit Bruchwald bedeckte Bruch nahm ungefähr das Gebiet der Stadtteile Grullbad, Süd und König Ludwig ein.
Nun etablierte sich der von einer neuen Beamtenschicht getragene Protestantismus mit eigenen Organisationen und Kirchen; die 1846 erbaute Gustav-Adolf-Kirche gilt als ältestes evangelisches Gotteshaus im Vest. Die einsetzende Infrastrukturpolitik verhalf der Gemeinde zur Überwindung der nachteiligen Randlage. Ab Mitte der 1830er Jahre entwickelte sich ein neues Gymnasium zur Ressource des regionalen Bildungsbürgertums. 1842 entstand im Zuge des Chaussee-Baus eine Landstraße von Bochum über Recklinghausen nach Münster, wodurch eine Nord-Süd-Verbindung mit Brücken über Emscher und Lippe entstand.
Von 1864 bis 1869 wurde an der Emscher die erste Zeche auf Stadtgebiet errichtet. 1873 nahm auch das Bergwerk „General Blumenthal“ die Kohleförderung auf, 1882 folgten Bergwerke in Hochlarmark und 1872 bis 1889 das Bergwerk „König Ludwig“. Wichtige Unternehmen für maschinellen Grubenbau und Kohleveredelung ließen sich in der Stadt nieder. Kreis- und Stadtsparkasse lieferten ab 1855 bzw. 1871 Kredite. 1871 wurde die Bahnstrecke Wanne-Münster-Bremen eröffnet, 1905 folgte die Ost-West-Verbindung Hamm-Osterfeld. So erfolgte der Anschluss für Massengüter- und Personenverkehr an das Ruhrgebiet und die Kohleexporthäfen an der Nordsee, aber auch an das wachsende Wasserstraßennetz. Eine Hafenanlage am Rhein-Herne-Kanal entstand 1914. Der Personennahverkehr wurde ab 1898 durch Straßenbahnen in Richtung Herne bzw. Wanne-Eickel verändert, die 1895 begonnene flächendeckende Kanalisierung und Gasversorgung, gefolgt von der Elektrifizierung privater Haushalte ab 1905, veränderte den Lebensstil.
Zur Landbürgermeisterei gehörten:
- die Kirchspiele Herten, Oer mit Alt-Oer sowie den Bauerschaften Sinsen und Siepen, und Suderwich
- die Bauerschaften Lenkerbeck, Löntrop (mit Hüls und Korthausen), Speckhorn (mit Börste und Beising), Bockholt, Scherlebeck, Langenbochum, Ebbelich, Disteln (mit Backum), Hochlar, Stuckenbusch und Hochlarmark, Erkenschwick, Essel, Röllinghausen und Berghausen

1857 schied Herten aus dem Amt Recklinghausen aus und bildete ein eigenes Amt.
Binnen vier Jahrzehnten, von 1870 bis 1910, stieg die Einwohnerzahl von 5.000 auf 50.000 an. Das rapideste Wachstum zeichnet das letzte Jahrzehnt des 19. Jahrhunderts aus. Hatte die Stadt 1890 noch 14.000 Einwohner, so stieg diese Zahl binnen weiterer zehn Jahre auf 34.000. Ab 1880 entstand der planmäßig angelegte Stadtteil Bruch (seit 1904: „Süd“), der ein dicht besiedeltes Außenzentrum mit Anbindung an die Zechenstandorte darstellte.

### 20. Jahrhundert
Nachdem Recklinghausen die 30.000-Einwohner-Marke überschritten hatte, schied die Stadt zum 1. April 1901 aus dem Kreis aus und wurde kreisfreie Stadt (bis 1975). Sie blieb jedoch weiterhin Sitz des Kreises.
Als Symbol für Modernisierung Recklinghausens wurde der ab 1900 errichtete Wallring betrachtet, der entlang der Mitte des 19. Jahrhunderts fast vollständig abgerissenen Stadtbefestigung verläuft; die Stadterweiterung folgte nach Plänen von Hermann Joseph Stübben. Dominant wirkte der 1908 errichtete wilhelminisch-historistische Rathausneubau im Stil der Weser-Renaissance. Die 1911 errichtete Christuskirche diente zugleich dem Selbstverständnis des Protestantismus in Recklinghausen. Mit der Eröffnung des Vestischen Museums 1922 vollzog Recklinghausen einen bedeutenden Schritt in der noch wenig entwickelten Kulturlandschaft des Ruhrgebietes.

#### Ruhraufstand und Ruhrbesetzung
Der Ruhraufstand im März 1920 erfasste ab dem 20. März auch Recklinghausen. 800 Angehörige der Roten Ruhrarmee rückten in die Stadt ein. Angesichts der von Norden vorstoßenden Regierungstruppen zogen sie sich am 1. April wieder zurück. Von 1923 bis 1925 wurde im Zuge der Ruhrbesetzung Recklinghausen von französischen Truppen besetzt.
Am 1. April 1926 wurde das Amt Recklinghausen aufgehoben. Die Gemeinde Suderwich sowie die Bauerschaften Röllinghausen, Berghausen, Hochlarmark, Stuckenbusch, Hochlar, Bockholt, Speckhorn, Börste und Essel-Süd der seit 1837 bestehenden, nunmehr aufgelösten Gemeinde Recklinghausen-Land (auch als „Landgemeinde Recklinghausen“ bezeichnet) wurden nach Recklinghausen eingegliedert. 1929 wurden kleinere Teile der Gemeinden Henrichenburg und Horneburg im Zuge von Grenzberichtigungen der Stadt Recklinghausen zugeordnet.

#### Weltwirtschaftskrise, Nationalsozialismus, Zweiter Weltkrieg, Vernichtung der jüdischen Gemeinde
Die Weltwirtschaftskrise ließ die Wirtschaftsleistung einbrechen, zahlreiche Menschen waren ohne Arbeit und Einkommen. 1933 erfolgte die in Recklinghausen nur wenig spektakuläre Machtübernahme der Nationalsozialisten. In der ersten Hälfte des Jahres 1933 wurden die Parteien und Gewerkschaften zerschlagen, zum Boykott gegen jüdische Geschäftsinhaber aufgerufen, eine Bücherverbrennung in Recklinghausen-Süd inszeniert. Hitler und Hindenburg wurde feierlich eine Ehrenbürgerurkunde ausgestellt. Erst Ende 1939 wurde mit Fritz Emil Irrgang ein Oberbürgermeister mit NSDAP-Parteibuch durch die Gauleitung Westfalen-Nord ins Amt gehoben. Im Novemberpogrom von 1938 wurde die Synagoge zerstört. Ab Ende Januar 1942 wurde die Jüdische Gemeinde Recklinghausen vernichtet. Die verbliebenen Recklinghäuser Juden wurden ins Ghetto Riga deportiert und anschließend in den Vernichtungslagern ermordet.
Am 10. März 1942 fiel zum ersten Mal eine größere Menge Bomben auf Recklinghausen, vor allem die Kunibertistraße wurde getroffen. Am 13. September wurde St. Peter von Bomben getroffen und stark beschädigt, am 1. November 1944 erlitt die Gymnasialkirche durch Bomben erhebliche Schäden. Am 6. November 1944 kamen bei einem Bombenabwurf 14 Menschen ums Leben, und am 9. November 1944 gab es bei einem Luftangriff auf die Südstadt 24 Tote.
Nachdem Ende März 1945 ein Angriff auf den Hauptbahnhof große Teile der Nordstadt zerstört hatte, besetzten und befreiten Amerikaner im April 1945 Recklinghausen und Umgebung. Mitte Juni wurden die Amerikaner durch britische Einheiten ersetzt, da Nordrhein-Westfalen zur britischen Besatzungszone zählte. Im Internierungslager Recklinghausen-Hillerheide saßen von 1945 bis 1948 unter amerikanischer bzw. britischer Kontrolle NS-Täter ein, die auf ihre „Entnazifizierung“ warteten bzw. verurteilt wurden.
Im Vergleich zu den Nachbarstädten waren die Zerstörungen in Recklinghausen relativ gering: 448 Häuser wurden zerstört oder schwer beschädigt, 517 zu 15–50 % (das heißt: mittelgradig) beschädigt, und 3120 Häuser wurden bis zu 15 % (das heißt: leicht) beschädigt. Die Propsteikirche wurde 1944 stark getroffen, während Rathaus, Gastkirche und Engelsburg nur leicht in Mitleidenschaft gezogen wurden. Die Pauluskirche wurde von zwei Luftminen knapp verfehlt, die mehrere Meter tiefe Krater in die sie beidseitig umschließenden Straßen rissen, am Gebäude selbst aber nur Dach- und Fensterschäden hinterließen. Hauptbetroffen von den Luftangriffen war das Nordviertel. Über 300 Menschen kamen insgesamt durch Bombenabwürfe auf Recklinghausen ums Leben, die meisten (173) am 23. März 1945, als vor allem der Oerweg, Nordstraße und Börstestraße sowie die Umgebung der Elisabethkirche getroffen wurden. Am Ostersonntag, dem 1. April 1945, wurde Recklinghausen von US-Truppen eingenommen. Zur Vorbereitung des Angriffs war Recklinghausen in der Nacht zuvor mit 4000 Artilleriegeschossen eingedeckt worden. Wie fast überall in Deutschland, so waren auch in Recklinghausen Schüler als Luftwaffenhelfer bei der Flak eingesetzt.
Mit im Boden verlegten kleinen Gedenktafeln, sogenannten Stolpersteinen, soll an das Schicksal der Menschen erinnert werden, die in der Zeit des Nationalsozialismus verfolgt, ermordet, deportiert, vertrieben oder in den Suizid getrieben wurden.

#### Neue Kultur- und Wirtschaftsblüte
Nach dem Zweiten Weltkrieg, der vergleichsweise geringe Zerstörungen im Stadtgebiet hinterließ, setzte eine Entwicklung zur kulturellen Großstadt sowie die Nachblüte des Ruhrkohlebergbaus ein. Mit 100.000 Einwohnern wurde Recklinghausen 1949/50 formal zur Großstadt, wozu der Zustrom Heimatvertriebener, später südeuropäischer Arbeitskräfte beitrug. Ihre höchste Bevölkerungszahl erreichte die Stadt 1960 mit 132.000 Einwohnern.
Seit 1947 ist die Stadt Austragungsort der Ruhrfestspiele. Seit der Eröffnung 1948 widmet sich die Städtische Kunsthalle dem Neuanfang Moderner Kunst in Westdeutschland. 1956 folgte mit der Einrichtung des Ikonenmuseums ein weiteres Kulturinstitut mit Alleinstellungsmerkmal. Seit 1995 ist Recklinghausen ein Standort der 1992 gegründeten Fachhochschule Gelsenkirchen.
Auf Einladung Konrad Adenauers stellte Ludwig Erhard am 28. August 1948 auf dem Parteitag der CDU in der Britischen Zone der Partei zum ersten Mal sein Konzept von der Sozialen Marktwirtschaft als Grundlage für die Entwicklung einer freien Gesellschaft vor.
Am 1. Januar 1975 wurde Recklinghausen ohne weiteren Gebietszuwachs im Zuge des Zweiten Neugliederungsprogramms in Nordrhein-Westfalen in den vergrößerten Kreis Recklinghausen eingegliedert.

### Einwohnerentwicklung
Im Jahre 1949 überschritt die Stadt Recklinghausen die Grenze von 100.000 Einwohnern, wodurch sie zur Großstadt wurde. 1962 erreichte die Bevölkerungszahl mit 131.569 ihren historischen Höchststand. Ende 2015 lebten in Recklinghausen nach Fortschreibung des Landesbetriebs für Information und Technik Nordrhein-Westfalen (vormals Landesamt für Datenverarbeitung und Statistik Nordrhein-Westfalen) noch 114.330 Menschen mit Hauptwohnsitz. Damit lag Recklinghausen an 68. Stelle unter den 79 Großstädten Deutschlands.
Die folgende Übersicht zeigt die Einwohnerzahlen nach dem jeweiligen Gebietsstand. Bis 1833 handelt es sich meist um Schätzungen, danach um Volkszählungsergebnisse ( 1) oder amtliche Fortschreibungen durch die jeweiligen Statistischen Ämter beziehungsweise die Stadtverwaltung. Die Angaben beziehen sich ab 1843 auf die „Ortsanwesende Bevölkerung“, ab 1925 auf die Wohnbevölkerung und seit 1987 auf die „Bevölkerung am Ort der Hauptwohnung“. Vor 1843 wurde die Einwohnerzahl nach uneinheitlichen Erhebungsverfahren ermittelt.
| Jahr               | Einwohner |
| ------------------ | --------- |
| 1300               | 1.050     |
| 1520               | 2.500     |
| 1782               | 2.030     |
| 1830               | 3.135     |
| 1. Dezember 1840 1 | 3.319     |
| 3. Dezember 1849 1 | 3.893     |
| 3. Dezember 1855 1 | 4.066     |
| 1. Dezember 1871 1 | 4.858     |
| 1. Dezember 1875 1 | 6.100     |
| 1. Dezember 1880 1 | 7.296     |
| 1. Dezember 1885 1 | 9.199     |
| 1. Dezember 1890 1 | 14.041    |
| 2. Dezember 1895 1 | 20.644    |
| 1. Dezember 1900 1 | 34.019    |

| Jahr                 | Einwohner |
| -------------------- | --------- |
| 1. Dezember 1905 1   | 44.396    |
| 1. Dezember 1910 1   | 53.701    |
| 1. Dezember 1916 1   | 54.052    |
| 5. Dezember 1917 1   | 53.107    |
| 8. Oktober 1919 1    | 60.626    |
| 16. Juni 1925 1      | 60.352    |
| 16. Juni 1933 1      | 87.411    |
| 17. Mai 1939 1       | 86.313    |
| 31. Dezember 1945    | 86.098    |
| 29. Oktober 1946 1   | 89.787    |
| 13. September 1950 1 | 104.791   |
| 25. September 1956 1 | 123.835   |
| 6. Juni 1961 1       | 130.581   |
| 31. Dezember 1965    | 130.728   |

| Jahr              | Einwohner |
| ----------------- | --------- |
| 27. Mai 1970 1    | 125.237   |
| 31. Dezember 1975 | 122.437   |
| 31. Dezember 1980 | 119.418   |
| 31. Dezember 1985 | 117.897   |
| 25. Mai 1987 1    | 119.991   |
| 31. Dezember 1990 | 125.060   |
| 31. Dezember 1995 | 127.216   |
| 31. Dezember 2000 | 124.785   |
| 31. Dezember 2005 | 121.827   |
| 31. Dezember 2010 | 118.365   |
| 31. Dezember 2015 | 114.330   |
| 31. Dezember 2020 | 110.705   |

### Konfessionsstatistik
Laut dem Zensus 2011 waren 40,7 % der Einwohner römisch-katholisch, 27,5 % evangelisch und 31,8 % waren konfessionslos, gehörten einer anderen Glaubensgemeinschaft an oder machten keine Angabe. Der Anteil der evangelischen und katholischen Kirchenmitglieder an der Gesamtbevölkerung ist seitdem gesunken. Ende 2024 hatte Recklinghausen 120.402 Einwohner, davon 30,1 % Katholiken, 20,1 % Protestanten, und 49,8 % gehörten entweder einer anderen oder gar keiner Glaubensgemeinschaft an.

## Religion

### Christentum
Katholisch: Recklinghausen gehörte seit dem Hochmittelalter kirchenrechtlich zum Erzbistum Köln und war mit dem gesamten Vest dem Archidiakonat Dortmund unterstellt. Die damit verbundene politische Zugehörigkeit zum Kurfürstentum Köln ist Ursache dafür, dass die Reformation nicht Fuß fassen konnte. Daher blieb Recklinghausen über Jahrhunderte eine katholische Stadt. Nach Auflösung des Archidiakonats Dortmund 1612 bildete das Vest ein besonderes geistiges Kommissariat innerhalb des Erzbistums Köln. Die Kirche St. Peter in Recklinghausen wurde die Mutterkirche für das gesamte Umland. Nach dem Übergang an Preußen (1815) wurden auch die kirchlichen Strukturen neu geregelt. So kam Recklinghausen 1821 zum Bistum Münster und wurde Sitz eines Dekanats, das später in die Dekanate Recklinghausen-Nord und Recklinghausen-Süd aufgeteilt wurde. Heute gibt es das Kreisdekanat Recklinghausen, das aus mehreren Dekanaten besteht. Dazu gehört auch das Dekanat Recklinghausen mit seinen 20 Gemeinden, die zurzeit in sieben Pfarreien zusammengefasst sind.

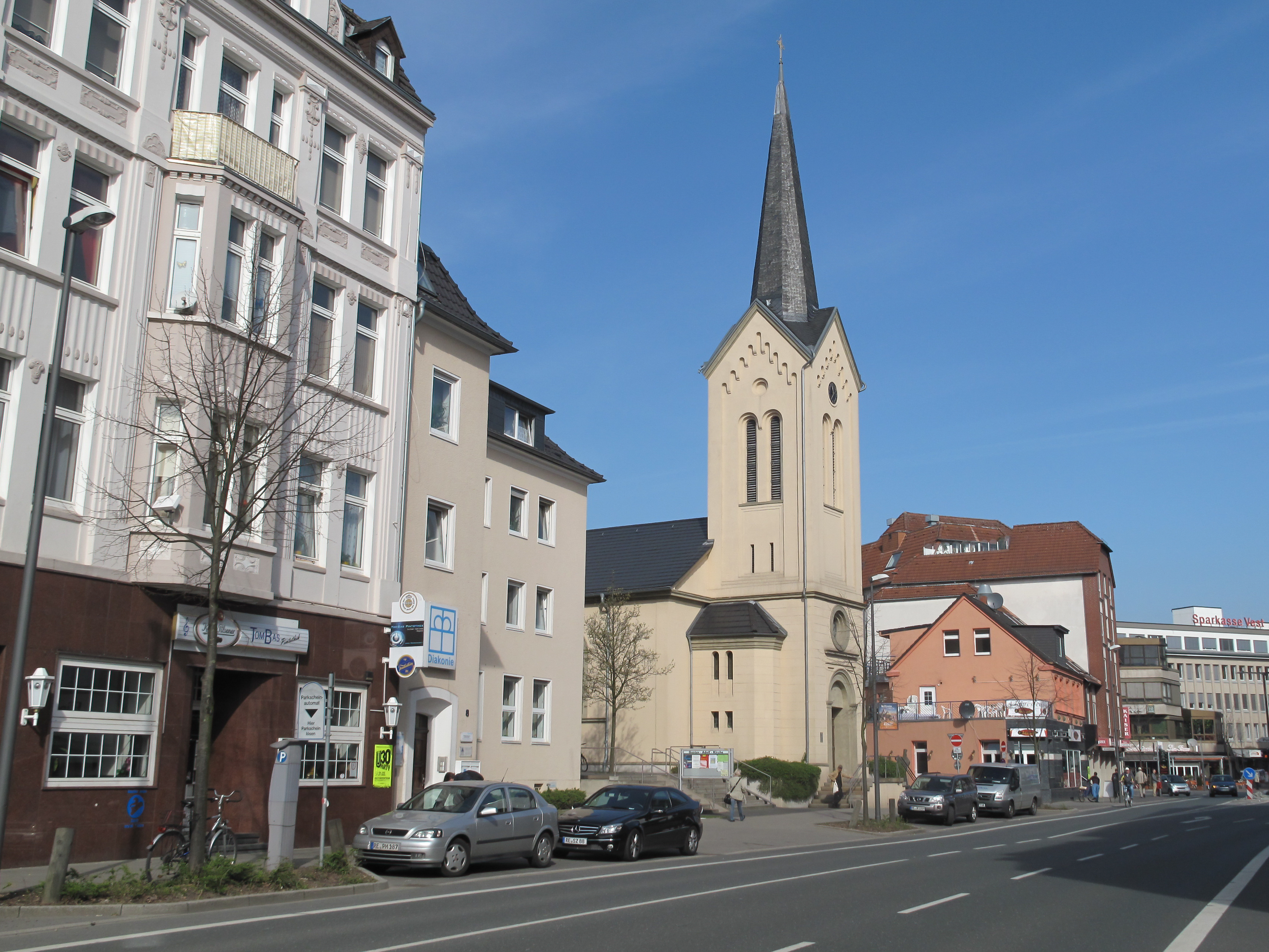
Gustav-Adolf-Kirche

Evangelisch: Im 19. Jahrhundert zogen auch Protestanten nach Recklinghausen. Sie gründeten in der Mitte des Jahrhunderts ihre eigene Kirchengemeinde und erbauten 1847 in Recklinghausen die erste evangelische Kirche im Vest, die Gustav-Adolf-Kirche. Bis 1873 gehörte die Kirchengemeinde Recklinghausen und ihre Nachbargemeinde Dorsten zum Kirchenkreis Bochum, danach zum neu gebildeten Kirchenkreis Münster. Nachdem die evangelischen Gemeinden Ende des 19. Jahrhunderts stark gewachsen bzw. neue Gemeinden entstanden waren, war eine Teilung des Kirchenkreises Münster notwendig geworden. 1906 entstand der Kirchenkreis Recklinghausen in der Westfälischen Provinzialkirche der Evangelischen Kirche in Preußen, der späteren Evangelischen Kirche von Westfalen. Ihm gehören die sieben Kirchengemeinden der Stadt (Recklinghausen-Altstadt – Andreaskirche, Bruch, Recklinghausen-Hillerheide, Hochlarmark, Johannes-Kirchengemeinde, Philipp-Nicolai-Kirchengemeinde und Suderwich) an, die sich zum „Evangelischen Gemeindeverband Recklinghausen“ zusammengeschlossen haben. Darüber hinaus umfasst der Kirchenkreis Recklinghausen die Kirchengemeinden in Herten, Marl, Datteln, Oer-Erkenschwick, Waltrop und Haltern am See.
Daneben gibt es in Recklinghausen auch noch verschiedene evangelische Freikirchen, darunter zwei Evangelisch-Freikirchliche Gemeinden (Baptisten), eine Freie evangelische Gemeinde (FeG) und Gemeinden der Mennoniten und der Evangelisch-methodistischen Kirche.
Das Hochlarer Krippenspiel wird jährlich vom Verkehrs- und Verschönerungsverein veranstaltet.
Weitere: Es befinden sich auch drei Versammlungen (Gemeinden) von Zeugen Jehovas in Recklinghausen. Die Neuapostolische Kirche ist ebenfalls im Ort vertreten.

### Islam
Inzwischen existieren in Recklinghausen auch mehrere Moscheen. Drei Moscheen werden vom Verband der islamischen Kulturzentren (VIKZ), zwei weitere von Diyanet Türkisch-Islamischen Verein und eine von Milli Görüs betrieben. Außerdem existieren noch weitere islamische Gebetsräume, Kulturvereine und Gemeindezentren.

### Judentum
1829 wurde der Grundstein für die heutige Gemeinde mit dem Eintrag in das Vereinsregister gelegt. Die erste Synagoge wurde im August 1880 eröffnet. Nachdem die Gemeinde auf über 500 Mitglieder gewachsen war, wurde 1906 eine neue Synagoge an der Limperstraße eingeweiht. Sie wurde am 9./10. November 1938 in der Pogromnacht verwüstet und angezündet, doch sie widerstand den Flammen. Nur ein kleiner Teil des Daches und die Laterne mit dem Zwiebelturm brannten ab. Daraufhin wurde der Abriss angeordnet, der im Januar 1939 erfolgte. Die Dortmunder Abrissfirma Pohlit inserierte in der Recklinghäuser Zeitung das Inventar und Baumaterial zum Verkauf.
1955 wurde das Jüdische Gemeindehaus (von 1930) um einen Betsaal für die damalige Gemeinde Bochum-Herne-Recklinghausen erweitert. 1997 wurde nebenan der Neubau der heutigen Synagoge für die Jüdische Kultusgemeinde im Kreis Recklinghausen eröffnet. Zwei Jahre später löste sich die Gemeinde aus der Verbundgemeinde Bochum-Herne-Recklinghausen und ist seitdem wieder selbstständig. In der alten jüdischen Schule (heute Rabbi-Selig-Auerbach-Haus) unterhält die Jüdische Gemeinde Recklinghausen ein Begegnungszentrum. Im Keller befindet sich eine Mikwe, ein rituelles jüdisches Tauchbad.

## Politik
An der Spitze Recklinghausens gab es schon seit dem 13. Jahrhundert einen Rat, der aus den zwölf Schöffen bestand, doch verschwand der Begriff Schöffe im 14. Jahrhundert zugunsten der Ratsmänner. Ab 1378 gab es den Bürgermeister und die Räte, die alljährlich am Stephanustag gewählt wurden. Erst 1781 wurde die jährliche Wahl abgeschafft. Danach gab es vier Bürgermeister und vier Beigeordnete. Recklinghausen war Mitglied im Vestischen Landtag, der bis 1808 durch die Stadt Recklinghausen einberufen wurde.
Ab 1808 gab es zwei auf fünf Jahre gewählte Bürgermeister, denen ein Sekretär und ein Inspektor zur Seite standen. 1811 wurde die Munizipalverfassung nach französischem Vorbild eingeführt. 1837 trat die Preußische Städteordnung in Kraft. Danach stand ein Bürgermeister an der Spitze der Stadt, der nach Erlangung der Kreisfreiheit den Titel Oberbürgermeister erhielt.
Während der Zeit des Nationalsozialismus wurde der Oberbürgermeister von der NSDAP eingesetzt. Nach dem Zweiten Weltkrieg bestimmte die Militärregierung der Britischen Besatzungszone einen neuen Oberbürgermeister. 1946 führte sie die Kommunalverfassung nach britischem Vorbild ein. Danach gab es einen von der Bürgerschaft gewählten „Rat der Stadt“, dessen Mitglieder man als „Stadtverordnete“ bezeichnet. Der Rat wählte aus seiner Mitte den ehrenamtlichen Oberbürgermeister als Vorsitzenden und Repräsentanten der Stadt. Des Weiteren wählte der Rat einen hauptamtlichen Oberstadtdirektor als Leiter der Stadtverwaltung. Wegen der Wiedereingliederung der Stadt in den Kreis Recklinghausen trugen die Stadtoberhäupter nach der Pensionierung des amtierenden Oberstadtdirektors im Jahr 1984 die Titel „Bürgermeister“ bzw. „Stadtdirektor“. 1999 wurde die Doppelspitze in der Stadtverwaltung aufgegeben und erstmals direkt von der Bevölkerung ein hauptamtlicher Bürgermeister gewählt, der Vorsitzender des Rates, Leiter der Stadtverwaltung und Repräsentant der Stadt ist.

### Rat der Stadt

#### Ergebnisse der Kommunalwahlen 2020 in Recklinghausen
Die Sitze im Stadtrat verteilen sich nach dem Ergebnis der Kommunalwahl 2020 folgendermaßen auf die einzelnen Parteien:
| Partei | Stimmen | % (2020) | % (2014) | +/-      | Sitze (2020) | Sitze (2014) | +/- |
| --- | ------- | -------- | -------- | -------- | ------------ | ------------ | --- |
| CDU | 16.078  | 37,0 %   | 36,4 %   | + 0,6 %  | 21           | 19           | + 2 |
| SPD | 10.924  | 25,2 %   | 38,0 %   | - 12,8 % | 14           | 20           | - 6 |
| Bündnis 90/Die Grünen | 7.757   | 17,9 %   | 9,6 %    | + 8,3 %  | 10           | 5            | + 5 |
| AfD | 2.861   | 6,6 %    | 0,0 %    | + 6,6 %  | 4            | 0            | + 4 |
| Die LINKE | 1.867   | 4,3 %    | 6,0 %    | - 1,7 %  | 2            | 3            | - 1 |
| FDP | 1.561   | 3,6 %    | 3,2 %    | + 0,4 %  | 2            | 2            | ± 0 |
| UBP | 1.477   | 3,4 %    | 6,8 %    | - 3,4 %  | 2            | 3            | - 1 |
| Die PARTEI | 614     | 1,4 %    | 0,0 %    | + 1,4 %  | 1            | 0            | + 1 |
| ÖDP | 199     | 0,5 %    | 0,0 %    | + 0,5 %  | 0            | 0            | ± 0 |
| PHD | 103     | 0,2 %    | 0,0 %    | + 0,2 %  | 0            | 0            | ± 0 |
| Gültige Stimmen | 43.441  |          |          |          |              |              |     |
| Ungültige Stimmen | 687     |          |          |          |              |              |     |
| Stimmen Insgesamt | 44.128  |          |          |          | 56           | 52           | + 4 |
| Wahlberechtigte Insgesamt | 92.107  | 47,9 %   | 48,3 %   | - 0,4 %  |              |              |     |
| Ratswahl 13.09.2020 RecklinghausenWahlbeteiligung von 47,9 % 403020100 37,0 %25,2 %17,9 %6,6 %4,3 %3,6 %3,4 %1,4 %0,5 %0,2 % CDUSPDGrüneAfDLinkeFDPUBPgPARTEIÖDPPHDjGewinne und Verlusteim Vergleich zu 2014 %p 10 8 6 4 2 0 −2 −4 −6 −8−10−12−14+0,6 %p−12,8 %p+8,3 %p+6,6 %p−1,7 %p+0,4 %p−3,4 %p+1,4 %p+0,5 %p+0,2 %pCDUSPDGrüneAfDLinkeFDPUBPPARTEIÖDPPHDAnmerkungen:g Unabhängige-Bürger-Parteij Partei Holistischer Demokratie |         |          |          |          |              |              |     |
| Sitzverteilung Ratswahl 13.09.2020 RecklinghausenInsgesamt 56 Sitze - Linke: 2 - SPD: 14 - PARTEI: 1 - Grüne: 10 - CDU: 21 - FDP: 2 - AfD: 4 - Sonst.: 2 Sonstige: (2 Sitze) > „UBP“ = 2 Sitze |         |          |          |          |              |              |     |

| Partei | Kandidat*                    | Stimmen | % (2020) |
| --- | ---------------------------- | ------- | -------- |
| CDU | Tesche, Christoph            | 26.556  | 60,8 %   |
| SPD | Becker, Andreas              | 7.286   | 16,7 %   |
| Bündnis 90/Die Grünen | Terwort, Thorben             | 4.031   | 9,2 %    |
| AfD | Menkhaus, Sascha             | 2.264   | 5,2 %    |
| Die LINKE | Burmeister, Erich Karl       | 1.493   | 3,4 %    |
| UBP | Ludwig, Claudia Renate Klara | 1.213   | 2,8 %    |
| Die PARTEI | Oberpichler, Irina           | 864     | 2,0 %    |
| Gültige Stimmen | Gültige Stimmen              | 43.707  |          |
| Ungültige Stimmen | Ungültige Stimmen            | 435     |          |
| Stimmen Insgesamt | Stimmen Insgesamt            | 44.142  |          |
| Wahlberechtigte Insgesamt | Wahlberechtigte Insgesamt    | 92.107  | 47,9 %   |
| Bürgermeisterwahl* 13.09.2020 RecklinghausenWahlbeteiligung von 47,9 % 706050403020100 60,8 %16,7 %9,2 %5,2 %3,4 %2,8 %2,0 % CDUaSPDbGrünecAfDdLinkeeUBPfPARTEIgAnmerkungen:a Tesche, Christophb Becker, Andreasc Terwort, Thorbend Menkhaus, Saschae Burmeister, Erich Karlf Ludwig, Claudia Renate Klarag Oberpichler, Irina |                              |         |          |

### Oberbürgermeister und Bürgermeister
Bürgermeister
- 1809–1833: Alois Joseph Wulff
- 1833–1839: Peter Banniza
- 1840–1842: Karl Boelmann
- 1843–1850: Franz Bracht
- 1854–1890: Friedrich Hagemann
- 1890–1899: Alexander Rensing

Oberbürgermeister
- 1899–1904: Albert von Bruchhausen (Erster Bürgermeister, ab 1901 Oberbürgermeister)
- 1904–1919: Peter Heuser
- 1919–1931: Sulpiz Hamm, Zentrum
- 1932–1939: Friedrich Niemeyer, bis 1932: Zentrum, ab 1933 NSDAP
- 1939–1945: Fritz Emil Irrgang, NSDAP
- 1945–1946: Josef Hellermann, CDU
- 1946–1948: Wilhelm Bitter, CDU
- 1948–1952: Joseph Dünnebacke, CDU
- 1952–1972: Heinrich Auge, SPD
- 1972–1984: Erich Wolfram, SPD

Bürgermeister
- 1984–1987: Erich Wolfram, SPD
- 1987–1998: Jochen Welt, SPD

Hauptamtliche Bürgermeister
- 1998–1999: Peter Borggraefe, SPD
- 1999–2014: Wolfgang Pantförder, CDU
- 2014–heute: Christoph Tesche, CDU

Bei der Wahl des Bürgermeisters am 13. September 2020 gewann der Amtsinhaber Herr Tesche (CDU) mit 60,76 % bei einer Wahlbeteiligung von 47,92 %.

#### Oberstadtdirektoren und Stadtdirektoren
Oberstadtdirektoren
- 1946–1950: Josef Hellermann
- 1950–1962: Wilhelm Michaelis
- 1962–1974: Josef Legeland
- 1974–1984: Lorenz Amely

Stadtdirektor
- 1984–1998: Peter Borggraefe

### Stadtwappen und -flagge

Stadtwappen
Flagge ohne Wappen auf quergestreiftem grün-goldenen Grund
Banner mit Wappen auf längsgestreiftem grün-goldenen Grund

Das Wappen der Stadt Recklinghausen zeigt unter einer Mauerkrone vor grünem Hintergrund eine goldene Stadtmauer mit offenem Tor, darin ein aufrechter goldener Schlüssel mit Bart oben, die ein goldenes Kirchengebäude mit spitz bedachtem Hauptturm über Fassadengiebel und Seitentürmen mit Zwiebeln umgibt. Der Schlüssel ist wie im Kreiswappen das Symbol des Hl. Petrus, Stadtpatron und Patron des Kölner Erzbistums, zu dem Vest und Stadt Recklinghausen bis zur Auflösung des Kurfürstentums Köln gehörten. Die Stadtfarben sind grün-gold. Das Wappen wurde der Stadt 1908 von Kaiser Wilhelm II. in seiner Eigenschaft als König von Preußen anlässlich der feierlichen Einweihung des neuen Rathauses verliehen.

### Städtepartnerschaften
Recklinghausen unterhält mit folgenden Städten Städtepartnerschaften:
- Preston (Vereinigtes Königreich), seit 1956
- Douai (Frankreich), seit 1965
- Dordrecht (Niederlande), seit 1974
- Akkon (Israel), seit 1978
- Schmalkalden (Deutschland), seit 1989
- Beuthen (Polen), seit 2000

Außerdem existiert eine Patenschaft:
- El Progreso (Honduras), seit 1966

### Öffentliche Einrichtungen

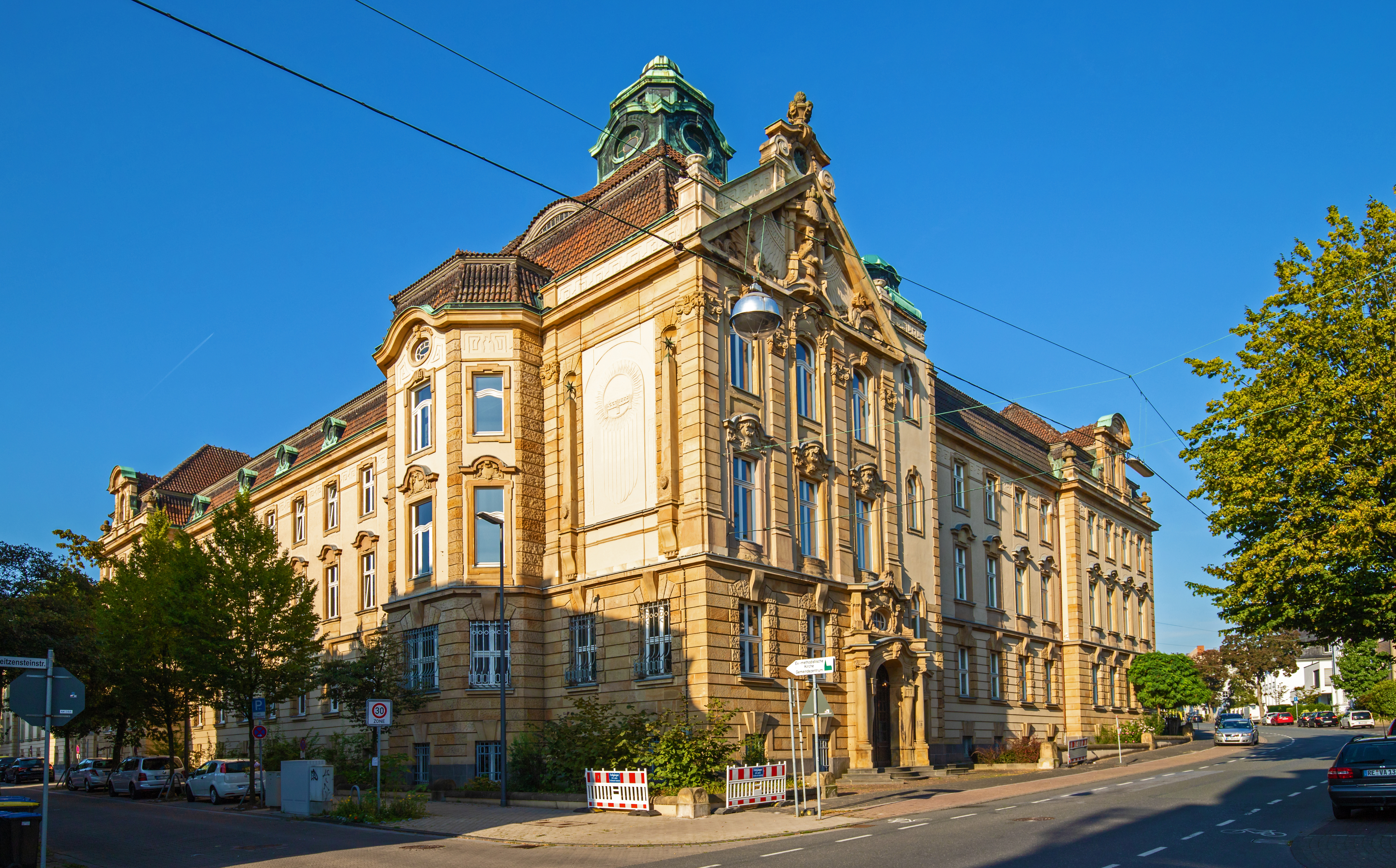
Amtsgericht an der Reitzensteinstraße

In Recklinghausen haben folgende öffentliche Einrichtungen ihren Sitz:
- Amtsgericht, Reitzensteinstraße
- Bundesagentur für Arbeit, Görresstraße
- Chemisches und Veterinäruntersuchungsamt Münsterland-Emscher-Lippe, Kurt-Schumacher-Allee
- Feuerwache, Dordrechtring
- Justizakademie des Landes Nordrhein-Westfalen, August-Schmidt-Ring
- Kreisverwaltung Recklinghausen, Kurt-Schumacher-Allee
- Landesamt für Natur, Umwelt und Verbraucherschutz Nordrhein-Westfalen, Leibnizstraße
- Polizeipräsidium, Westerholter Weg

## Wirtschaft und Infrastruktur

### Wirtschaft

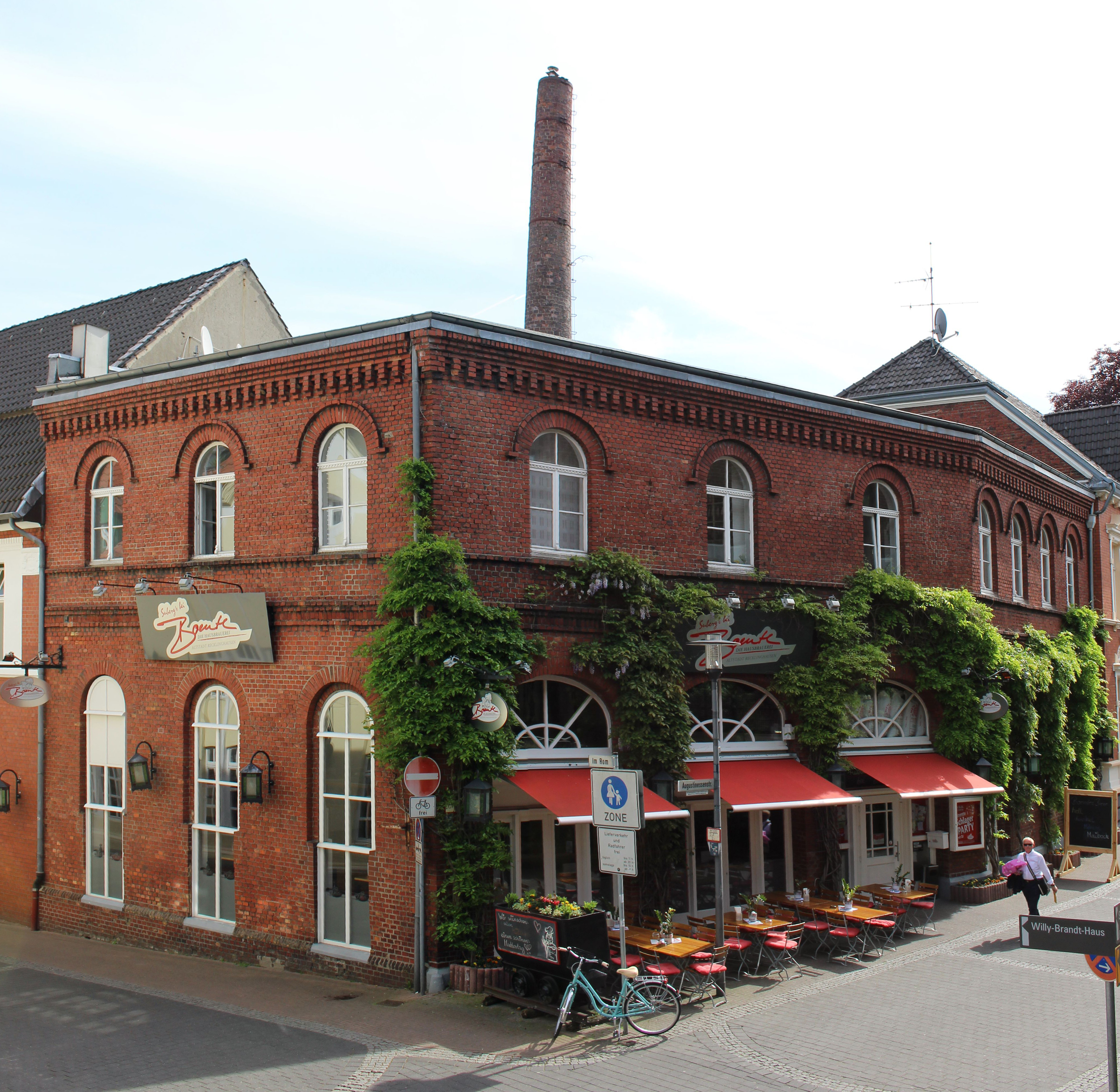
Kornbrennerei Boente: seit Gründung 1830 eines der ältesten noch existierenden Unternehmen der Stadt

Die Arbeitslosenquote von Recklinghausen lag im November 2018 bei 8,5 %.
In Recklinghausen ansässige Unternehmen sind u. a.:
- Hella KGaA Hueck & Co
- Sparkasse Vest Recklinghausen

Ehemalige Unternehmen:
- Runners Point Warenhandelsgesellschaft mbH (2020 geschlossen)

#### Einzelhandel
Haupteinkaufslagen sind vor allem der Markt, der Holzmarkt, die Große Geldstraße sowie die obere Breite Straße. Die zentrale Einkaufsmeile der Stadt bleibt dabei die Kunibertistraße mit rund 2.500 Passanten pro Stunde. Damit liegt Recklinghausen im bundesweiten Vergleich gleichauf mit Ingolstadt und Potsdam und belegt unter den kleineren Großstädten Platz 33.
Der Recklinghäuser Einzelhandel ist sowohl von großen Waren- und Modehäusern als auch von inhabergeführten Fachgeschäften geprägt. Die vergleichsweise starke Stellung des Einzelhandels in der Stadt verdeutlicht auch die Einzelhandelszentralität. Während 2014 der Kaufkraftindex je Einwohner mit einem Wert von 95 leicht unterdurchschnittlich war, war die Zentralitätskennziffer mit 118 überdurchschnittlich hoch. Dies bedeutet, dass Recklinghausen durch einen Kaufkraftabzug aus dem Umland eine hohe Handelszentralität aufweisen kann.

### Verkehr

#### Luftverkehr
Die Stadt besitzt einen Zugang zum Luftverkehr über den an der Stadtgrenze zu Marl gelegenen Verkehrslandeplatz Marl-Loemühle. Die nächsten Flughäfen mit internationalem Flugverkehr sind Dortmund, Düsseldorf und Münster/Osnabrück.

#### Schienenverkehr

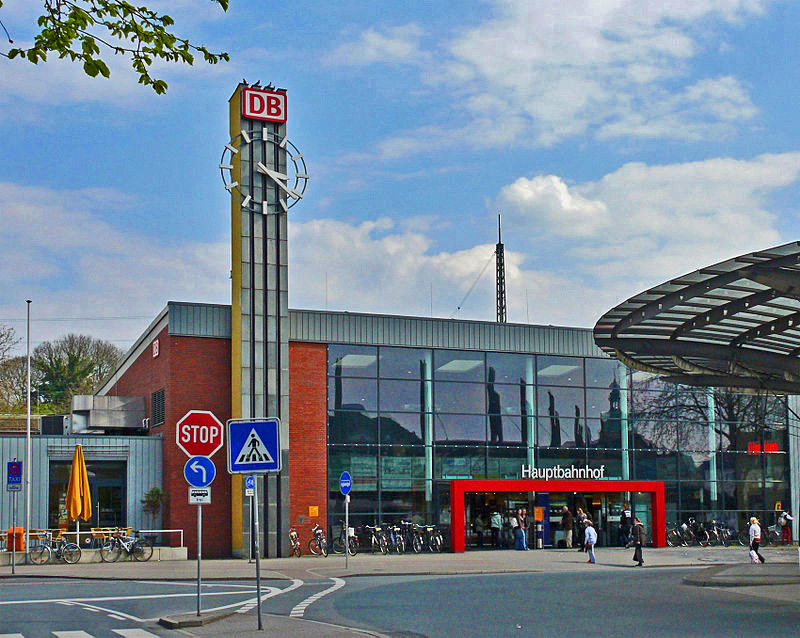
Empfangshalle des Hauptbahnhofes

Seit Januar 1870 ist Recklinghausen an das Schienennetz angebunden. Dabei kreuzen sich im Stadtgebiet die Bahnstrecke Wanne-Eickel–Hamburg sowie die Hamm-Osterfelder Bahn, auf der jedoch seit der Einstellung des Personenverkehrs 1983 lediglich Güterzüge verkehren. Am 11. September 2020 wurde die Bedienung der Teilstrecke Recklinghausen Hbf–Gladbeck West für den Personenverkehr als Linienast der S 9 aufgenommen.
Auf der Strecke Wanne-Eickel–Hamburg befinden sich in Recklinghausen mit der Station „Recklinghausen Süd“ sowie dem Hauptbahnhof zwei Bahnhöfe des Personenverkehrs. Der Bahnhof Süd befindet sich in Hochlarmark und wird nur von Zügen des Nahverkehrs bedient. Der in der Nähe zur Innenstadt gelegene Hauptbahnhof ist hingegen ein bedeutender Knotenpunkt des Regional- sowie regelmäßiger Halt des Fernverkehrs. Hier verkehren neben einigen stark frequentierten Nahverkehrsverbindungen wie unter anderem dem „Rhein-Haard-Express“ auch IC und ICE in Richtung Hamburg/Emden bzw. Köln/Stuttgart.
Zudem wurde im Rahmen der Modernisierung und Erweiterung des ÖPNV im Ruhrgebiet eine Wiederaufnahme des Personenverkehrs auf der Hamm-Osterfelder Bahn zwischen Gladbeck und Recklinghausen beschlossen. Damit ist seit 2020 eine S-Bahn-Verbindung der Linie S 9 zwischen Recklinghausen und Hagen über Gladbeck, Bottrop, Essen und Wuppertal entstanden.

#### Busverkehr und ehemaliger Straßenbahnverkehr

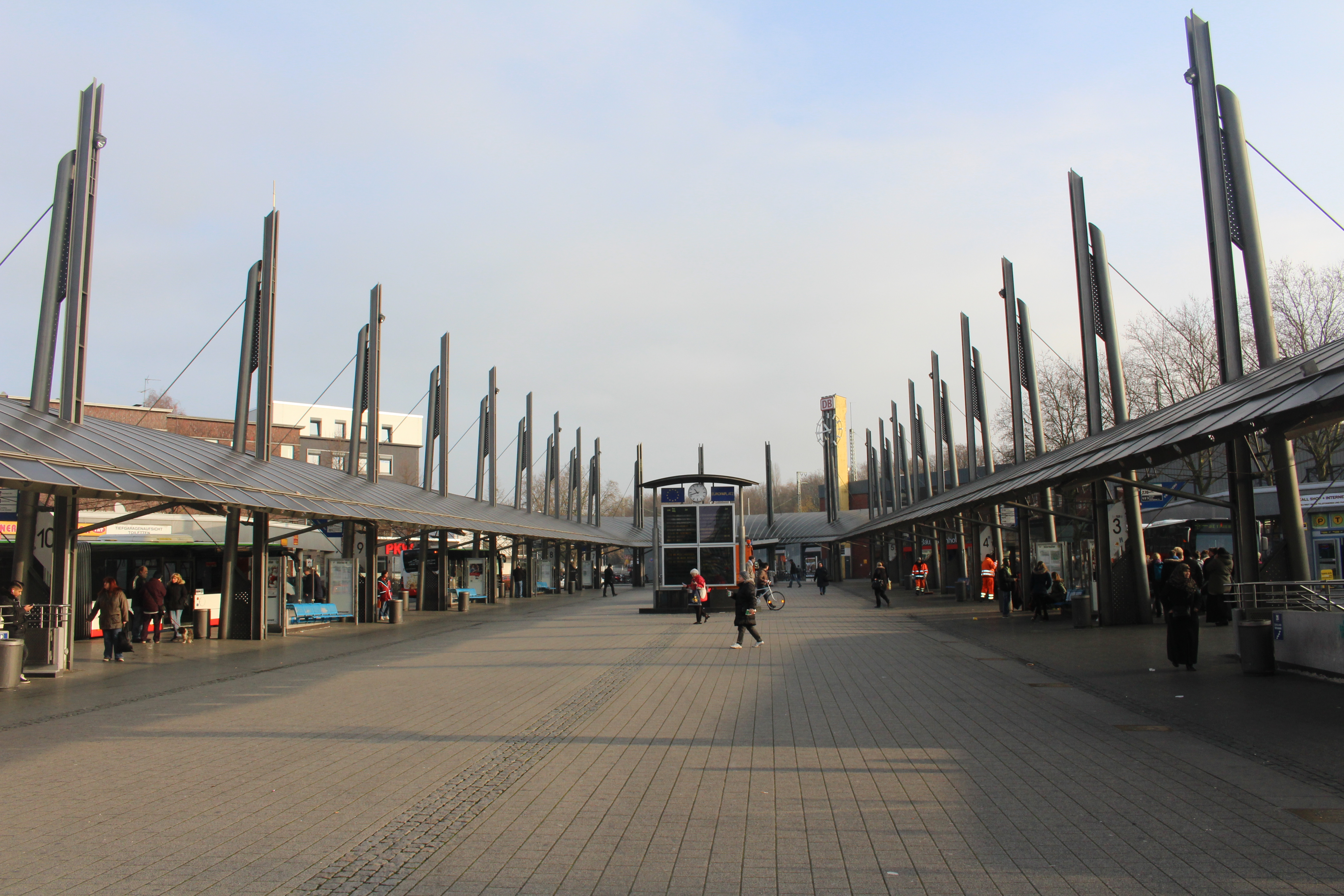
Europaplatz (Busbahnhof)

Der gesamte Straßenpersonennahverkehr wird in Recklinghausen vom Unternehmen Vestische Straßenbahnen bedient, welche Stadt und Kreis Recklinghausen mit Bottrop sowie Teilen von Herne, Gelsenkirchen und Essen verbindet. Jahrzehntelang verkehrten Straßenbahnen, ab 1982 wurde nur mehr Busbetrieb angeboten. Kreuzungspunkt der meisten Linien im Stadtgebiet ist dabei der vor dem Hauptbahnhof gelegene Busbahnhof am „Europaplatz“, an welchem sich 28 Linien treffen und der mit mehr als 30.000 Fahrgästen täglich ein zentrales Drehkreuz des ÖPNV im Großraum Recklinghausen ist. Da dieser aber aufgrund der steigenden Fahrgastzahlen in seiner Kapazität aus- bzw. überlastet ist, wurden Planungen zum Um- und Ausbau des Areals rund um den Europaplatz gestartet. Für den gesamten öffentlichen Personennahverkehr gelten die Tarife des Verkehrsverbunds Rhein-Ruhr beziehungsweise tarifraumüberschreitend der NRW-Tarif.
Darüber hinaus wird Recklinghausen auch von Fernbussen angefahren, welche an der Große-Perdekamp-Straße nördlich des Hauptbahnhofs halten. Hier bestehen direkte Verbindungen u. a. nach Aachen, Bremen, Oberhausen oder Rostock.

#### Straßen

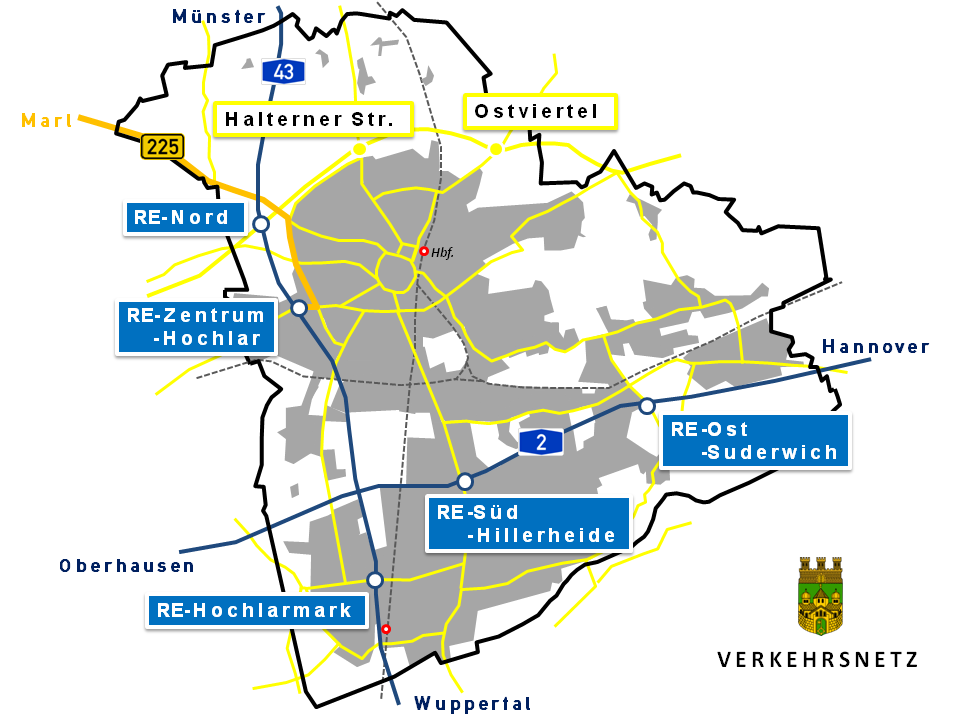
Verkehrsnetz der Stadt

Recklinghausen ist über die Bundesautobahnen A 2 (Oberhausen–Berlin) und A 43 (Wuppertal–Münster), die sich im Stadtgebiet kreuzen, an das Autobahnnetz angeschlossen. Die Bundesstraße 225 beginnt im Stadtgebiet an der Anschlussstelle 11 der BAB 43. Eine autobahnähnlich ausgebaute Schnellstraße (L511), welche westlich der Anschlussstelle „Recklinghausen-Nord“ (A 43) beginnt, führt halbkreisförmig um den Norden der Stadt nach Oer-Erkenschwick bzw. nach Herten und besitzt Anschlussstellen an der Halterner Straße sowie am Oerweg.

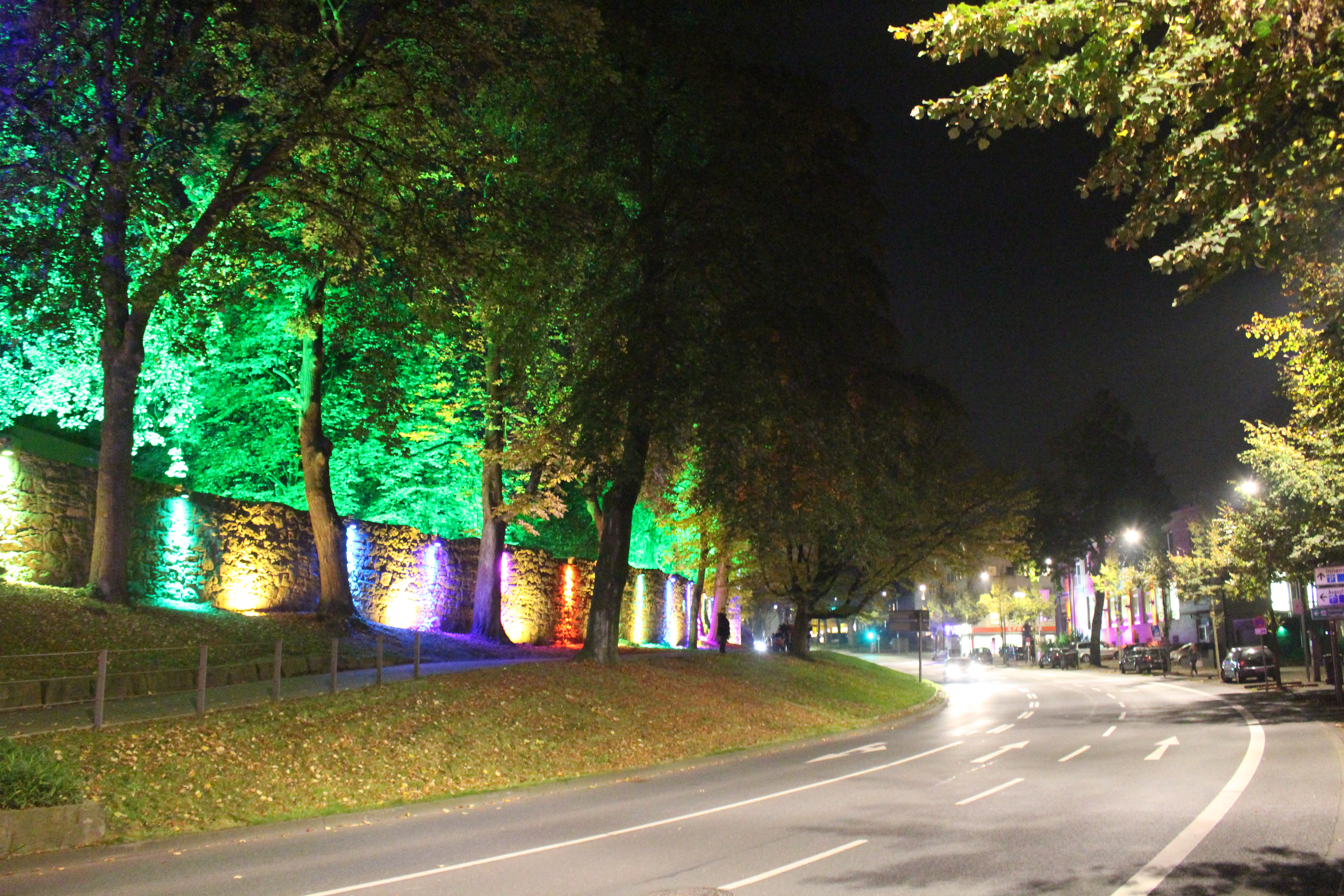
Herzogswall bei Nacht

Der Wallring umschließt die historische Altstadt und folgt dem Verlauf der ehemaligen mittelalterlichen Stadtbefestigung. Er bildet den Ausgangspunkt für wichtige Ein- und Ausfallstraßen.

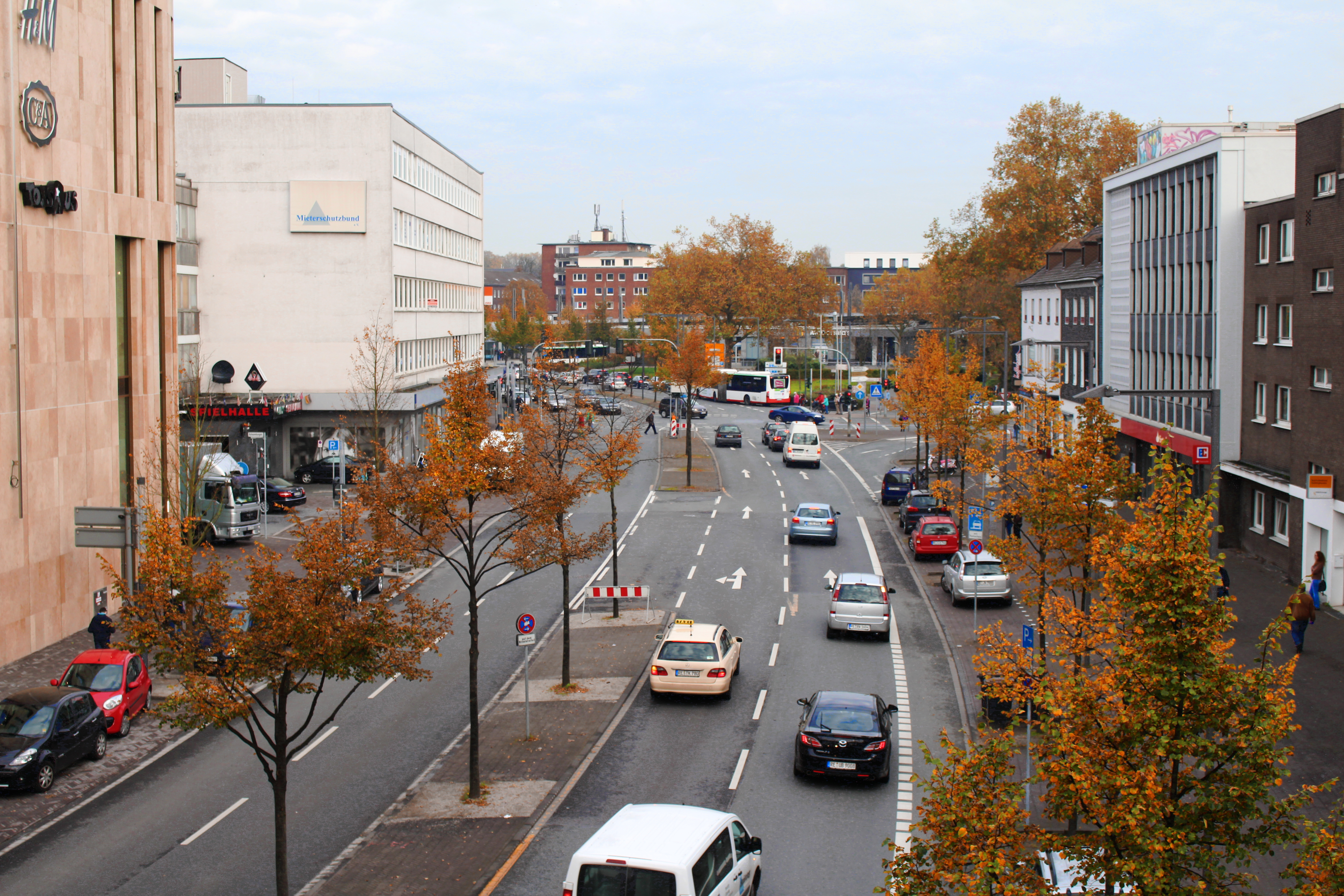
Kaiserwall Richtung HBF

Wichtigste Umgehungs- und Ausfallstraße in West-Ost-Richtung ist der Straßenzug Akkoallee, Hertener Straße, Hohenzollernstraße, Dordrechtring und August-Schmidt-Ring, der an der Stadtgrenze zu Herten an der Anschlussstelle der A 43 im Westen beginnt und im Osten an der früheren Hauptverkehrsader „Dortmunder Straße“ noch deutlich im Wohngebiet endet, eine geplante Weiterführung nach Osten wurde bislang nicht realisiert.
Insgesamt umfasst das Straßennetz der Stadt rund 900 Straßen mit einer Gesamtlänge von rund 460 Kilometern. Seit dem 1. Januar 2012 ist Recklinghausen Teil einer Umweltzone, welche große Teile des Ruhrgebiets umfasst. Die Zone darf nur noch von Fahrzeugen mit grüner Umweltplakette befahren werden, Autobahnen sind im Ruhrgebiet jedoch von den Bestimmungen der Umweltzone ausgenommen.

#### Wasserstraßen und Hafen
Im Süden der Stadt liegt der Stadthafen Recklinghausen am Rhein-Herne-Kanal.

### Medien
In Recklinghausen erscheinen zwei Tageszeitungen – die Recklinghäuser Zeitung des Medienhauses Bauer sowie eine Lokalausgabe der Westdeutschen Allgemeinen Zeitung. Letztere berichtet unter der Bezeichnung „Unser Vest“ über die Region, da 2006 im Kreis sämtliche Lokalredaktionen geschlossen wurden. Anzeigenblätter sind Stadtspiegel, Kurier zum Sonntag sowie Sonntagsblatt. Auch das ebenfalls zum Medienhaus Bauer gehörende Radio Vest sendet aus Recklinghausen Lokalnachrichten für den Kreis (außer Gladbeck) und übernimmt dabei das Rahmenprogramm von Radio NRW. Mit wm.tv verfügte die Stadt zudem über einen Regionalfernsehsender, dessen Sendezentrale in Bocholt lag. Hier wurde für den Kreis Recklinghausen eine eigene Sendung produziert. Das Format endete im Mai 2014.
2007 startete mit dem Webradio „cityREdio“ der Versuch, ein Einkaufsradio zu etablieren. 2014 wurde das Programm eingestellt.

### Bildung
Die Stadt ist Sitz traditionsreicher Schulen wie dem Gymnasium Petrinum, das auf die 1421 erstmals erwähnte Lateinschule der Stadt zurückgeht und bis heute eine der wenigen Bildungseinrichtungen der Region ist, welche als erste Fremdsprache neben Englisch auch dieses Fach anbietet. Es bestehen weiterhin das 1904 gegründete Hittorf-Gymnasium mit bilingualem Zweig Englisch, seit 1924 das Freiherr-vom-Stein-Gymnasium mit Französisch, Latein und Spanisch als zweiter Fremdsprache, das Marie-Curie-Gymnasium, ursprünglich Städtisches paritätisches Lyceum als Zusammenlegung der 1866 gegründeten Höheren katholischen Töchterschule und der 1881 gegründeten Privaten evangelischen Töchterschule, das als erste Fremdsprache neben Englisch auch Französisch anbietet und schließlich seit 1965 das neusprachlich-naturwissenschaftliche Theodor-Heuss-Gymnasium in Recklinghausen-Süd. Daneben gibt es eine Reihe weiterführender Schulen, wie die Realschule der Maristen-Schulbrüder, die 1914 nach Recklinghausen gekommen waren. Im Gesamtschulbereich sind in Recklinghausen die Käthe-Kollwitz-Gesamtschule, die Wolfgang-Borchert-Gesamtschule und die Städtische Gesamtschule Suderwich ansässig.
In der Stadt befindet sich seit 1995 ein Standort der 1992 als Fachhochschule Gelsenkirchen gegründeten Westfälischen Hochschule Gelsenkirchen Bocholt Recklinghausen. Der Standort Recklinghausen zählt 2305 Studierende (Stand: Wintersemester 2016/2017).
Die erste Volkshochschule wurde 1919 gegründet. Heute befindet sich die Volkshochschule im Willy-Brandt-Haus.
Die Westfälische Volkssternwarte mit Planetarium ist eine weitere Bildungseinrichtung.

## Sport

### Citybasket Recklinghausen
Mit rund 500 Mitgliedern ist Citybasket Recklinghausen einer der größten Basketballvereine des Ruhrgebiets. Die erste Herrenmannschaft spielt in der 1. Regionalliga, die erste Damenmannschaft in der Zweiten Bundesliga.

### Recklinghausen Chargers
Neben diversen Fußballvereinen im gesamten Stadt- und Kreisgebiet gibt es in Recklinghausen seit mehr als 25 Jahren auch einen American-Football-Club. Die Recklinghausen Chargers spielen aktuell (2019) in der fünfthöchsten Liga. Ihr Heimstadion ist das Stadion Hohenhorst.

### ETG 12/32 Recklinghausen
Die Eisenbahner Turngemeinde ETG entstand 1961 durch die Fusion der Vereine ETV (Gründungsjahr 1912) und des ETuS (Gründungsjahr 1932). Mittlerweile ist er einer der größten Sportvereine in Recklinghausen mit über 16 Abteilungen und über 1200 Mitgliedern. Die Hauptdisziplinen der Leichtathletikabteilung sind Sprint, Mittelstrecke, Kugelstoßen, Speerwurf, Diskus, Hochsprung, Weitsprung und der Mehrkampf.
Seit 2009 trainiert die ETG Recklinghausen im Stadion an der Maybacher Heide.

### FC 96 Recklinghausen
Die erste Mannschaft des FC 96 Recklinghausen spielt derzeit in der Kreisliga A (Saison 2023/24). Nachdem er es, damals noch unter dem Namen 1. FC Recklinghausen, zwischenzeitlich bis in die Oberliga geschafft hatte, verschlechterte sich seine wirtschaftliche Lage so sehr, dass der Verein 1996 Konkurs anmeldete. Daraus entstand der heutige FC 96 Recklinghausen, der sich von der Kreisliga bis in die Westfalenliga hocharbeitete, bevor er wieder in die Kreisliga zurückfiel. Das Heimstadion ist, genau wie bei den Chargers, das Stadion Hohenhorst.

## Kultur und Sehenswürdigkeiten
Recklinghausen verfügt mit den seit 1947 jährlich stattfindenden Ruhrfestspielen über ein kulturelles Ereignis, das weit über die Stadtgrenzen hinaus bekannt ist. Für Theaterfreunde bietet Recklinghausen mehrere Tournee-Gastspiele an. Ferner gibt es das Theater im Depot. Die Stadt ist auch Heimat der Neuen Philharmonie Westfalen, des größten der drei Landesorchester in Nordrhein-Westfalen, die zum 1. November 1996 aus dem Philharmonischen Orchester der Stadt Gelsenkirchen (Orchester des Musiktheaters im Revier – MiR) und des Westfälischen Sinfonieorchesters hervorging; Träger sind die Städte Gelsenkirchen und Recklinghausen sowie der Kreis Unna.
Ein weiterer kultureller Treffpunkt ist das soziokulturelle Zentrum Altstadtschmiede e. V. Es besteht seit 1975 und ist damit eines der ältesten in Deutschland. Im Angebot sind Jazz- und Blueskonzerte, Kleinkunstveranstaltungen sowie Kinder- und Jugendtheater.
Als freie und offene Kulturgruppen, die sich in Recklinghausen engagieren und etabliert haben, seien noch das Theater Gegendruck sowie das Alternative Kulturzentrum erwähnt.

### Museen

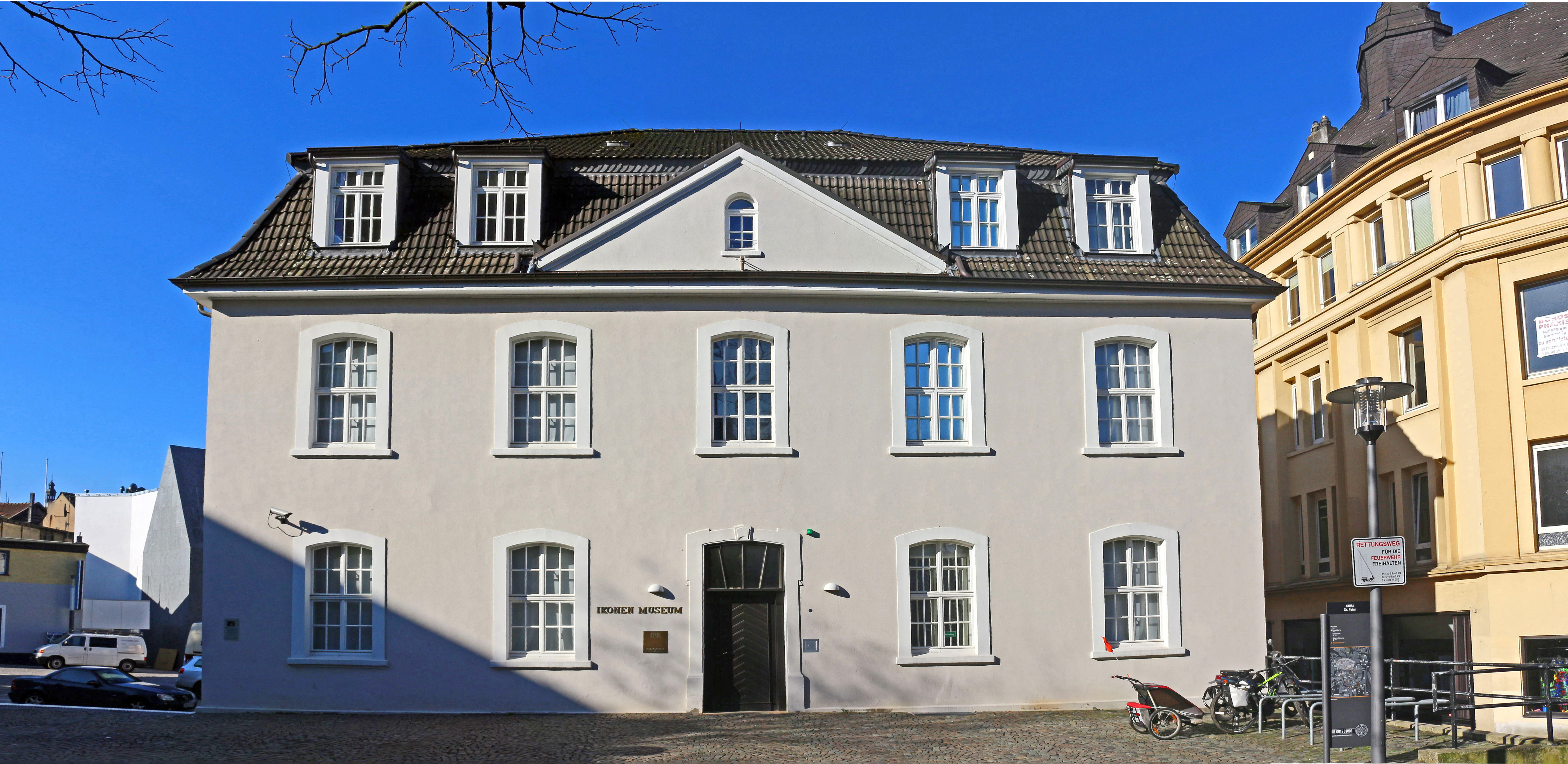
Das Ikonenmuseum

- Fördermaschinenhaus – Museum über die Bergbaugeschichte der Stadt auf dem Gelände der ehem. Zeche Recklinghausen II
- Ikonen-Museum Recklinghausen – Es ist das bedeutendste Museum ostkirchlicher Kunst in der westlichen Welt.
- Postgeschichtliches Museum Recklinghausen – Friedrich Maurmann zeigt die Geschichte der Deutschen Bundespost.
- Kunsthalle Recklinghausen
- Museum Jerke – Das Privatmuseum in der Krim zeigt ausschließlich moderne polnische Kunst seit den 1920er Jahren. Es ist das erste Museum dieser Art in Deutschland.[70]
- Retro Station – Als Nachfolger des Vestischen Museums zeigt die Dauerausstellung an der Hohenzollernstraße die Stadtgeschichte Recklinghausens vom Mittelalter über die Blütezeit im Wilhelminismus bis hin zur Zeitgeschichte. Multimediale Schwerpunkte sind unter anderem der Bergbau sowie die NS-Zeit.
- Umspannwerk Recklinghausen („Museum Strom und Leben“) – In Deutschlands größtem Elektrizitätsmuseum, welches in einem denkmalgeschützten Gebäude eines alten Umspannwerks untergebracht ist, wird die Geschichte der Elektrizität dargestellt.

### Bibliotheken
Stadtbibliothek
Die Stadtbücherei ist die Öffentliche Bibliothek Recklinghausens in städtischer Trägerschaft. Sie zog 2019 in das neu eröffnete Vest Quartier, welches sich im alten C&A-Gebäude befindet.
Trivia: In der Stadtbibliothek wurden im Rahmen von „Recklinghausen leuchtet“ im Oktober und November 2019 rund 458 Stunden lang ununterbrochen Märchen und Sagen von Recklinghäuserinnen und Recklinghäusern vorgelesen, womit am 3. November 2019 ein Guinness-Weltrekord im Dauervorlesen erzielt wurde. Vergleichbar ist das 2021 begonnene Projekt Recklinghausen-Bibel.

### Bauwerke

#### Stadtbild allgemein

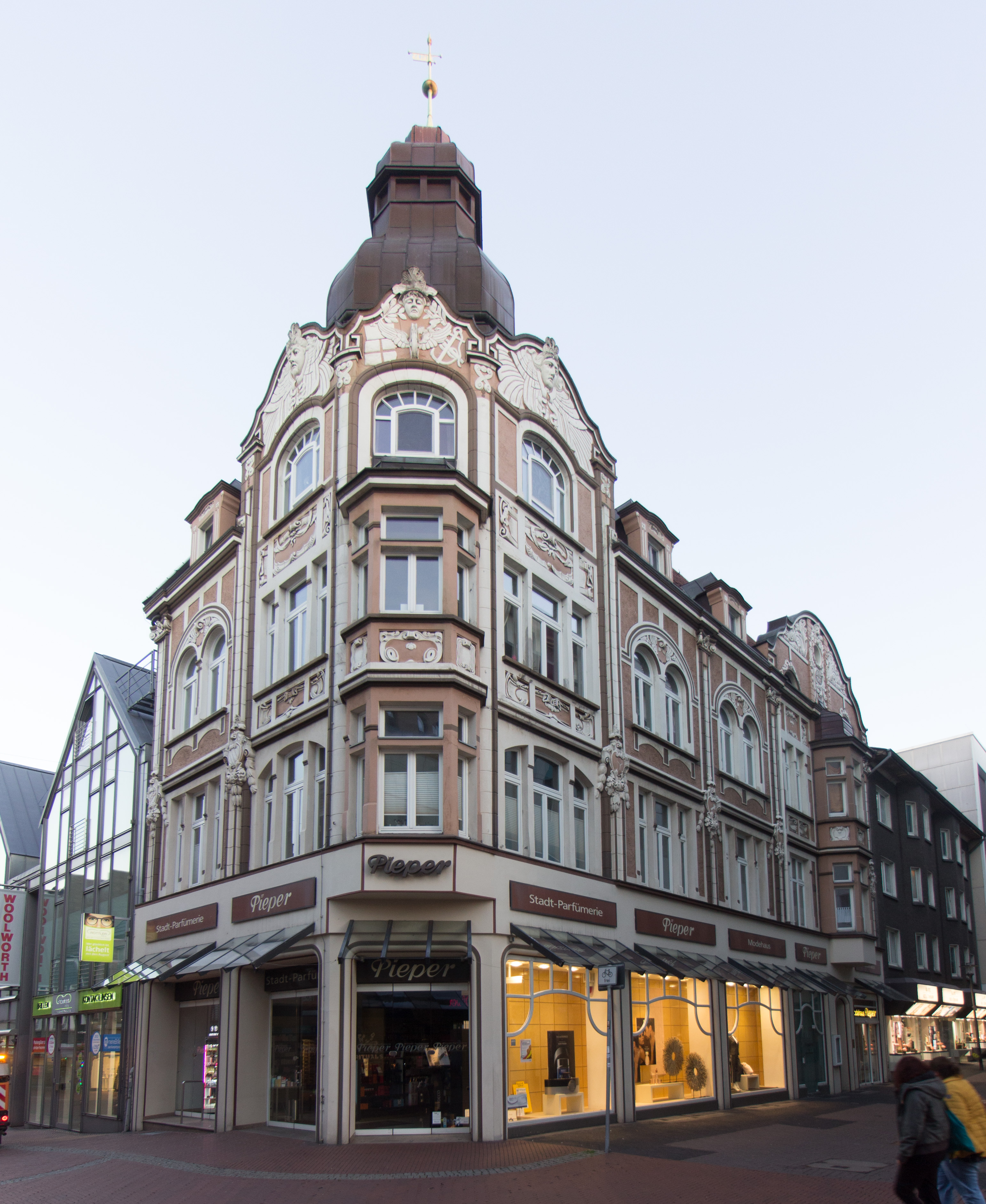
Gründerzeitliche Fassaden in der Altstadt

In architektonischer Hinsicht bietet Recklinghausen höchst unterschiedliche Erscheinungsbilder. Während besonders die Altstadt eine hohe Dichte von Baudenkmälern und Gebäuden aus den letzten Jahrhunderten aufweist, prägen außerhalb der Innenstadt Nachkriegsbauten, teilweise im postmodernen Stil, das Stadtbild. Da Recklinghausen das Glück hatte, während des Zweiten Weltkriegs nur leicht bis mittelschwer durch alliierte Luftangriffe beschädigt worden zu sein, konnte hier im Gegensatz zu vielen anderen Städten in der Rhein-Ruhrregion ein Teil der alten Bebauung sowie der mittelalterliche Stadtgrundriss im Innenstadtbereich gerettet und bis heute erhalten werden. Neben einzelnen Gebäuden mit außergewöhnlicher (historischer) Bedeutung wie der Engelsburg überwiegen im Stadtgebiet eher funktionale Bauten des Wohn- oder Geschäftssektors.
In der Umgebung ehemaliger Zechen sind – typisch für das Ruhrgebiet – Kolonien zu finden (zum Beispiel Hiberniastraße, Dreiecksiedlung), welche in ihrem Aussehen und ihrer Bauweise unterschiedlich ausfallen. Darüber hinaus konnten an manchen Zechenstandorten Fördergerüste und Verwaltungsgebäude vor einem Abriss bewahrt werden, sodass diese noch heute als Zeitzeugen der Bergbauepoche der Stadt besichtigt werden können, wie die zwei als Industriedenkmäler erhaltenen Fördergerüste, nämlich ein Stahlkastenstrebengerüst der Zeche Recklinghausen II und ein seltenes Turmgerüst der Zeche General Blumenthal nahe der A 43. Teilweise sind sie Ziele der Route der Industriekultur.

#### Altstadt

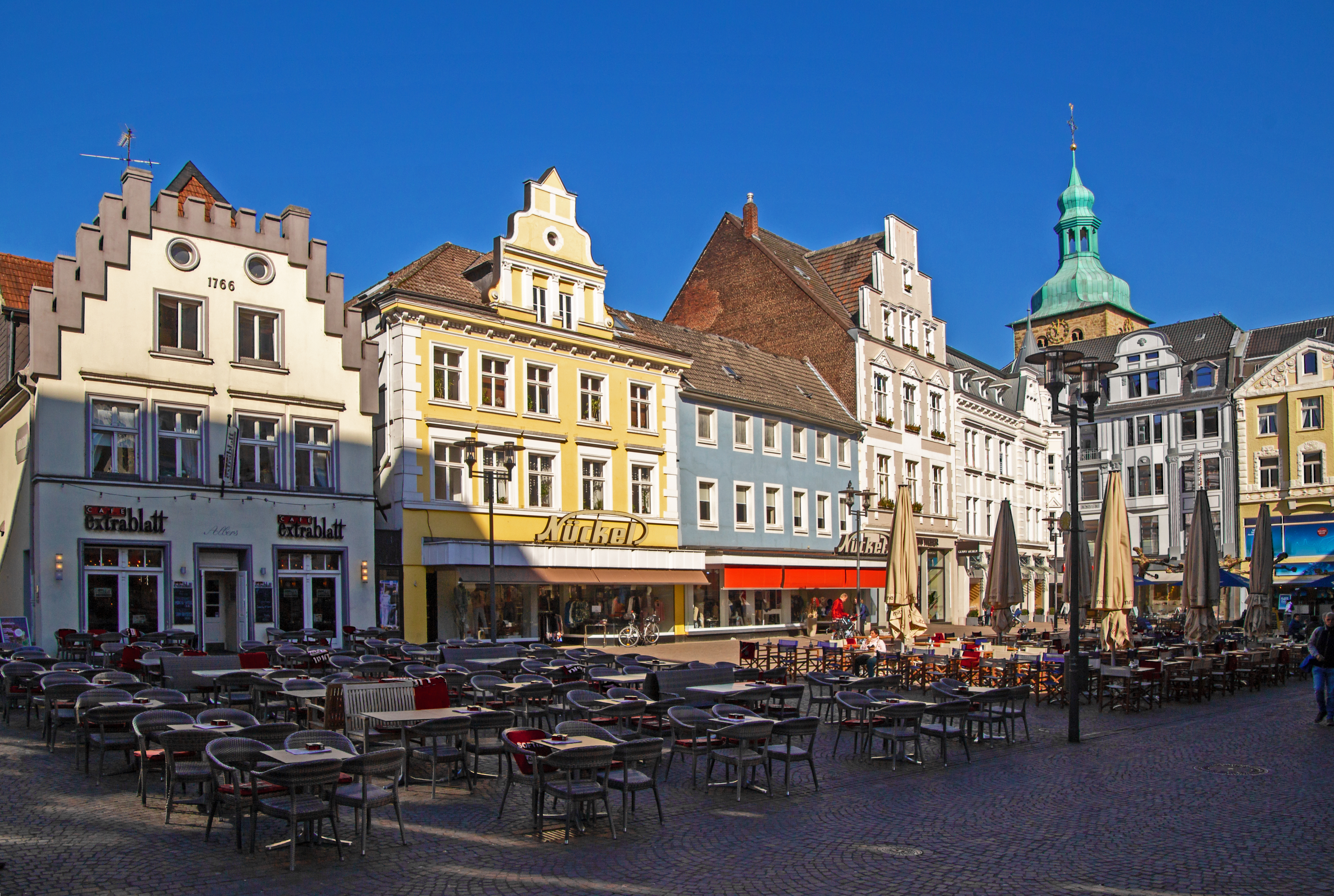
Recklinghäuser Altstadtensemble

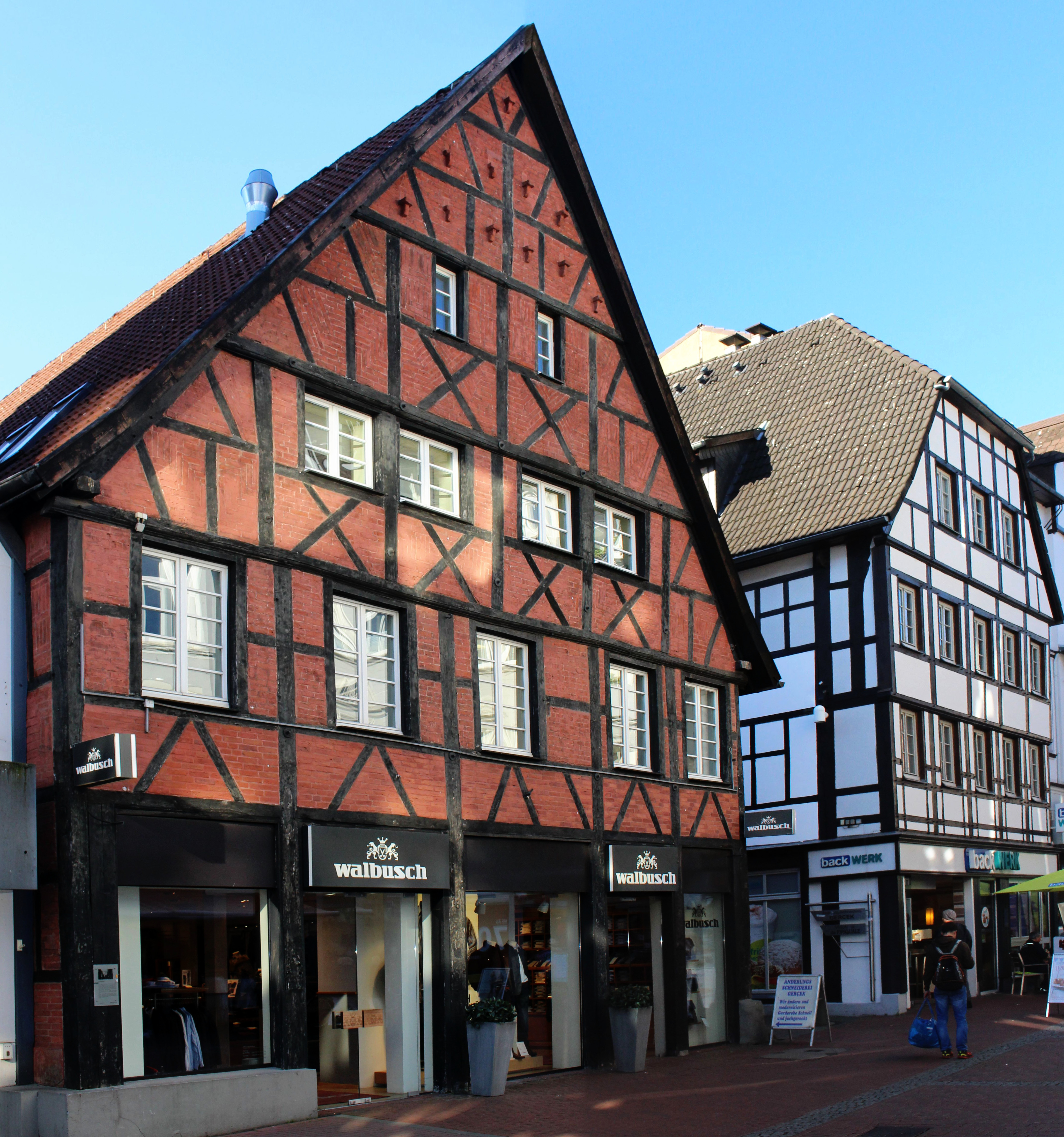
„Gravemanns Hof“ (l.) und „Kaufmannshaus Verstege“ (r.)

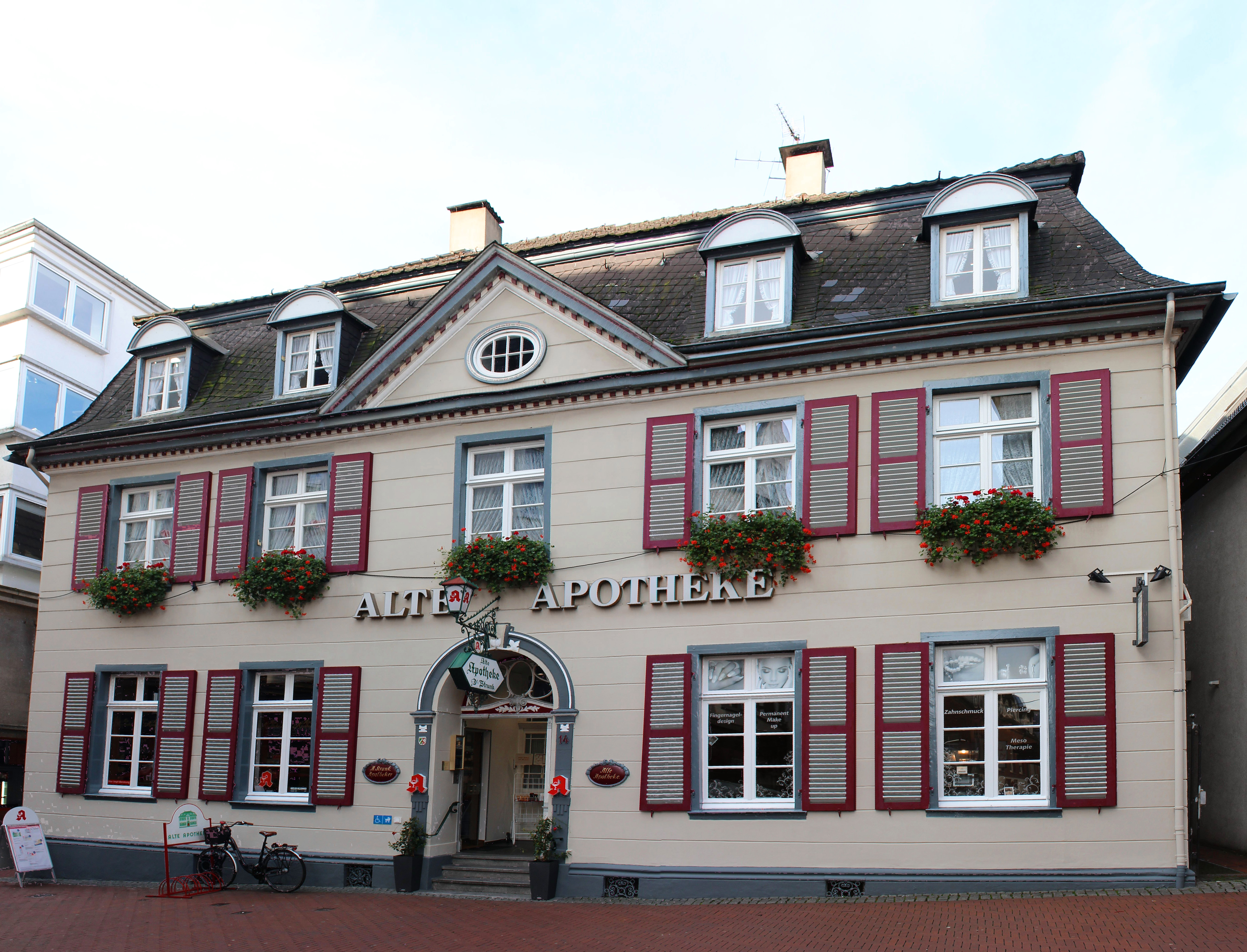
Alte Apotheke

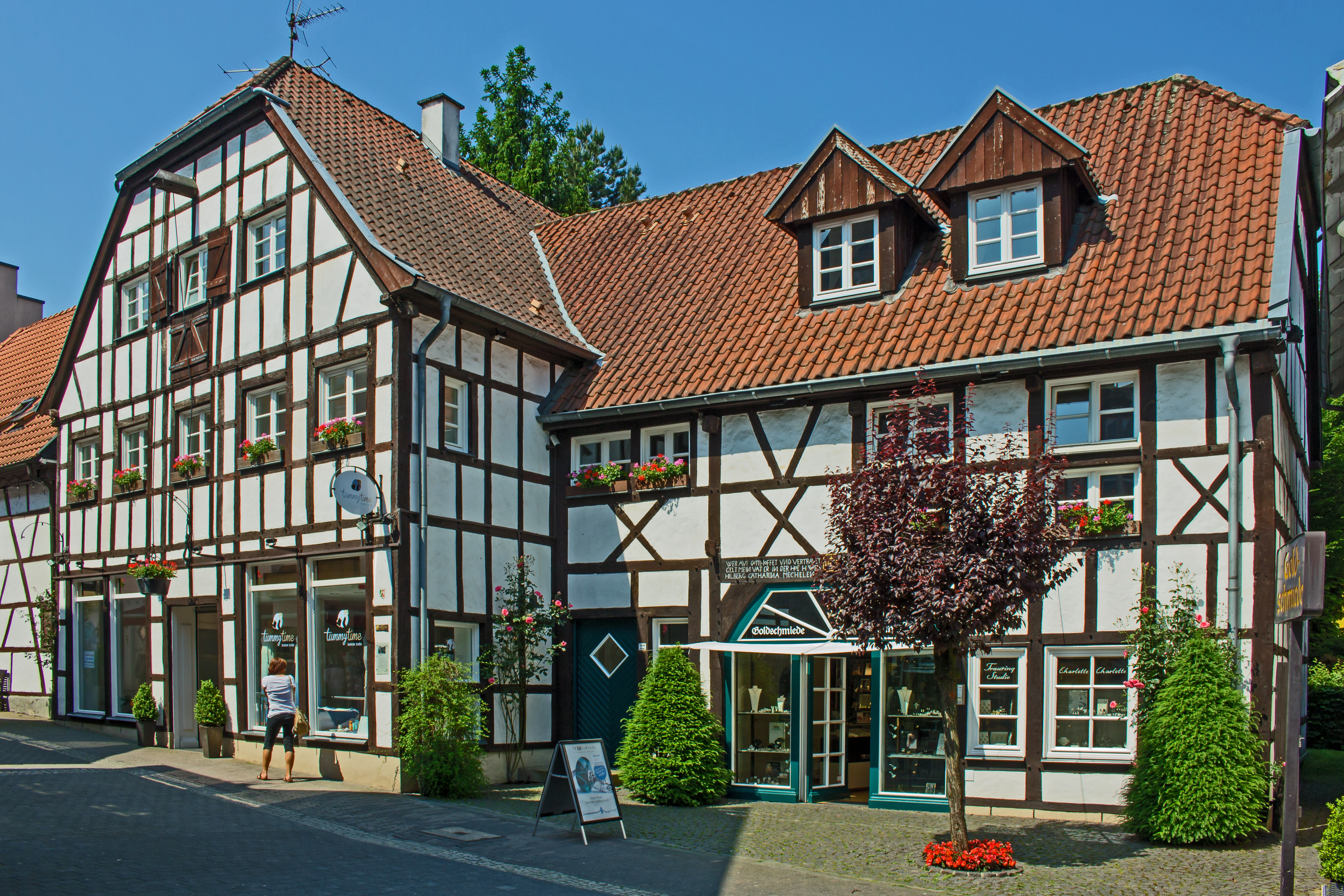
Fachwerk in der „Krim“

In Recklinghausen sind, besonders in der nahezu kreisrunden Altstadt konzentriert, vergleichsweise viele historische, zum Teil aus dem Mittelalter stammende Gebäude ohne große Schäden erhalten geblieben.
- Der Altstadtmarkt in ihrem Zentrum war seit 1256 Standort der ersten drei Rathäuser.
  - An der Nord- und Westseite säumen ihn alte Bürgerhäuser mit restaurierten Schmuckfassaden des 18. und 19. Jahrhunderts. Das älteste von ihnen ist das „Haus Albers“, welches um 1776 erbaut wurde und 1883 eine neue Fassade erhielt.
  - An den übrigen Seiten stehen mehrstöckige Kaufhäuser aus der wilhelminischen Epoche, darunter auch das ehemalige Kaufhaus Althoff von 1910 (später Karstadt, heute „MarktQuartier“), dem damals größten und modernsten Kaufhaus im Westen des Reiches.
- Am Kirchplatz nördlich des Altstadtmarktes stehen
  - die Propsteikirche St. Peter
  - sowie unter anderem die 1795 errichtete klassizistische Turmschule des ehemaligen Franziskanergymnasiums, die seit 1956 das Ikonenmuseum beherbergt.
- An der Kunibertistraße stehen die beiden ältesten Häuser der Stadt:
  - das Ackerbürger- und Fachwerkhaus „Gravemanns Hof“ von 1522. An seiner rechten Traufwand sind Reste eines zweigeschossigen Nachbarhauses mit Geschossbalken erhalten. Das Gebäude wurde auf dem sogenannten Kampgraben erbaut, welcher Teil einer noch viel älteren Hofanlage war.
  - das „Kaufhaus Verstege“ von 1558, welches aber später im Giebelbereich verändert wurde.[74]
- Weitere restaurierte Fachwerkbauten findet man vor allem an der Münsterstraße sowie am Holzmarkt und im Paulsörter – allesamt in der Krim gelegen, dem nördlichsten Altstadtviertel.
- In der Breite Straße südlich des Marktes steht die „Alte Apotheke“, ein verputzter Fachwerkbau des Spätbarock mit Frontgiebel und Mansarddach, der in der zweiten Hälfte des 18. Jahrhunderts entstanden sein dürfte.
- Am Herzogswall, dem Nordwestrand der Altstadt gruppieren sich:
  - ein 200 Meter langes Teilstück der Stadtbefestigung von 1347, bestehend aus der Stadtmauer und zwei Wachtürmen.
  - die Engelsburg, ein hufeisenförmiger Residenzbau von 1701, der ursprünglich für den kurkölnischen Richter Münch errichtet wurde und heute ein renommiertes 4-Sterne-Hotel beherbergt. Der dreiflügelige Bau umfasst neben dem Hauptgebäude auch den Stephansturm (südlicher Wachturm). Die Engelsburg gilt besonders aufgrund des Innenhofes mit Engelbrunnen und der Inneneinrichtung, hier vor allem der Gartensaal mit barocker Stuckdecke, als prachtvoller Bau der Region und bedeutendstes Profangebäude der Stadt.
- das 1905 im Historismus erbaute ehemalige Kreishaus, heute Willy-Brandt-Haus.

#### Historische Bauwerke außerhalb der Altstadt
Auch außerhalb der Wälle befinden sich zahlreiche Gebäude von historischer Bedeutung, an erster Stelle das Rathaus am Kaiserwall. Der Bau, von Otto Müller-Jena entworfen und 1908 im Stil der deutschen Neorenaissance erbaut, ist nicht nur Wahrzeichen der Stadt, sondern wurde in einer Online-Abstimmung durch das Heimat- und Kommunalministerium Nordrhein-Westfalen, die von September 2019 bis März 2020 lief, von den Bürgern des Landes mit großem Abstand als „schönstes Rathaus in Nordrhein-Westfalen“ ausgezeichnet.
Der mächtige Prachtbau besteht aus einem dreigeschossigen Längsbau mit mittig platziertem Uhrturm, Loggien und Balkonen. Das Rathausgebäude aus Eifelkalkstein und Basaltlava zeigt in seinen zeitgemäßen Verzierungen in mehrfacher Weise personifizierte deutsche Geschichte, unter anderem mit Hermann dem Cherusker, Bonifatius und Karl dem Großen. In Anspielung auf das Reichstagsgebäude und dessen Architekten Paul Wallot wurde es zuweilen „Recklinghäuser Wallot-Bau“ genannt.
Ebenfalls von Otto Müller-Jena stammt die sogenannte „Villa Still“ des Unternehmers Carl Still gegenüber dem Rathaus: ein 1907 errichteter und heute denkmalgeschützter Verwaltungsbau mit in Sandstein gekleideter Schmuckfassade. Weitere sehenswerte Gebäude im Stadtgebiet sind die ehemalige Königlich-Preußische Bergwerksdirektion am Elper Weg, das kürzlich renovierte und restaurierte Amtsgericht an der Reitzensteinstraße, der streng symmetrische Bau des Polizeipräsidiums im Stil des Backsteinexpressionismus (1926) sowie das schlossähnliche und mit Prachtfassade versehene Gebäude des ehemaligen Knappschaftskrankenhauses von 1904 (heute AOK-Sitz; beide Westerholter Weg).

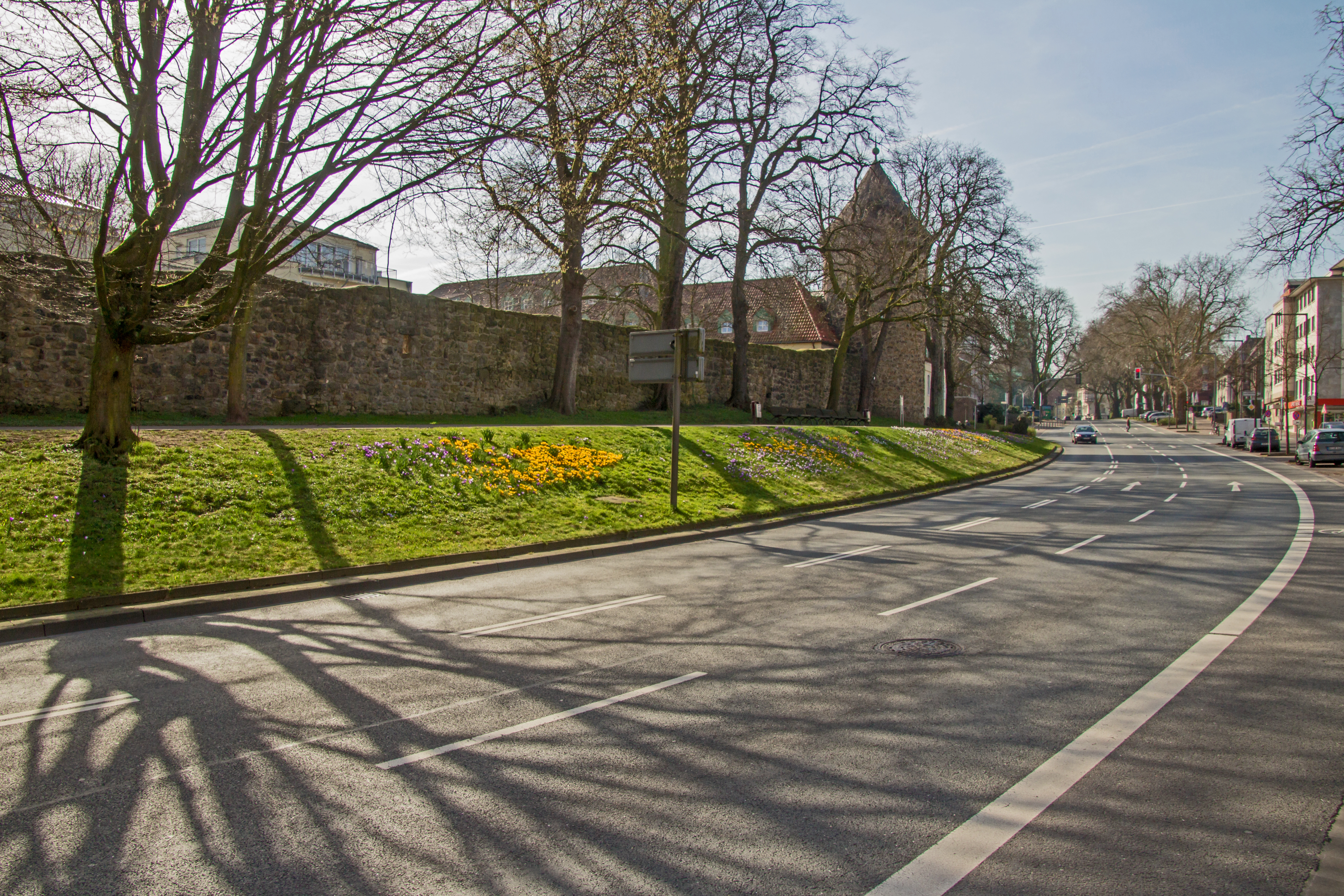
Stadtmauer und Stephansturm
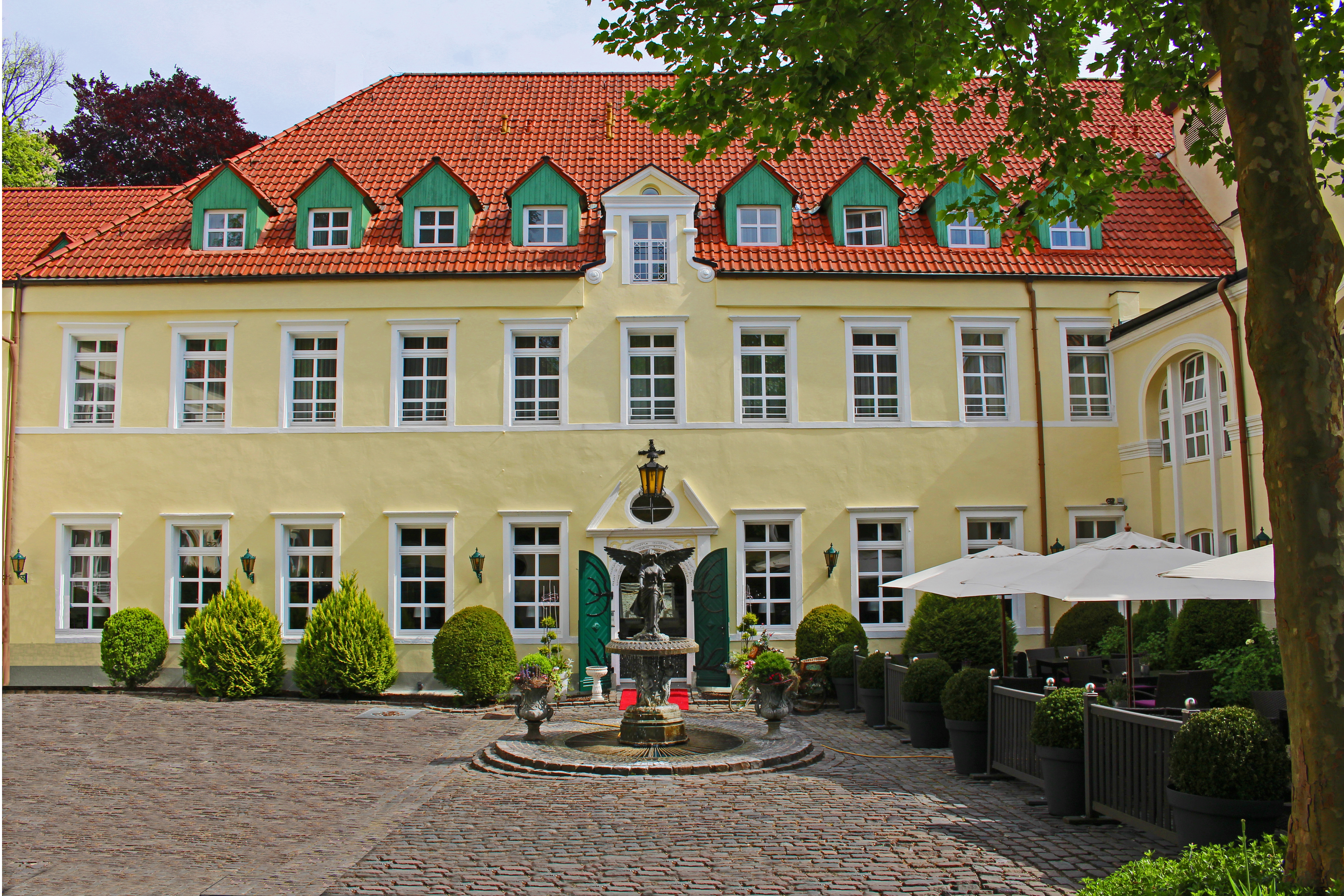
Innenhof der Engelsburg
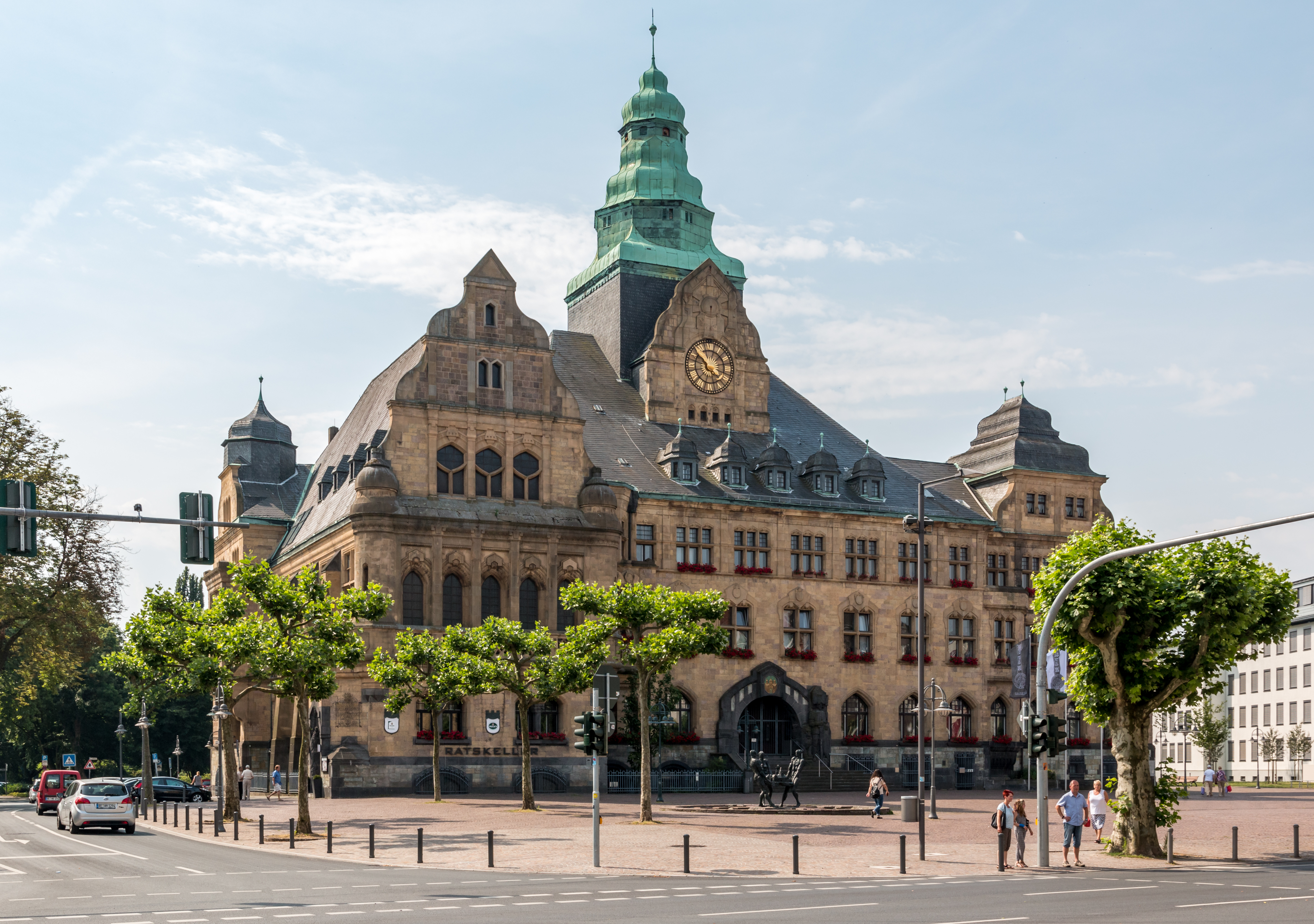
Rathaus Recklinghausen
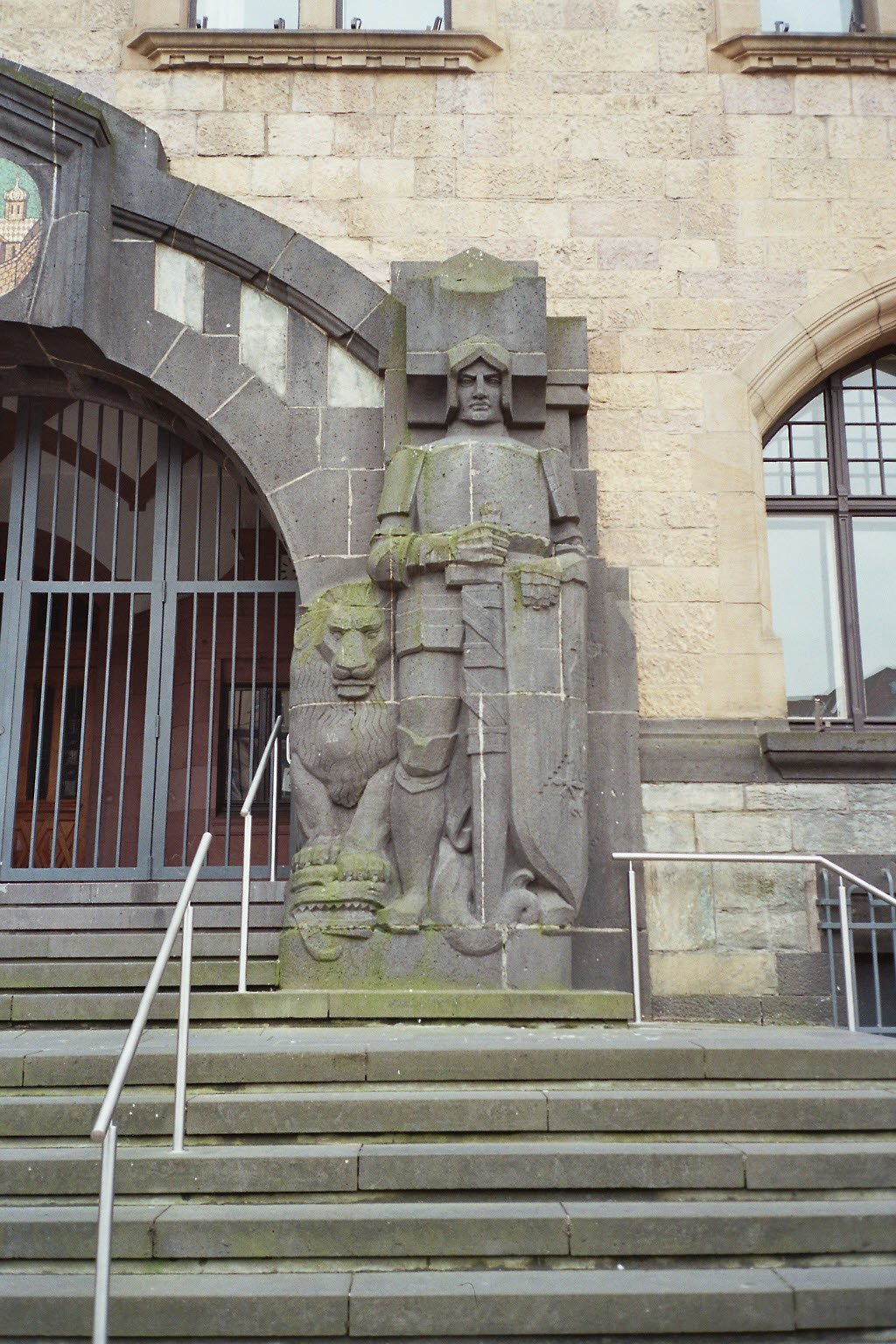
Ritterstandbild am Rathauseingang (Recklinghäuser Roland)
Ehemaliges Knappschafts-Krankenhaus.
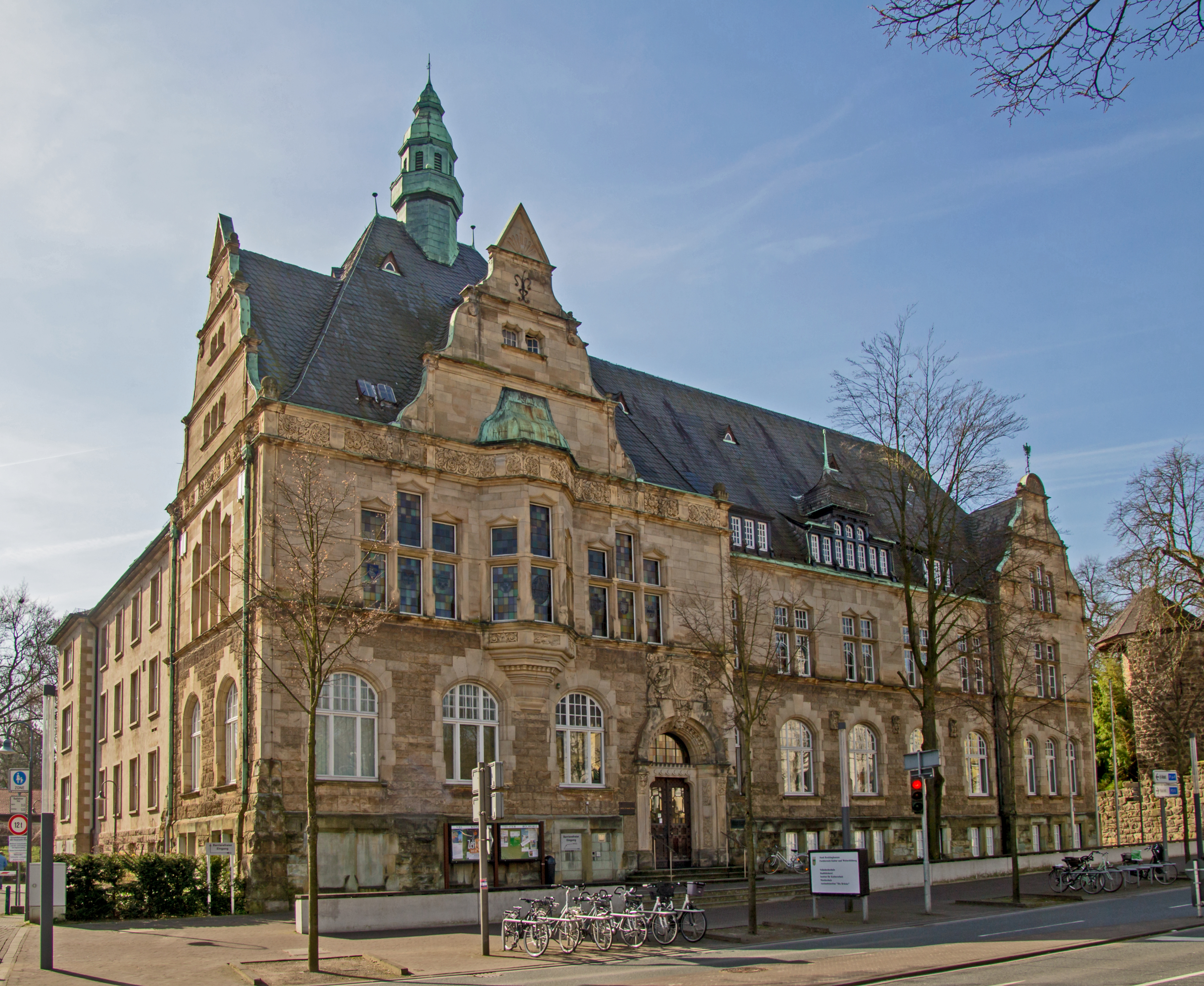
Willy-Brandt-Haus von 1905

#### Moderne Bauten

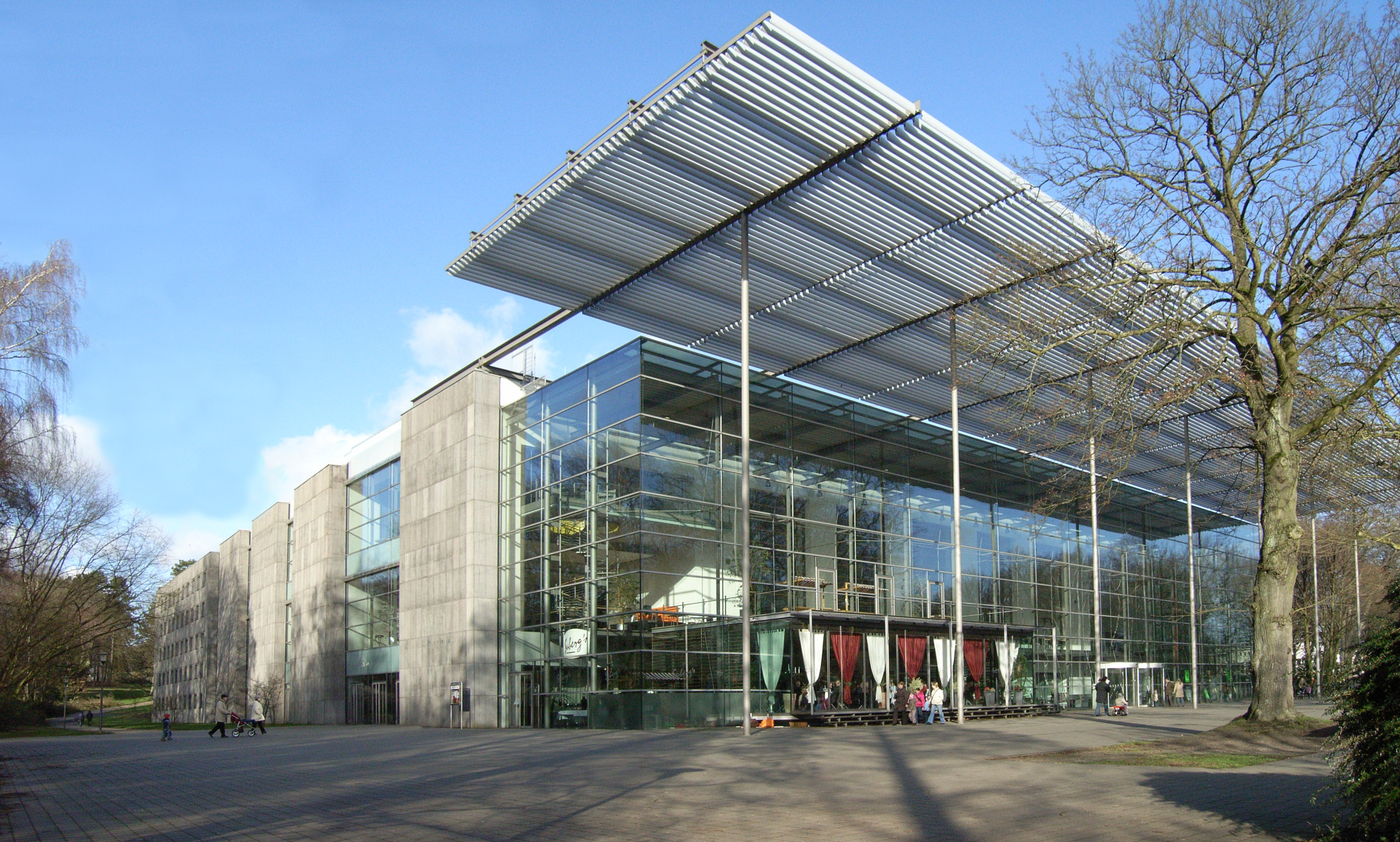
Ruhrfestspielhaus
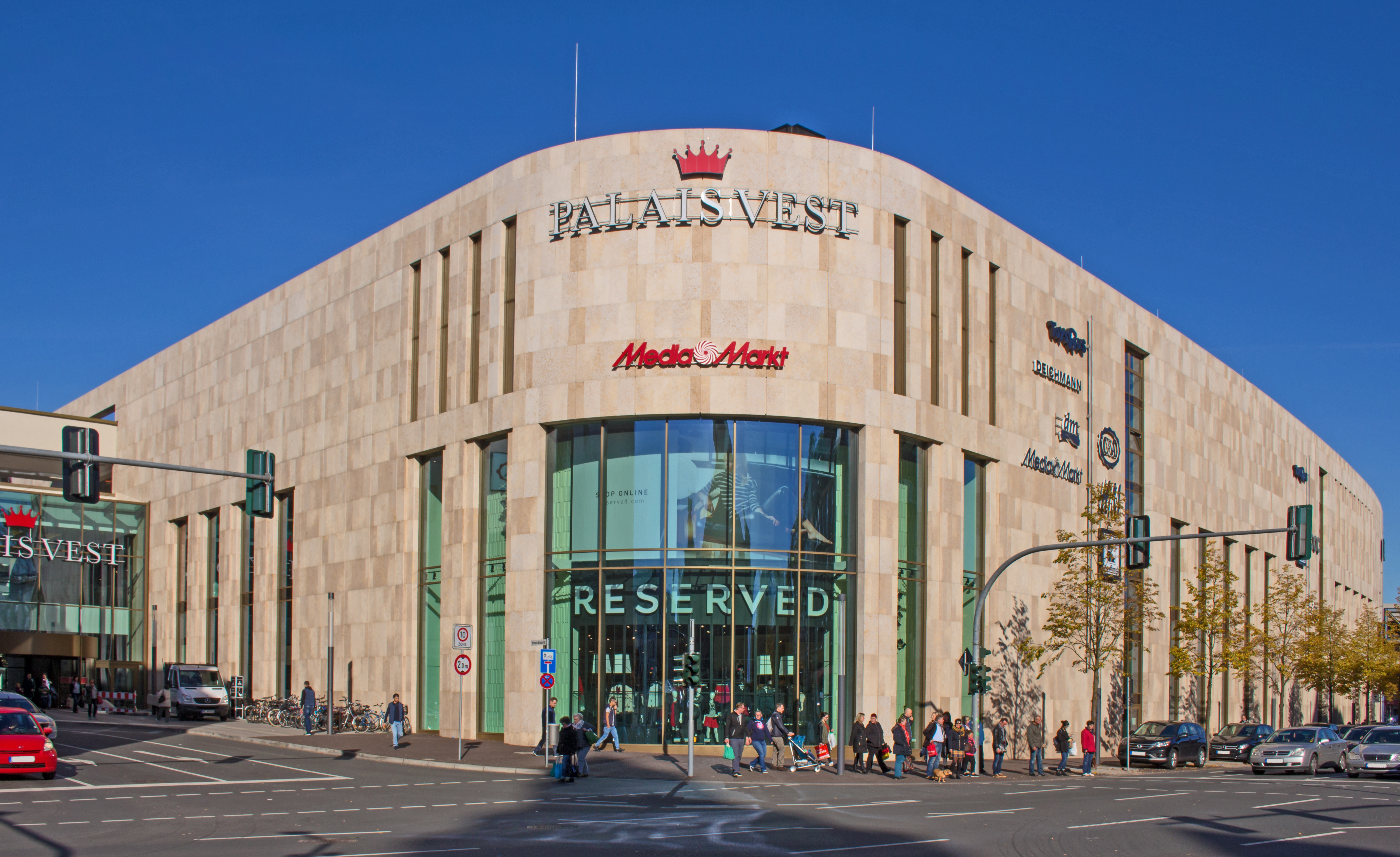
Palais Vest
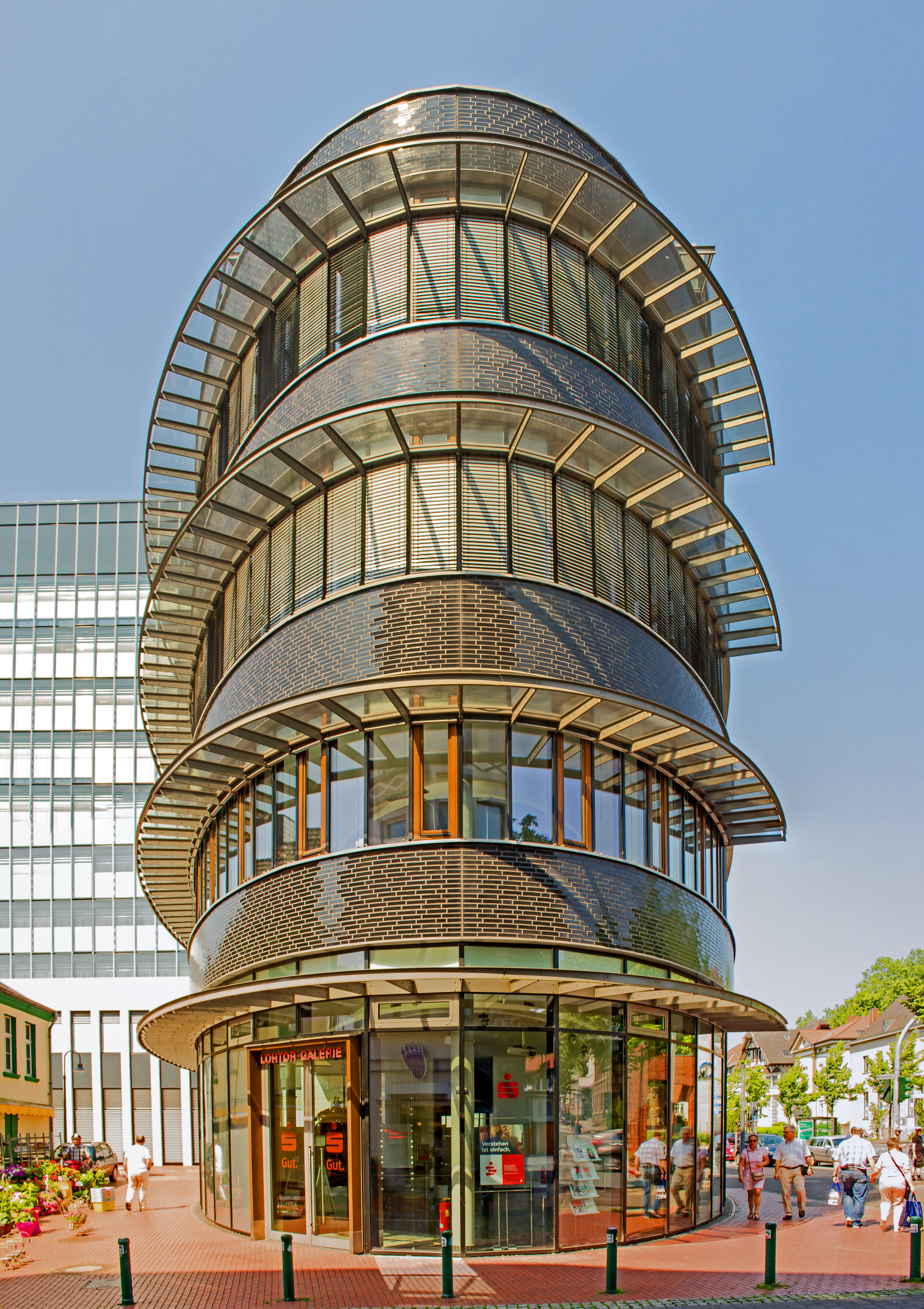
Moderne Architektur: Das „Rondell“
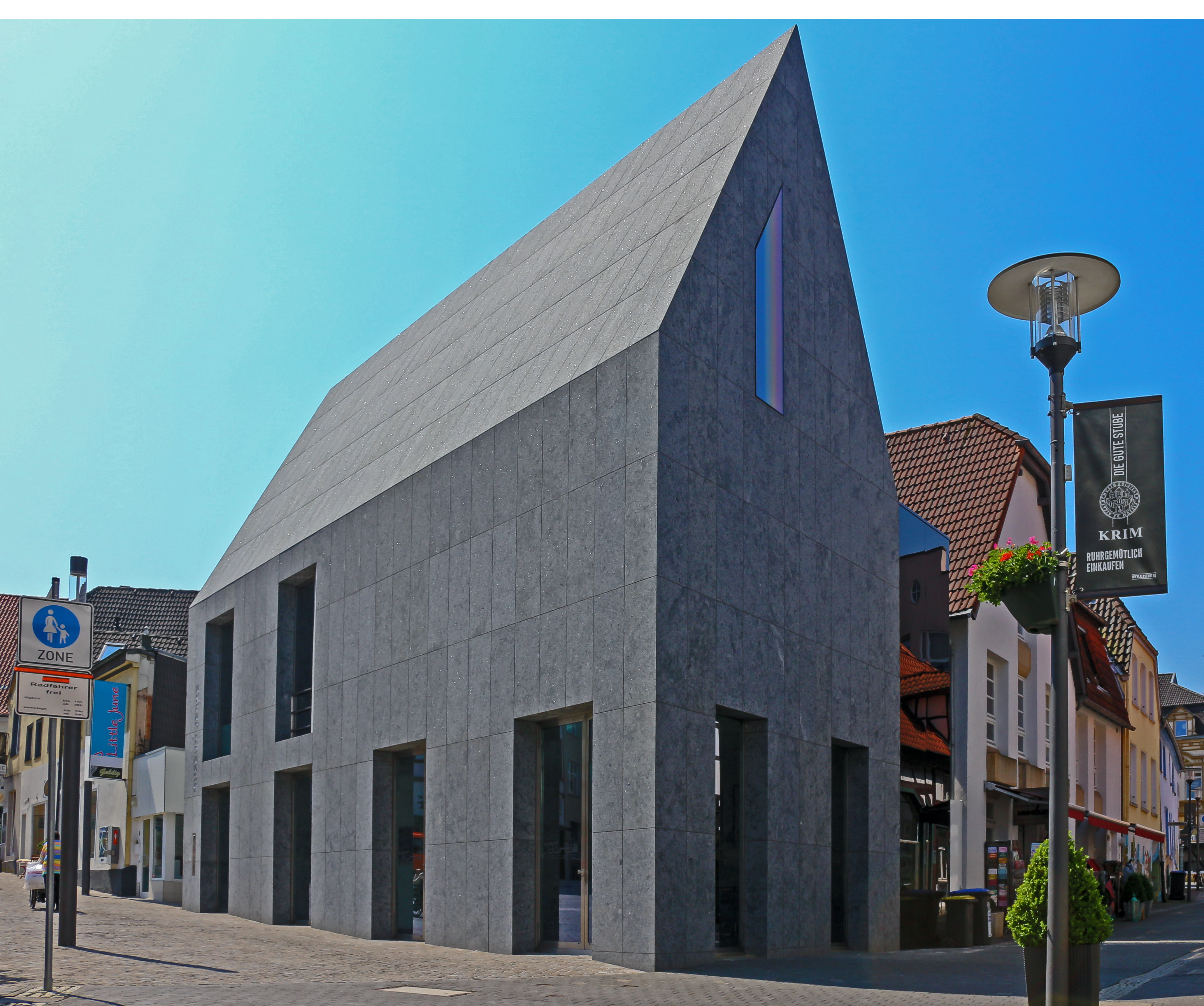
Museum Jerke

Obwohl gerade im Innenstadtbereich Bauwerke mit historischer Architektur für das Stadtbild prägend sind, wurden in Recklinghausen seit dem Ende des Zweiten Weltkrieges zahlreiche Gebäude errichtet, welche das Attribut „modern“ verdienen. So auch in der Innenstadt, wo an manchen Stellen bei Sanierungs- und Neubaumaßnahmen die ehemalige eher kleinteilige Bebauung durch neue funktionale Flachbauten ersetzt wurde, so etwa an der Schaumburgstraße oder am Löhrhof. Dadurch entstand der für die Innenstadt heute typische Mix aus Alt und Neu, sodass in manchen Straßenzügen gründerzeitliche Schmuckfassaden neben modernen Glasfronten aus dem 21. Jahrhundert stehen.
Ein Haus mit besonderer Bedeutung für die Stadt ist das von 1960 bis 1965 gebaute Ruhrfestspielhaus auf dem „grünen Hügel“ am Stadtgarten. Das Gebäude erhielt bei einer großen Renovierung kurz vor der Jahrtausendwende seinen heute charakteristischen Glasvorbau. Es ist dabei seit seiner Eröffnung nicht nur Hauptaustragungsort der Ruhrfestspiele, sondern zugleich auch Flaggschiff unter den Recklinghäuser Kongress- und Veranstaltungszentren.
Nur wenige Jahre älter ist der Hauptbahnhof (1962) am Europaplatz. Herausragendes Merkmal seiner im Vergleich eher nüchtern wirkenden Architektur ist neben der großen, fast vollständig verglasten Längsfront der Uhrturm. Ebenfalls ein typischer Vertreter seiner Zeit ist das Kreishaus an der Kurt-Schumacher-Allee. Der meist rechtwinkelig angelegte und mit mehreren Innenhöfen versehene Verwaltungsbau präsentiert sich, sowohl innen als auch außen, ganz im Zeichen der 1970er-Jahre-Architektur. Das größte Bauprojekt seit Kriegsende in der Recklinghäuser Innenstadt war das „Palais Vest“, ein 2014 eröffnetes Einkaufszentrum auf dem Löhrhof. Der dreigeschossige Beton- und Stahlbau soll durch seine strenge und zum Teil kubische Architektur an einen Palast erinnern. Ebenfalls zu modernen Stahl- und Glasgebäuden dürfen die drei Schul- und Verwaltungsbauten auf dem Campus Blumenthal (2008) an der Ludwig-Erhard-Allee gezählt werden, in denen heute verschiedene Berufskollegs untergebracht sind.
Ebenfalls erwähnenswert ist, dass in Recklinghausen – im Gegensatz zu anderen Großstädten der Region – bisher kaum stadtbildprägende Hochhäuser gebaut wurden. Neben vereinzelten Wohnhochbauten im Ostviertel ist die elfgeschossige Hauptstelle der Sparkasse Vest Recklinghausen aus den 1960er-Jahren am Herzogswall nach der Sprengung des Löhrhofturms (Vorgängerbau des Palais Vest) das einzige noch verbleibende Hochhaus im Innenstadtbereich. Aus diesem Grund prägen das Rathaus und die zahlreichen Kirchtürme (St. Peter: 73 m, Pauluskirche: 69 m, Liebfrauenkirche: 75 m) auch weiterhin die Recklinghäuser „Skyline“.

#### Skulpturen

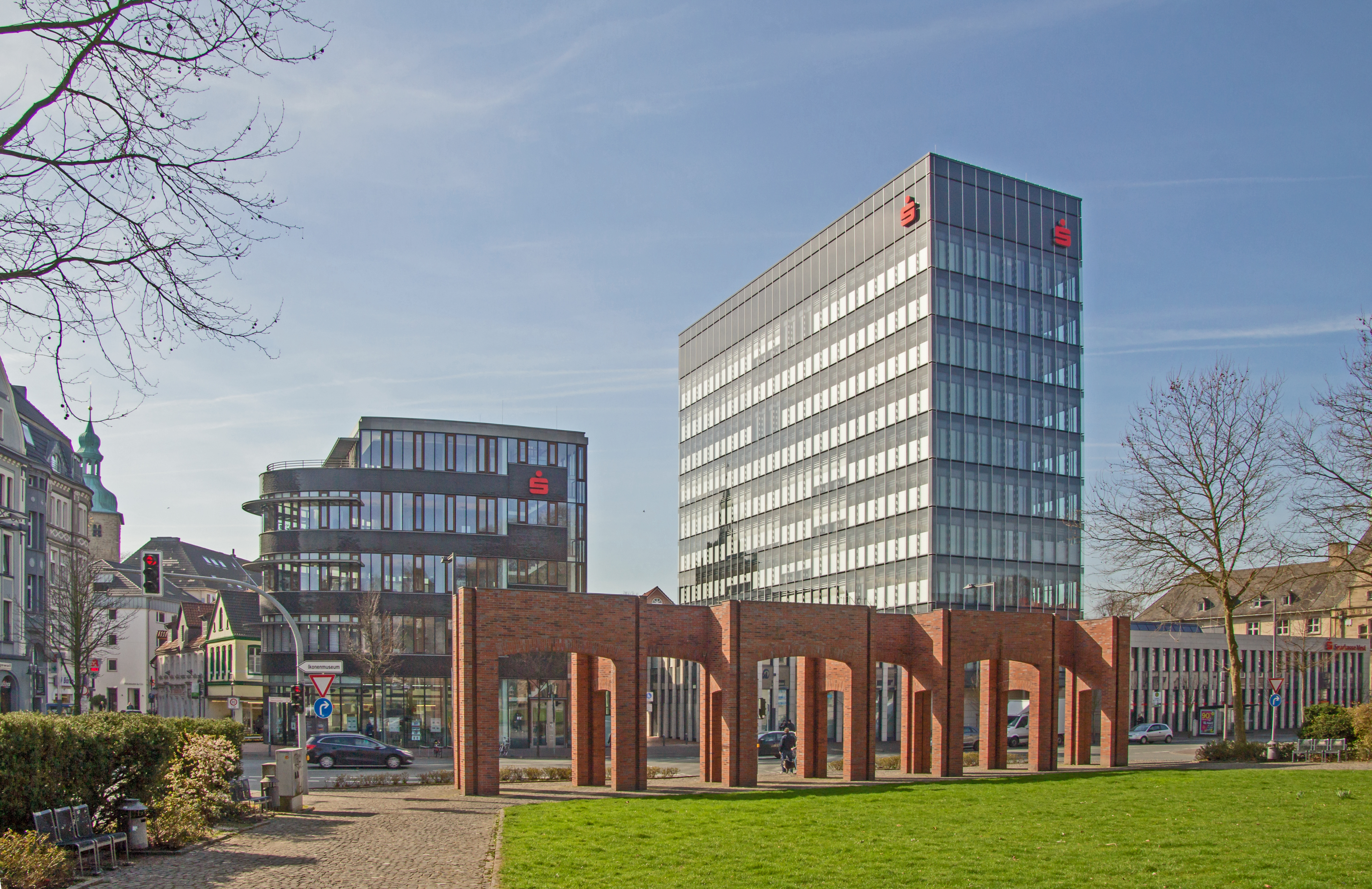
Kirkeby-Skulptur am Lohtor

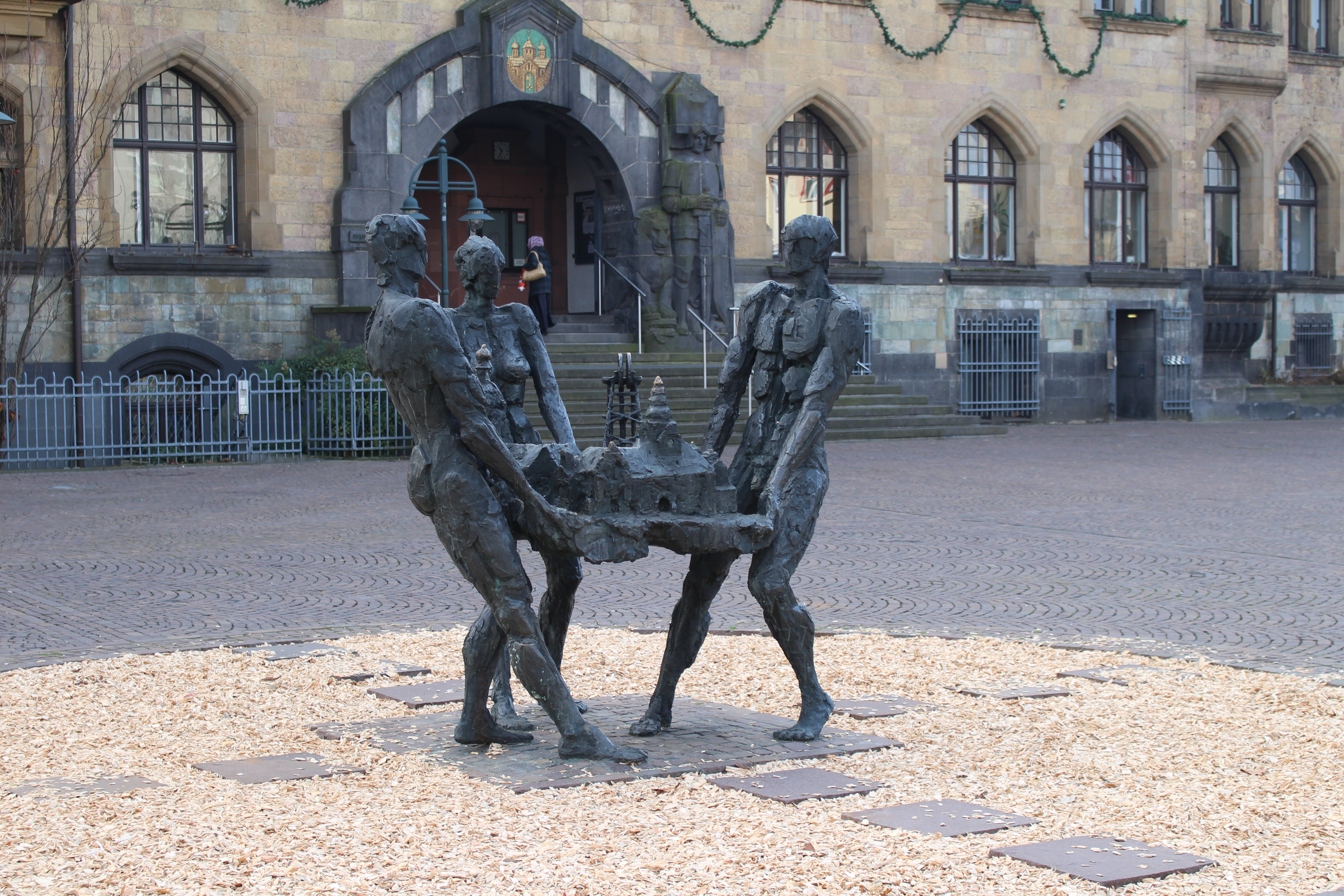
Brunnen „Bürger tragen ihre Stadt“

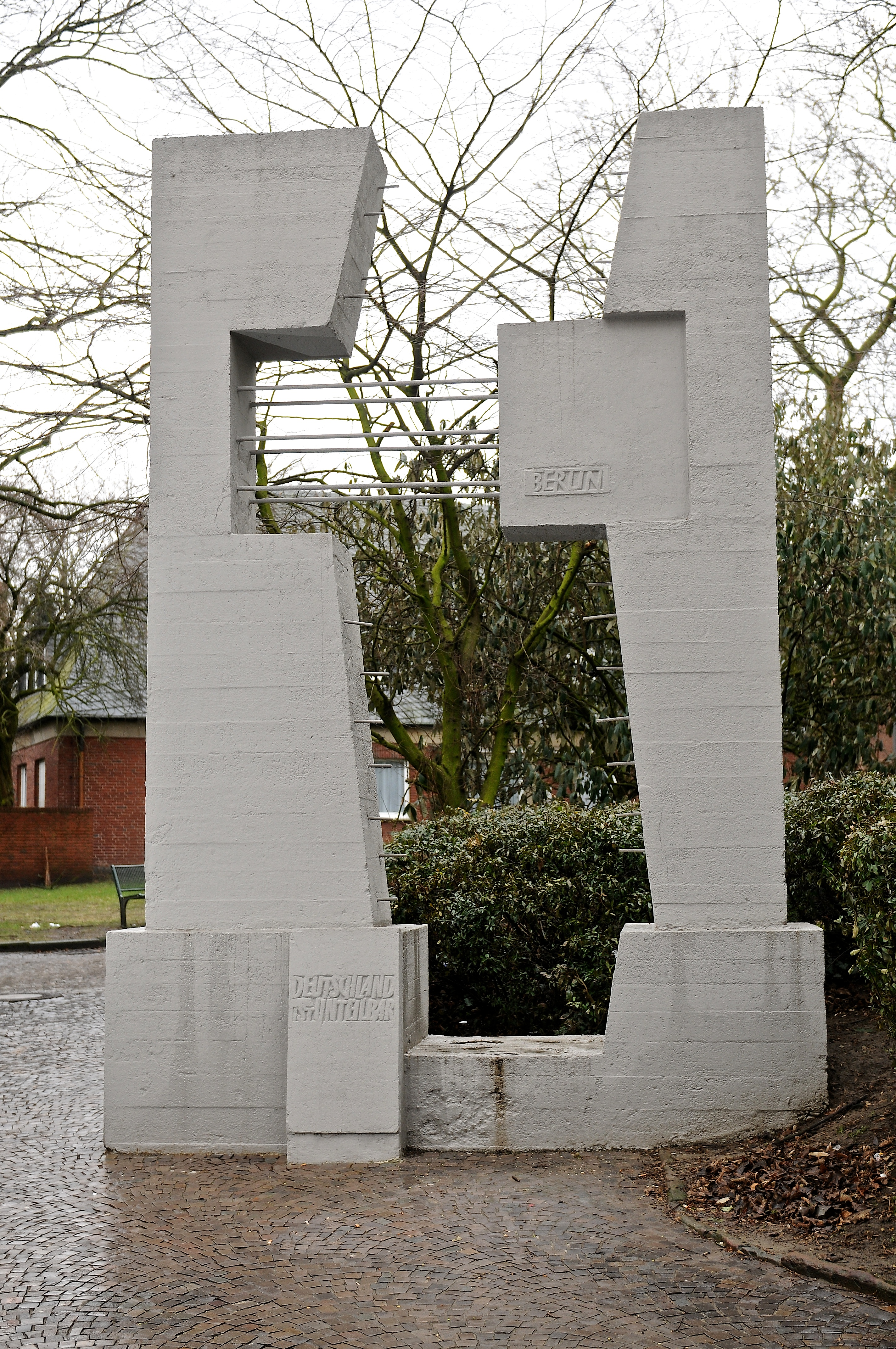
Mahnmal Unteilbares Deutschland

In Recklinghausen gibt es zahlreiche Skulpturen und Kunstobjekte im öffentlichen Raum, weshalb nachfolgend nur die wichtigsten aufgeführt werden.
Die Skulptur des dänischen Künstlers Per Kirkeby aus dem Jahre 1996 vor dem Kriegsehrenmal am Lohtor am Rande der Innenstadt ist ein 26 m langes und 6 m hohes Bauwerk und besteht aus etwa 30.000 Ziegelsteinen; sie bildet mit diesen sechs große und sieben kleine Bögen und ist in den Gehweg integriert. Ähnlich bekannt ist Heinrich Brockmeiers Skulptur „Bürger tragen ihre Stadt“ auf dem Rathausplatz. Sie besteht aus drei Figuren, welche das Rathaus, die Kirche St. Peter sowie einen Förderturm als Wahrzeichen der Stadt tragen. Die gesamte Skulptur ist dabei wiederum Teil eines Brunnens und wurde zur 750-Jahr-Feier Recklinghausens ins Stadtbild integriert. Weitere Kunstobjekte sind die „Stadtkuppel“ (2013) von Danuta Karsten am Tiefen Pfad, eine Kuppelkonstruktion aus Stahlprofilen, welche die Altstadtgassen als Kartografie darstellt, und der „Hasentempel“ (2015) von Leiko Ikemura, eine vier Meter hohe Skulptur eines Mischwesens zwischen Haase und Mensch am Europaplatz.
In geschichtlicher Hinsicht von ganz besonderer Bedeutung ist zum einen das „Denkmal für die jüdischen Opfer des Faschismus in Recklinghausen“ (auch bekannt unter „Das Ganze und die Teile“) (1990) von Timm Ulrichs am Westerholter Weg. Das Denkmal, bestehend aus zwei schwarzen Granithalbkugeln, welche sich gegenüber stehen und in denen jeweils „Recklinghausen“ und „Jerusalem“ sowie deren Koordinaten eingemeißelt sind, soll an die Opfer des Holocaust sowie die unweit abgebrannte Recklinghäuser Synagoge erinnern.
Das Mahnmal „Deutschland ist unteilbar“ (1960) von Heinz Ridder besteht aus zwei Betonblöcken, welche das geteilte Deutschland symbolisieren sollen und nur vereinzelt über Stahlstreben miteinander verbunden sind. Es trägt als Inschriften Städtenamen wie Köln, München und Hamburg (für den westlichen Teil), Berlin, Dresden und Königsberg (für den östlichen) sowie „Deutschland ist unteilbar“. Die Skulptur steht am Kirchplatz von St. Peter.
Im Jahre 1965 wurde – in der Öffentlichkeit zunächst umstritten – vor dem neu errichteten Haus der Ruhrfestspiele ein Bronzeabguss der Skulptur Große Liegende No. 5 von Henry Moore aufgestellt.
Im Dezember 2022 kamen REhe hinzu.
Es handelt sich um Tierparaden-Identifikationsfiguren aus Sandstein und Bronze, sie stehen für ein nachhaltiges und naturverbundenes Recklinghausen und sind Teil des touristischen Konzeptes der Stadt.

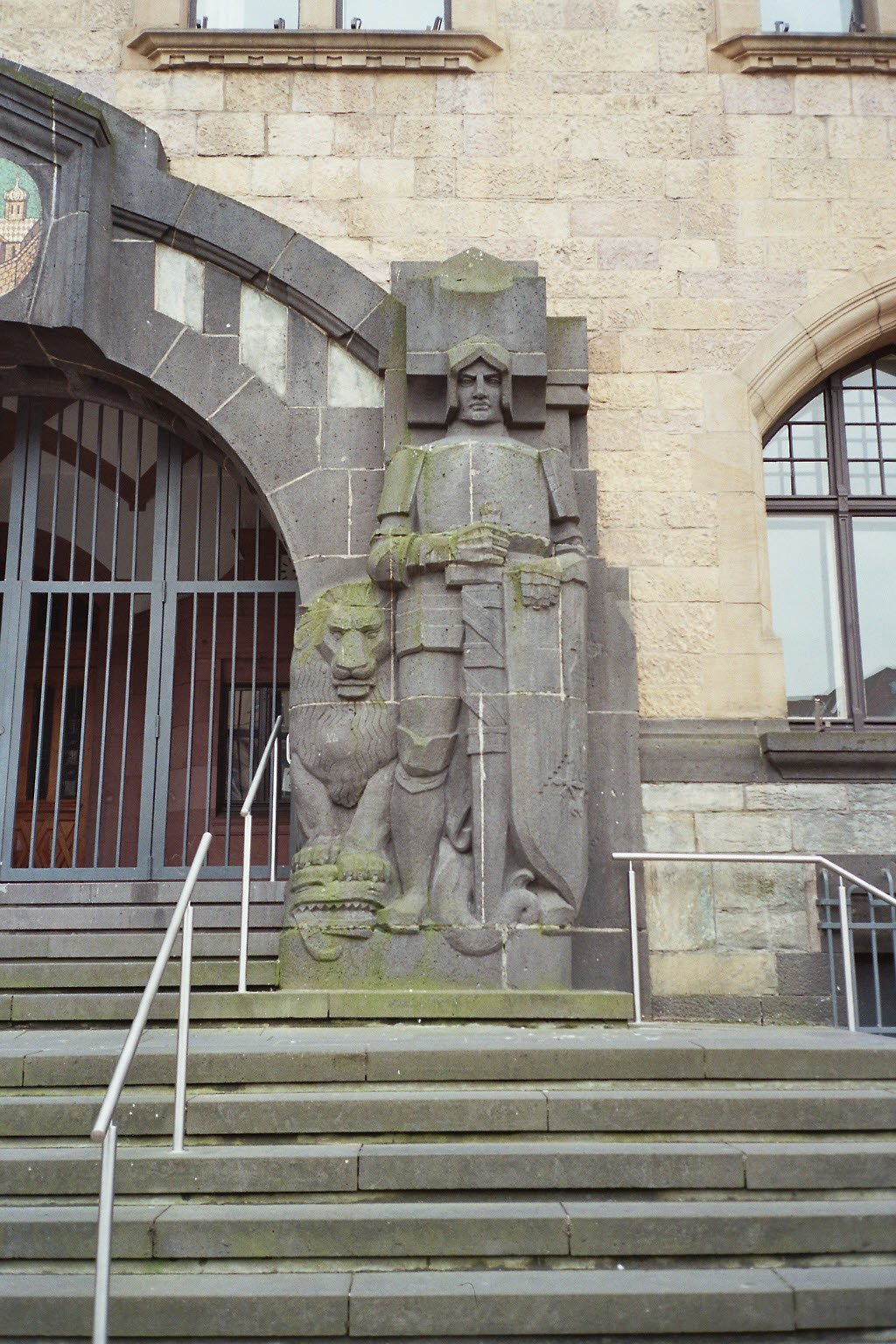
Ritterfigur am Rathausportal
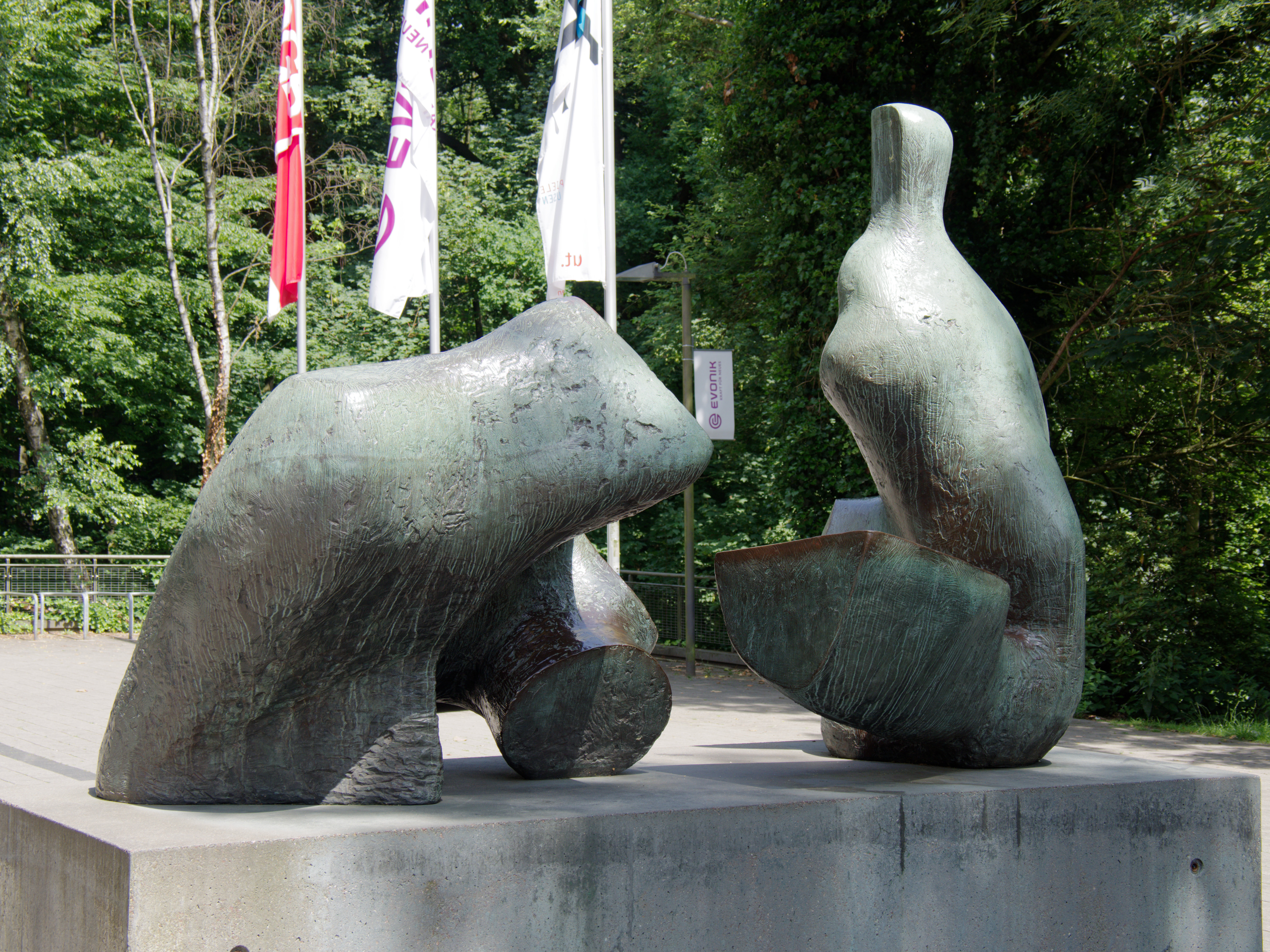
Skulptur vor dem Ruhrfestspielhaus

#### Kirchen

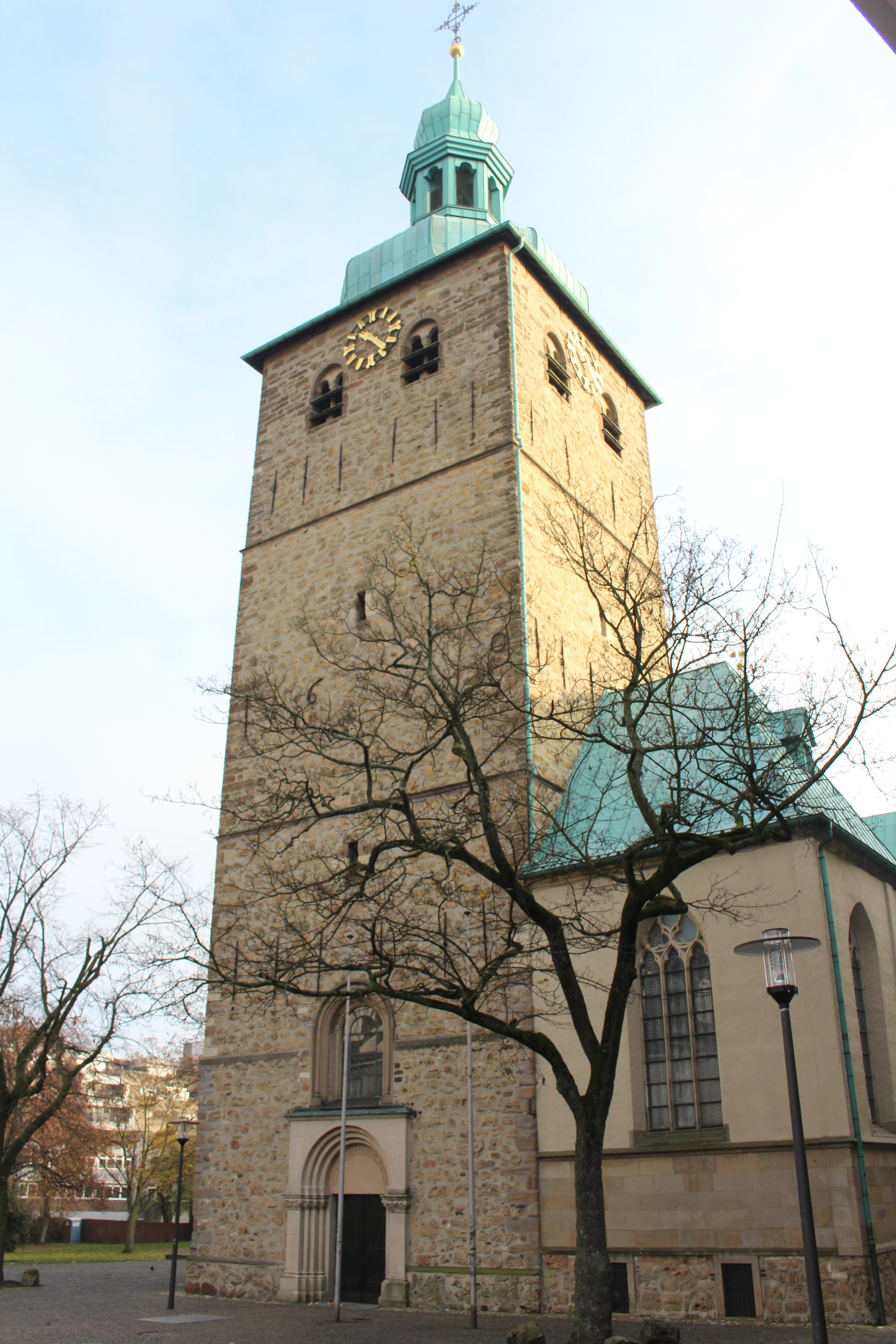
Sankt Peter

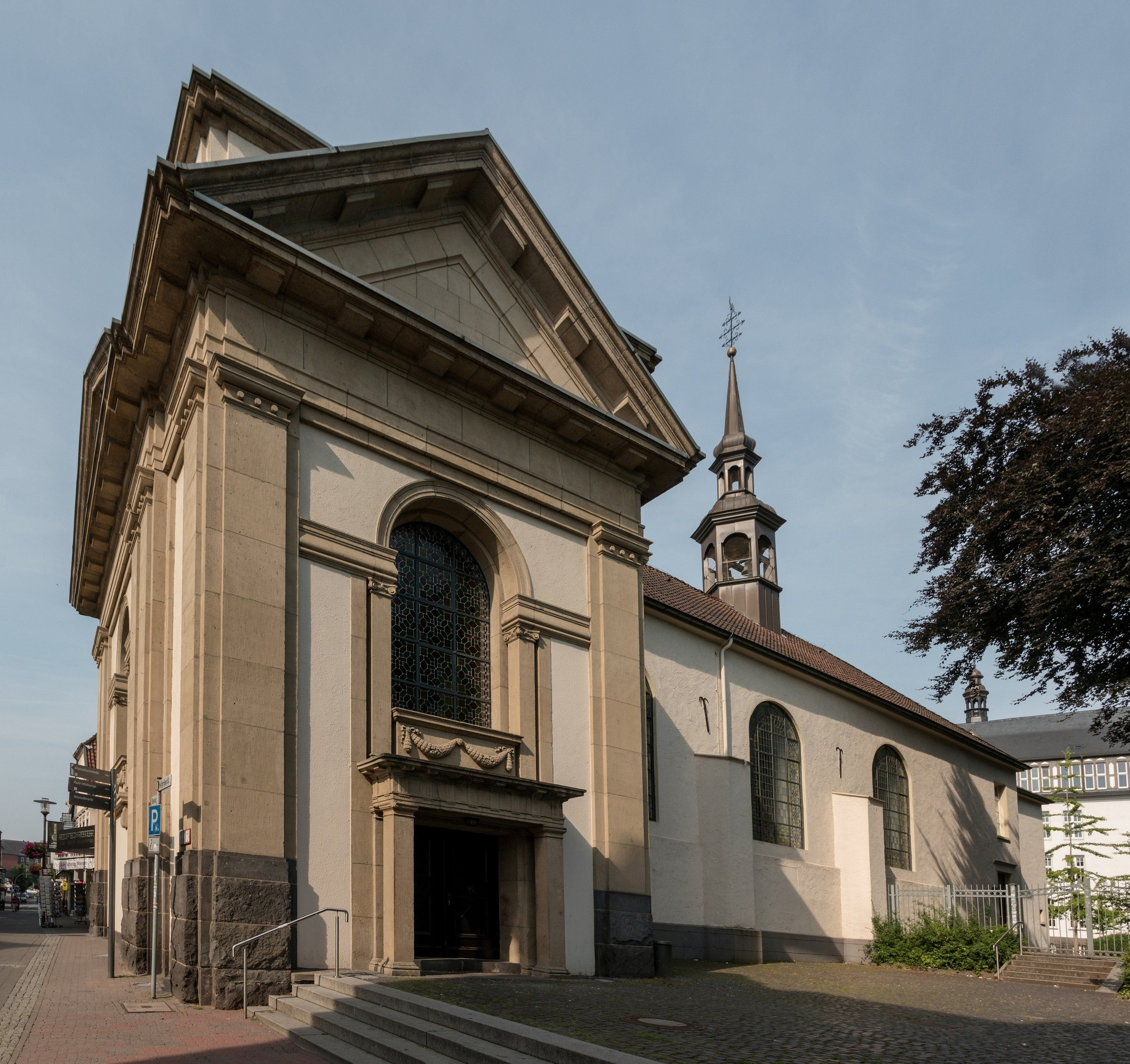
Gymnasialkirche

In Recklinghausen existieren zahlreiche Kirchengebäude. Daher werden hier nur die bedeutendsten Kirchen aufgezählt:
Propsteikirche St. Peter: Die älteste Kirche von Stadt und Vest Recklinghausen ist die Kirche St. Peter, nördlich des Marktes in der Altstadt gelegen. Das Gotteshaus steht vermutlich wie seine zwei Vorgängerbauten auf dem Platz eines ehemaligen karolingischen Königshofes und stammt aus dem 13. Jahrhundert. Ursprünglich spätromanisch, wurde es später im gotischen Stil erweitert und beherbergt mit dem spätgotischen Sakramentshäuschen, dem kriegszerstörten Christuskorpus sowie dem barocken Hochaltar gleich mehrere Sehenswürdigkeiten.
Gymnasialkirche: An der Steinstraße (Altstadt) gelegen und heute mit dem Gymnasium Petrinum verbunden, wurde der Bau von ca. 1658 als Ordenskirche der Jungfrau Maria geweiht. Der Saalbau war seit seiner Fertigstellung Teil des Recklinghäuser Franziskanerklosters und wurde zuletzt im 19. Jahrhundert im klassizistischen Stil erweitert.
Gastkirche: Die Gastkirche (früher: Gasthaus zum Heiligen Geist) ist eine der drei Kirchen innerhalb der Wälle und zugleich die kleinste katholische Kirche der Stadt. Der Kirche ist etwa um 1403 erbaut worden, entstand aus einem Armenhaus oder Spital und wird noch heute gelegentlich „Heilig-Geist-Kirche“ genannt. Besonders sehenswert sind die Altarblöcke aus dem frühen 15. Jahrhundert.
Gustav-Adolf-Kirche: Der älteste protestantische Gottesbau im Vest Recklinghausen stammt aus dem Jahre 1847 und liegt unweit des Viehtors am Rande der Innenstadt. Der erst 2003 renovierte Bau bietet 200 Menschen Platz und enthält sehenswerte Chorfenster des renommierten Glaskünstlers Hans Gottfried von Stockhausen.
Christuskirche: Die größte protestantische Kirche Recklinghausens liegt in unmittelbarer Nähe zur Innenstadt und wurde in den Jahren 1909 bis 1911 nach dem Entwurf von Arno Eugen Fritsche als evangelisches Pendant zu St. Peter errichtet. Der denkmalgeschützte Bau, der im Grundriss einem griechischen Kreuz ähnelt und in seiner Gestaltungsform eher selten in Westfalen anzutreffen ist, enthält in der Architektur Elemente des Landhaus- und Jugendstils.
Reformationskirche: Die evangelische Reformationskirche wurde 1911 durch den Architekten Karl Siebold als späthistoristischer Backsteinbau im südwestlichen Stadtteil Hochlamark errichtet.
Weitere:
Ende des 19. und zu Beginn des 20. Jahrhunderts wurden im Stil der Neugotik die katholischen Kirchenbauten Liebfrauen in Hillen (1902–1903), St. Johannes in Suderwich (1904) und St. Marien in Recklinghausen-Süd (1893) errichtet. Später entstanden noch weitere Kirchenbauten in moderner Bauweise, z. B. St. Markus im Westviertel (1965–1966 nach dem Entwurf von Hans Schilling).

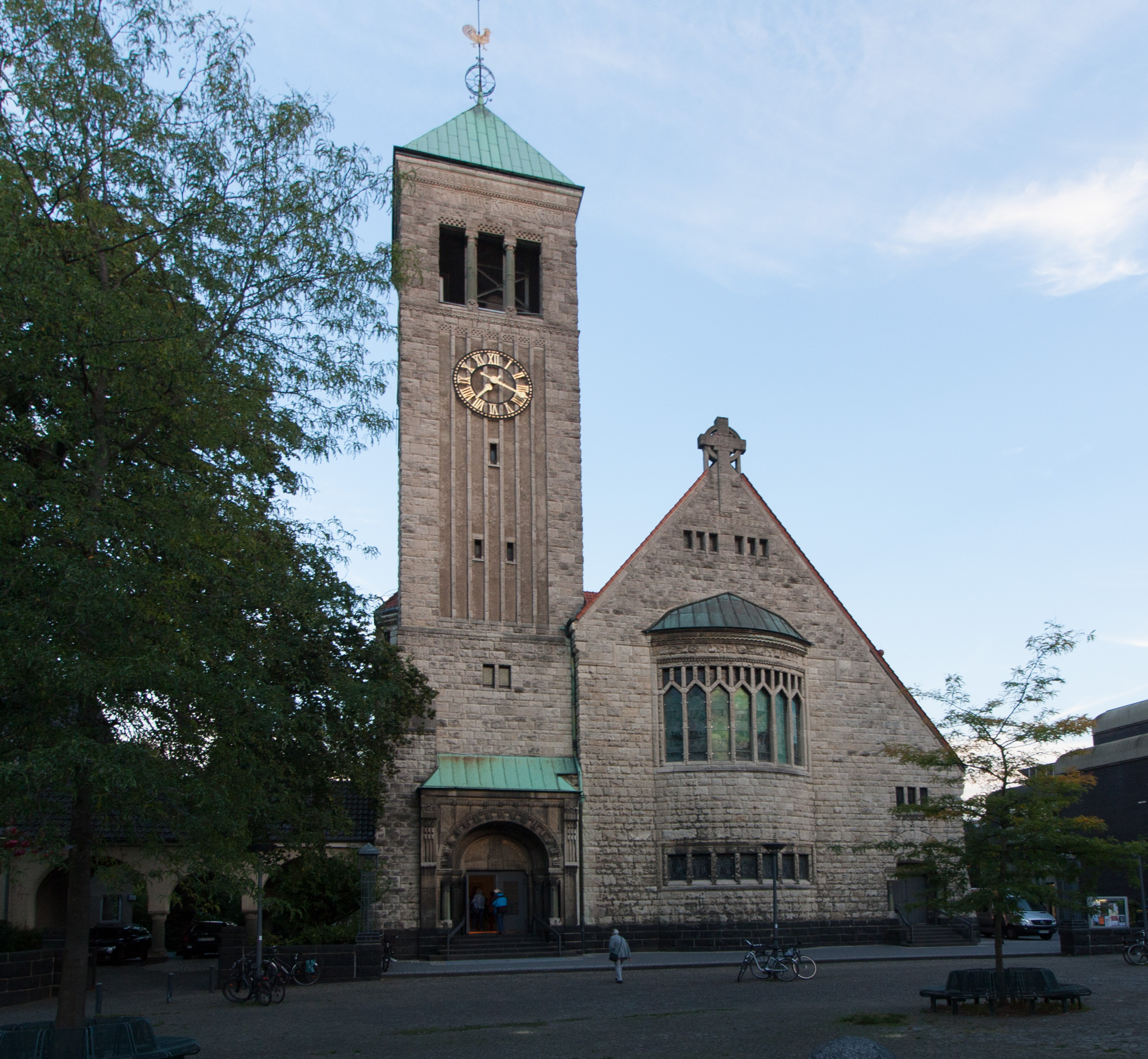
Christuskirche
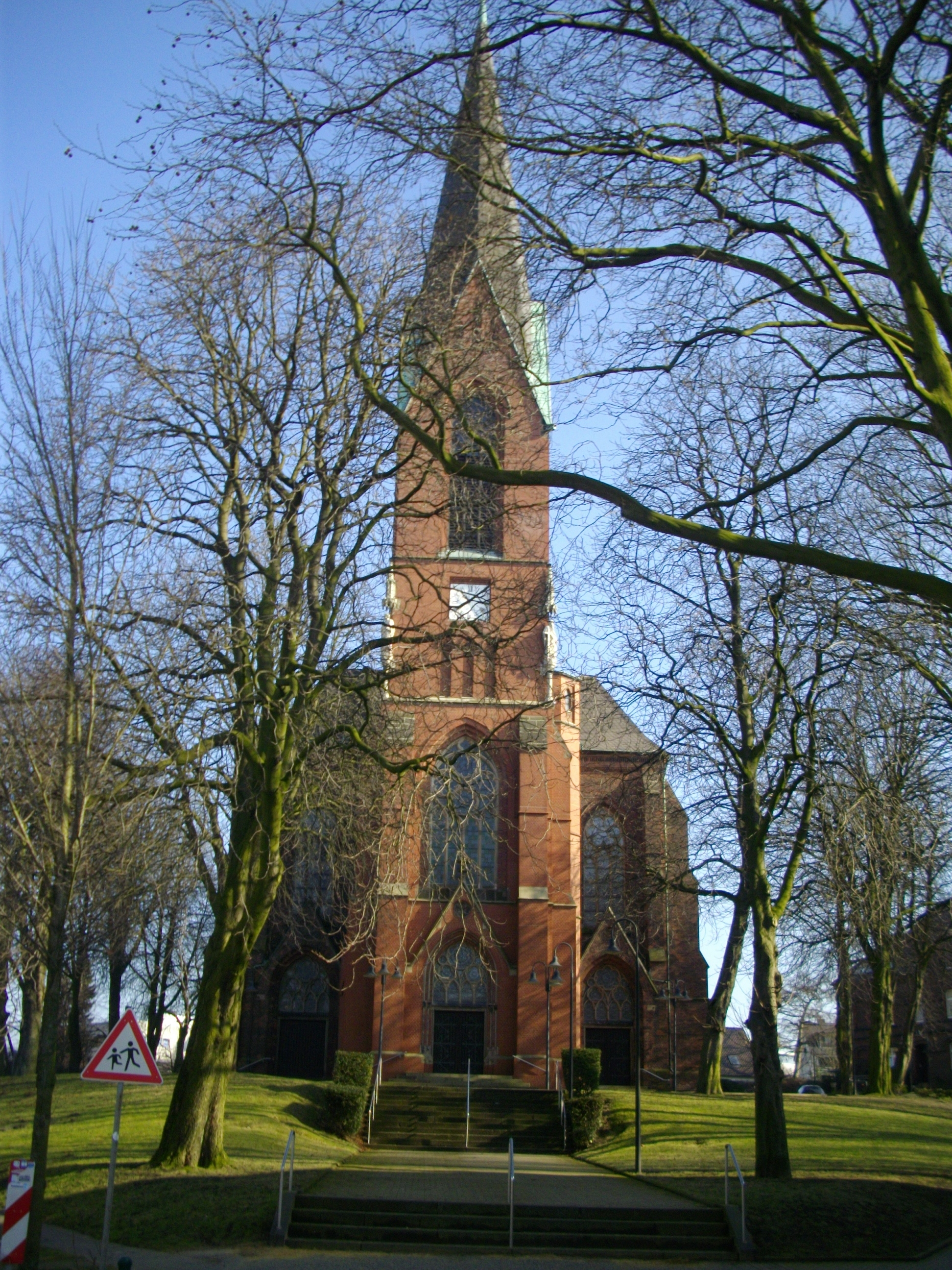
Liebfrauenkirche
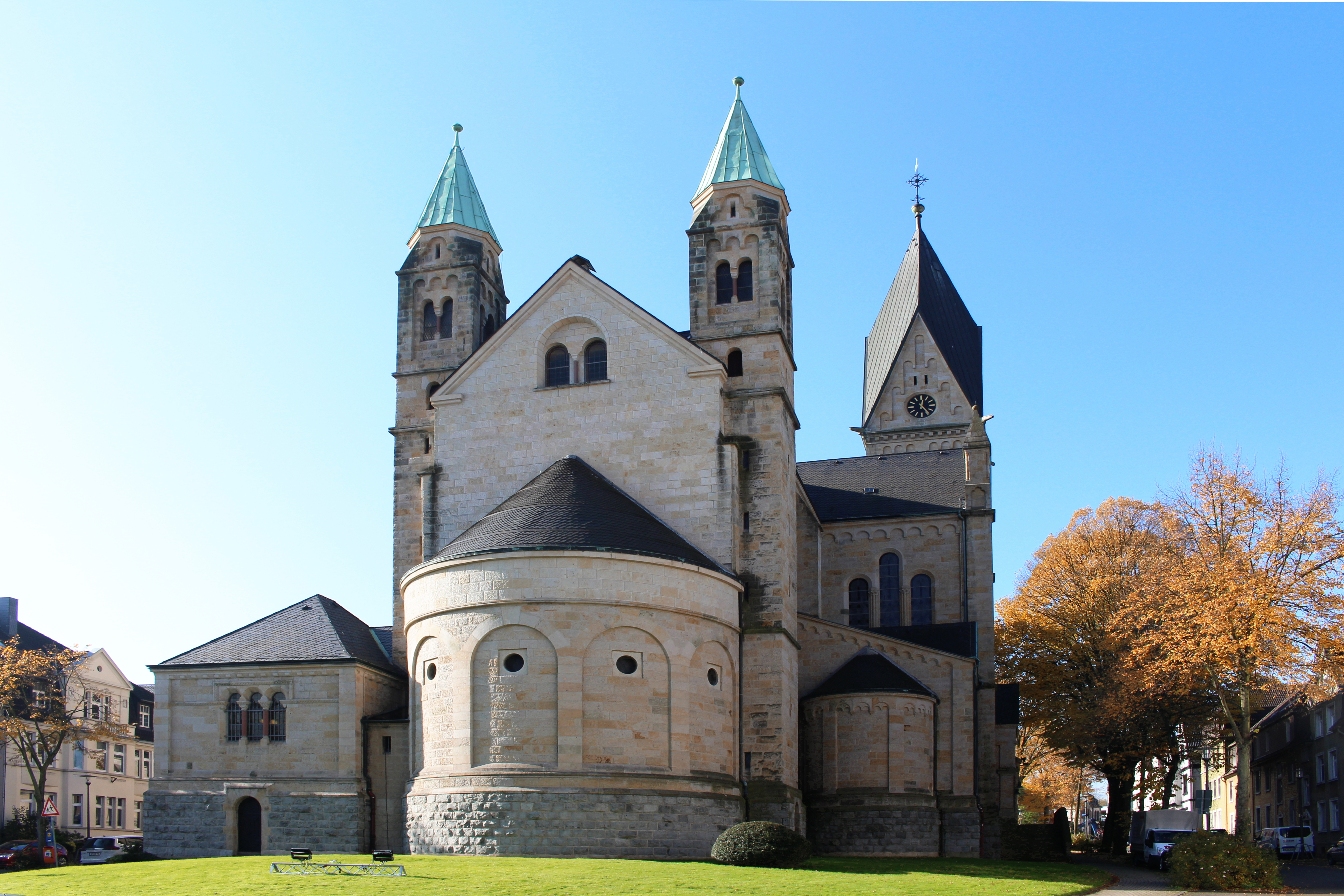
Pauluskirche
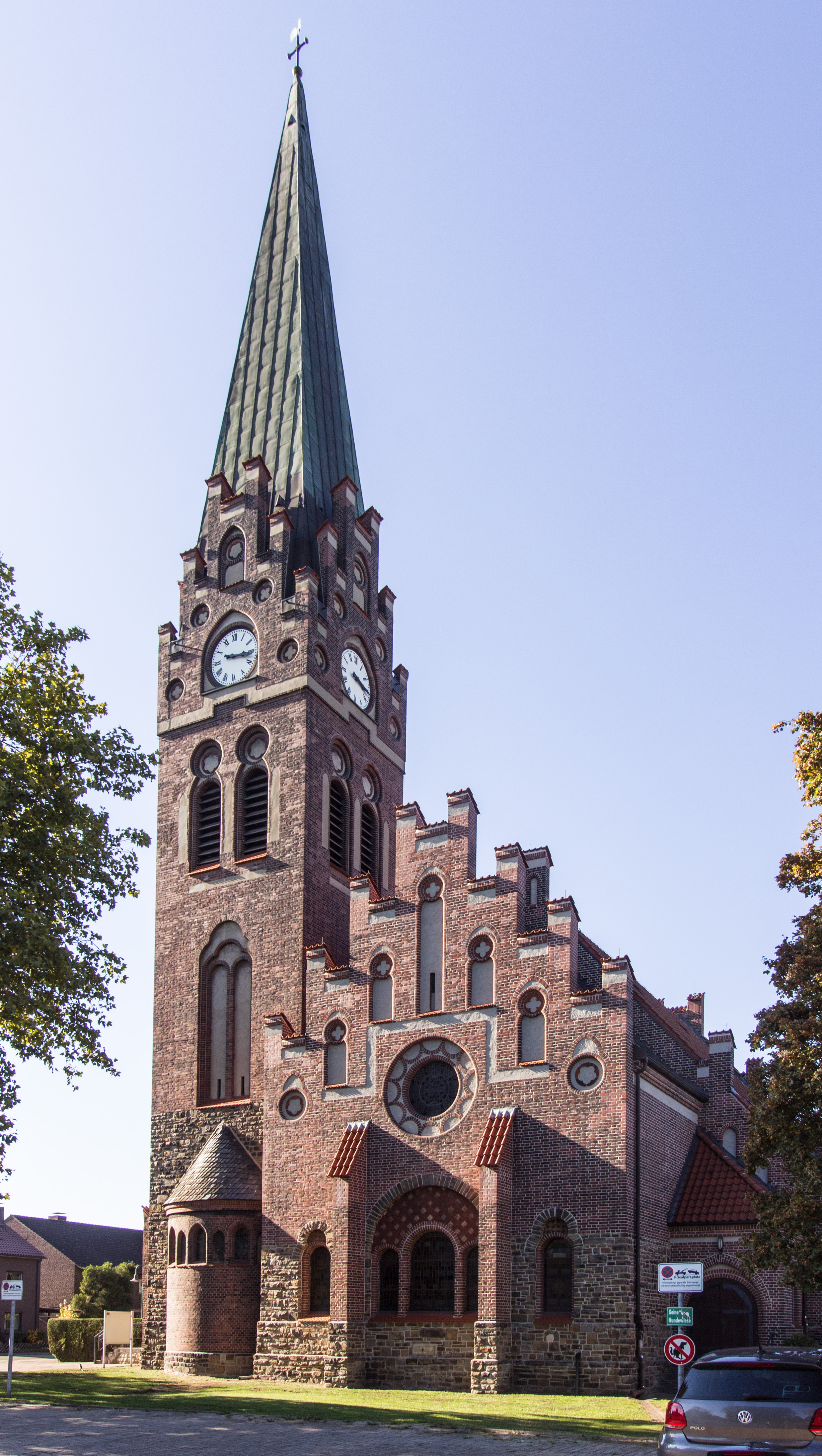
Reformationskirche

### Grün- und Parkanlagen
Innerhalb des Stadtgebietes gibt es in Recklinghausen mehrere Grün- und Parkanlagen. Die wohl bekannteste unter ihnen ist der Stadtpark an der Cäcilienhöhe im Westviertel, rund einen Kilometer nordwestlich der Altstadt gelegen. Der etwa 18 Hektar große Park zieht vor allem durch seine vielen Spazierwege, einen alten Baumbestand und den integrierten Tierpark viele Besucher an. Der stadteigene Tierpark erstreckt sich auf rund 10.000 m² und ist das Zuhause von mehr als 600 Tieren. Er bietet den Recklinghäusern zudem ein großes begehbares Vogelhaus, 20 Tiergehege und einen Streichelzoo. Außerdem sind im/am Stadtpark das Ruhrfestspielhaus auf dem „grünen Hügel“ und die Volkssternwarte zu finden.
Direkt am Rande der Altstadt gelegen, befindet sich der Erlbruchpark (von den meisten aber nur Erlbruch genannt) mitten im Zentrum der Stadt. Er wird im Norden durch Rathaus und Stadthaus, im Osten durch eine Bahnlinie, im Süden durch den Dordrechtring und lediglich im Westen durch eine Wohnbebauung umschlossen. Charakteristika des Erlbruchparks sind sein Ententeich, seine Zentralität und die vielfältigen Freizeit- und Spielmöglichkeiten für Kinder. Er erstand im Rathausumfeld als „englischer Landschaftspark“, um das Rathausensemble im Süden zu vervollständigen. Der an den Erlbruchpark anschließende Dr.-Helene-Kuhlmann-Park etwas weiter östlich lässt zwar aufgrund des Namens auch auf eine Grünanlage schließen, ist jedoch vielmehr ein innerstädtischer Platz, nicht zuletzt wegen seiner Nutzung als Wochenmarkt.
In der Südstadt befinden sich inmitten städtischer Bebauung der Schimmelsheider Park und der Südpark, beide im Stadtteil König Ludwig, mit Teichen, Sportanlagen und dem Schwimmbad Südbad.
Als Grüngürtel sind weiterhin die Hohenhorster Heide und als auch das Gebiet an der Mollbeck zu nennen. Obwohl die Hohenhorster Heide (Stadtteil Hillerheide) im Westen und Süden von den Autobahnen A 43 und A 2 und im Osten von der Bahnstrecke Wanne-Eickel-Hamburg umgeben ist und von mehreren Straßen durchkreuzt wird, besitzt sie einen parkähnlichen Charakter mit altem Baumbestand. Die Wälder rund um den Mollbeckberg (der Name Mollbeck bezeichnet die weiter nördlich liegenden Mollbeck-Teiche) befinden sich ca. 2,4 km Luftlinie nördlich vom Stadtzentrum entfernt (Stadtteil Speckhorn/Bockholt) außerhalb der dichten Bebauung. Hier bieten sich Möglichkeiten zum Schwimmen, Minigolfen und Rodeln.

### Freizeitmöglichkeiten

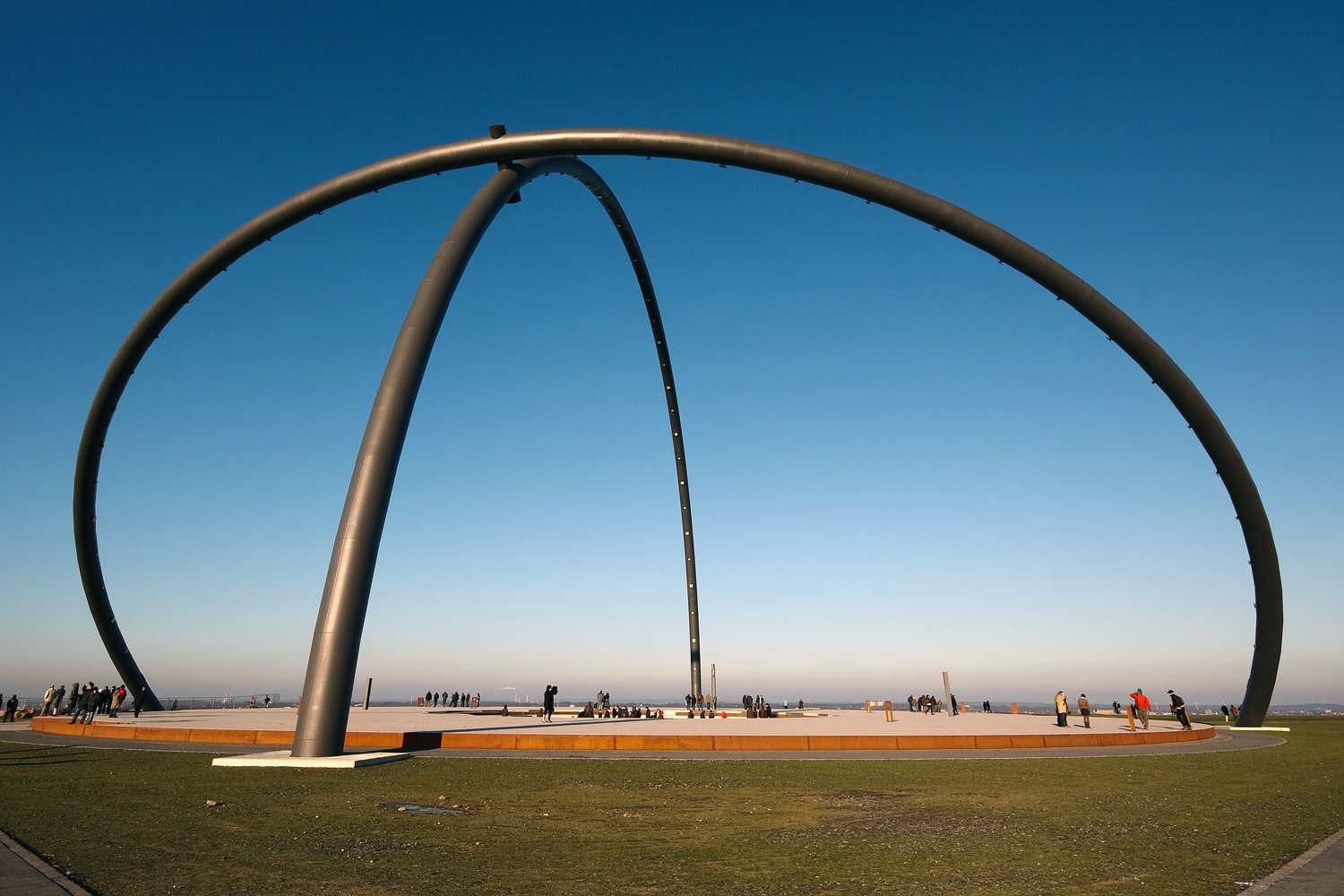
Das Horizontobservatorium

An der Stadtgrenze zu Herten entsteht das ca. 160 Hektor große und weitläufige Naherholungsgebiet Hoheward – Der Landschaftspark, eine Haldenlandschaft rund um die Halde Hoheward mit einem 110 Meter hohen und damit oberhalb des Haldendachs befindlichen Horizontobservatorium. Die Haldenlandschaft bietet mehr als acht Kilometer Rad- und Wanderwege und einen Blick, der bis nach Marl im Norden und nach Düsseldorf im Süden reicht. Die Halde ist heute Teil der Route der Industriekultur und des Emscher Landschaftsparks.
Weitere Möglichkeiten für die Freizeitgestaltung bietet der Hochseilgarten Recklinghausen in Suderwich. Zudem befinden sich in der Stadt mehrere Schwimmbäder, unter anderem das Hallenbad an der Kurt-Oster-Straße, das Südbad an der König-Ludwig-Straße sowie die Freibäder an der Mollbeck und in Suderwich. Besonders im Sommer beliebt und oft besucht ist der Stadthafen am Rhein-Herne-Kanal mit (künstlichem) Sandstrand.

### Regelmäßige Veranstaltungen
- Februar/März: Rosenmontagsumzug

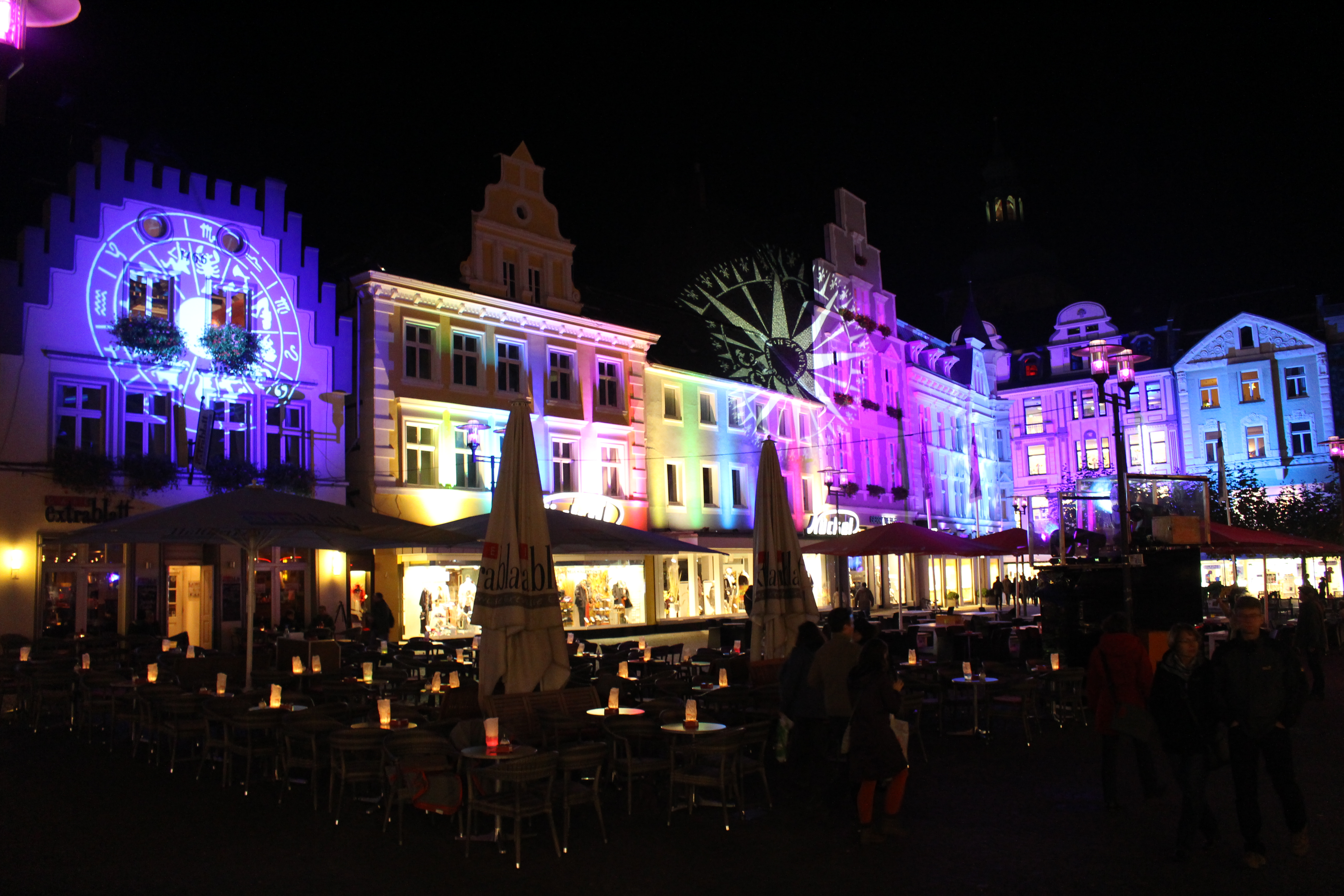
Altstadtmarkt während „RE leuchtet“

- März/April (bis Palmsonntag): „Palmkirmes“
- April/Mai: „Altstadt blüht“
- Mai/Juni: Ruhrfestspiele
- Mai/Juni: „Woche des Sports“, Internationales Marktplatzspringen, Weinfest, Fête de la musique (21. Juni)
- Juli: „Vestiwall“, Musikfestival in der Altstadt mit mehreren Bühnen- und Straßenmusikern.
- August: „Zu Gast in Recklinghausen“, Kulinarische Woche am Rathausplatz
- September: „Altstadtfest Recklinghausen“
- September: (alle zwei Jahre) „Beuthener Heimattreffen“
- September: „Kindertag/Prinzessintag/Märchentag“
- Oktober: „Recklinghausen leuchtet“: Beleuchtung einzelner Gebäude entlang einer Route innerhalb der Altstadt und 3-D Rathausshow; Süd-Allee (RE-Süd); Bauernmarkt Hochlar
- November: Musiknacht, 15 Kneipen 1× Eintritt 15 Bands
- Dezember: Nikolauszug (5. Dezember) und Recklinghausen im Advent (23. November – Ende Dezember)

### Filmstadt Recklinghausen
In Recklinghausen wurden u. a. folgende Filme gedreht:
- Theo gegen den Rest der Welt mit Marius Müller-Westernhagen (Drehorte u. a.: Rastplatz Hohenhorst und an der Trabrennbahn.)
- Die Heartbreakers (Drehorte u. a.: Außenaufnahmen Vestlandhalle)

Seit 2010 gibt es das Kirchliche Filmfestival Recklinghausen.

## Persönlichkeiten
Zu den bekanntesten gebürtigen Recklinghäusern gehören Schauspieler Walter Giller (1927–2011), Sportreporter Werner Hansch (* 1938), der aus der Comedyserie Klimbim bekannte Horst Jüssen (1941–2008), die Politikerin Renate Künast (* 1955), der Bodybuilder und Schauspieler Ralf Möller (* 1959), der Schauspieler Ludger Pistor (* 1959), der Comedian Hape Kerkeling (* 1964) und sein langjähriger musikalischer Begleiter Achim Hagemann (* 1965) sowie der Zehnkämpfer Frank Busemann (* 1975).
In Recklinghausen aufgewachsen sind überdies der frühere Politiker und Autor Thilo Sarrazin (* 1945), der Arzt, Wissenschaftler und ehemalige Rektor der Universität Salzburg Hendrik Lehnert (* 1954), der Fußballer Martin Max (* 1968), der Wissenschaftsjournalist und Historiker Rembert Unterstell (1960–2025), die Sängerin Ayliva (* 1998) und der Sänger Thomas Godoj (* 1979).
Durch ihr Wirken eng mit der Stadt verbunden sind überdies der Unternehmer Carl Still (1868–1951) und der im Zuge der Röhm-Affäre ermordete Politiker Erich Klausener (1885–1934).